# Synagogue de Doura Europos
Vous lisez un « article de qualité » labellisé en 2011.

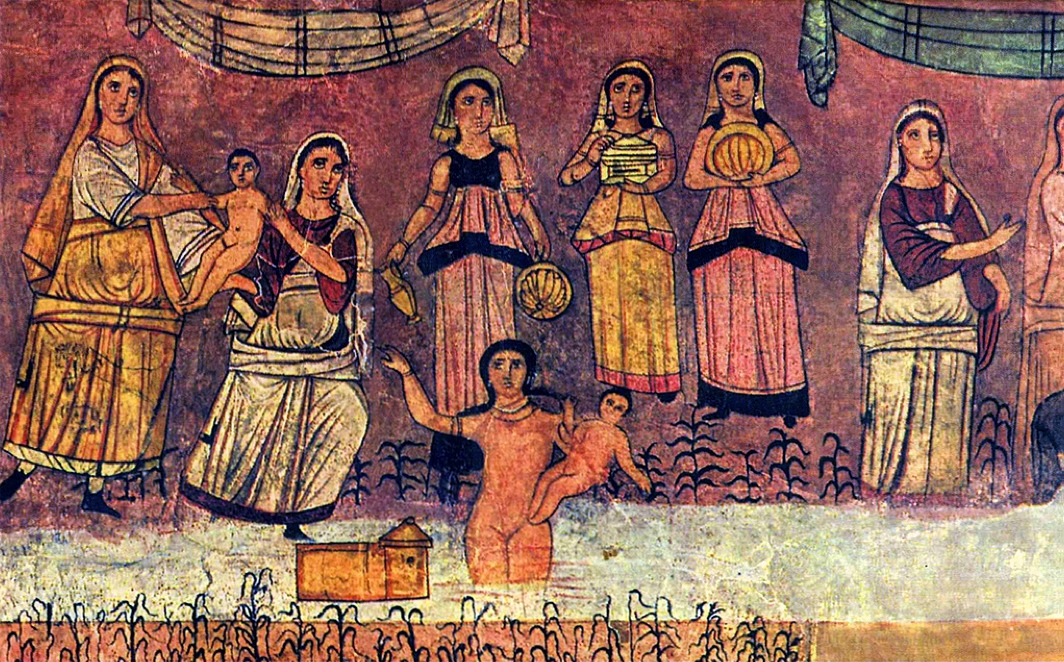
Une des fresques de la synagogue de Doura Europos : la fille d'un pharaon, entourée de suivantes, recueille Moïse bébé d'un panier flottant sur un cours d'eau.

La synagogue de Doura Europos est un édifice de culte juif situé dans la ville hellénistique et romaine de Doura Europos dans la province de Syrie (à l'extrême sud-est de la Syrie d'aujourd'hui sur le moyen Euphrate, à 24 kilomètres au nord de la cité antique de Mari). C'est l'un des monuments les plus importants pour l'étude de l'art juif dans l'Antiquité, témoin du judaïsme synagogal.
Succédant à un premier édifice datant de la seconde moitié du IIe siècle, la synagogue fut reconstruite vers 244-245 et surtout dotée d'un ensemble de fresques figuratives unique à ce jour pour une synagogue antique. La destruction volontaire, mais partielle, de l'édifice lors des travaux de fortification de la ville en prévision d'une attaque sassanide en 256 eut pour résultat la préservation d'une grande partie du décor peint. La destruction de la ville à la fin du siège qui s'ensuivit et la déportation de la population par les Perses mirent fin à l'occupation du site, ce qui explique son état exceptionnel de conservation jusqu'aux premières fouilles archéologiques. Celles-ci intervinrent sous le mandat français en Syrie entre 1921 et 1933 et virent le dégagement complet des vestiges de la synagogue. Les fresques furent déposées au musée national de Damas dont elles constituent l'une des pièces maîtresses.

## Découverte des fresques

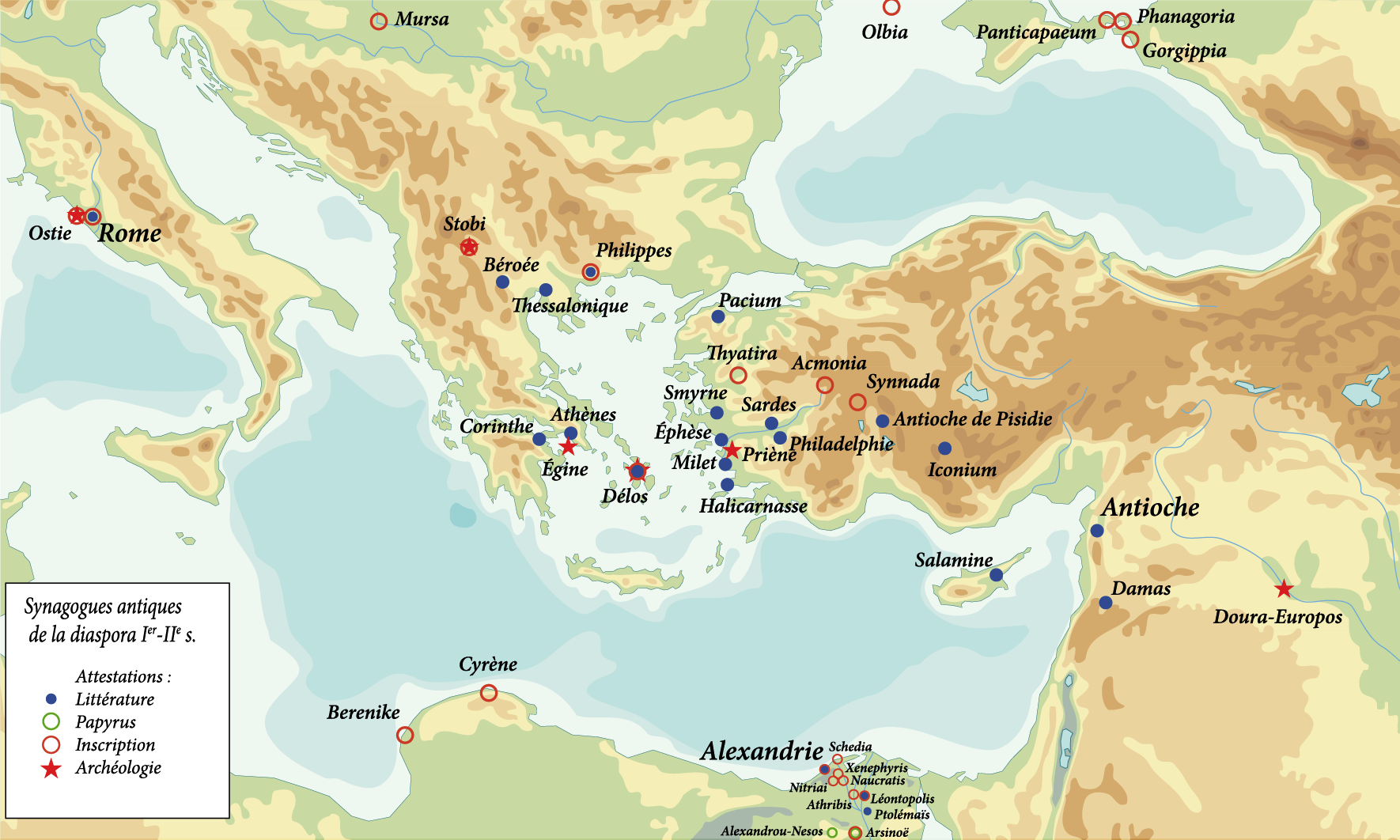
Sur cette carte, Doura Europos se situe à l'extrême est. Les autres points indiquent l'emplacement d'autres synagogues de la diaspora juive au cours des deux premiers siècles.

### En archéologie
La découverte de la synagogue à partir de 1921 a provoqué un choc chez les archéologues spécialistes de l'Antiquité classique. Par exemple, Clark Hopkins s'est remémoré la découverte en ces termes :

« Grâce aux recherches et aux nombreuses publications, Doura-Europos est aujourd'hui l'une des villes les mieux connues de l'Orient grec, parthe et romain et constitue la référence obligée de tout historien travaillant sur l'Orient hellénistique, parthe et romain. »

— Pierre Leriche, directeur de recherche au CNRS en janvier 1994

### En histoire de l'art
La découverte des fresques de la synagogue causa également un choc épistémologique chez les historiens de l'art et les théologiens : l'existence même de ces fresques à une époque aussi haute et dans une petite ville provinciale aussi éloignée des grands centres contemporains de production artistique  paraissait aller à l'encontre de tout ce qui était tenu pour établi concernant l'aniconisme juif d'une part et le développement de l'art chrétien d'autre part. 
L'ampleur et la richesse même du programme iconographique rendent en effet pour le moins improbable qu'il puisse s'agir d'une initiative isolée et d'une création purement locale. La similitude des conventions iconographiques adoptées pour illustrer certains thèmes avec les fresques quasi contemporaines des catacombes chrétiennes romaines ou les enluminures byzantines postérieures renforce cette constatation : l'impossibilité même que les fresques de Doura Europos aient pu être elles-mêmes les sources iconographiques de l'art juif et chrétien postérieur découle de la courte existence du monument — moins d'une décennie, clairement établie par les inscriptions — et de sa situation géographique marginale. Cet ensemble pictural est par conséquent le témoignage d'une tradition littéraire et artistique que les historiens ont tenté de retrouver depuis les premières années suivant sa découverte, dans un débat historiographique particulièrement riche et régulièrement renouvelé.

## Communauté juive de Doura Europos

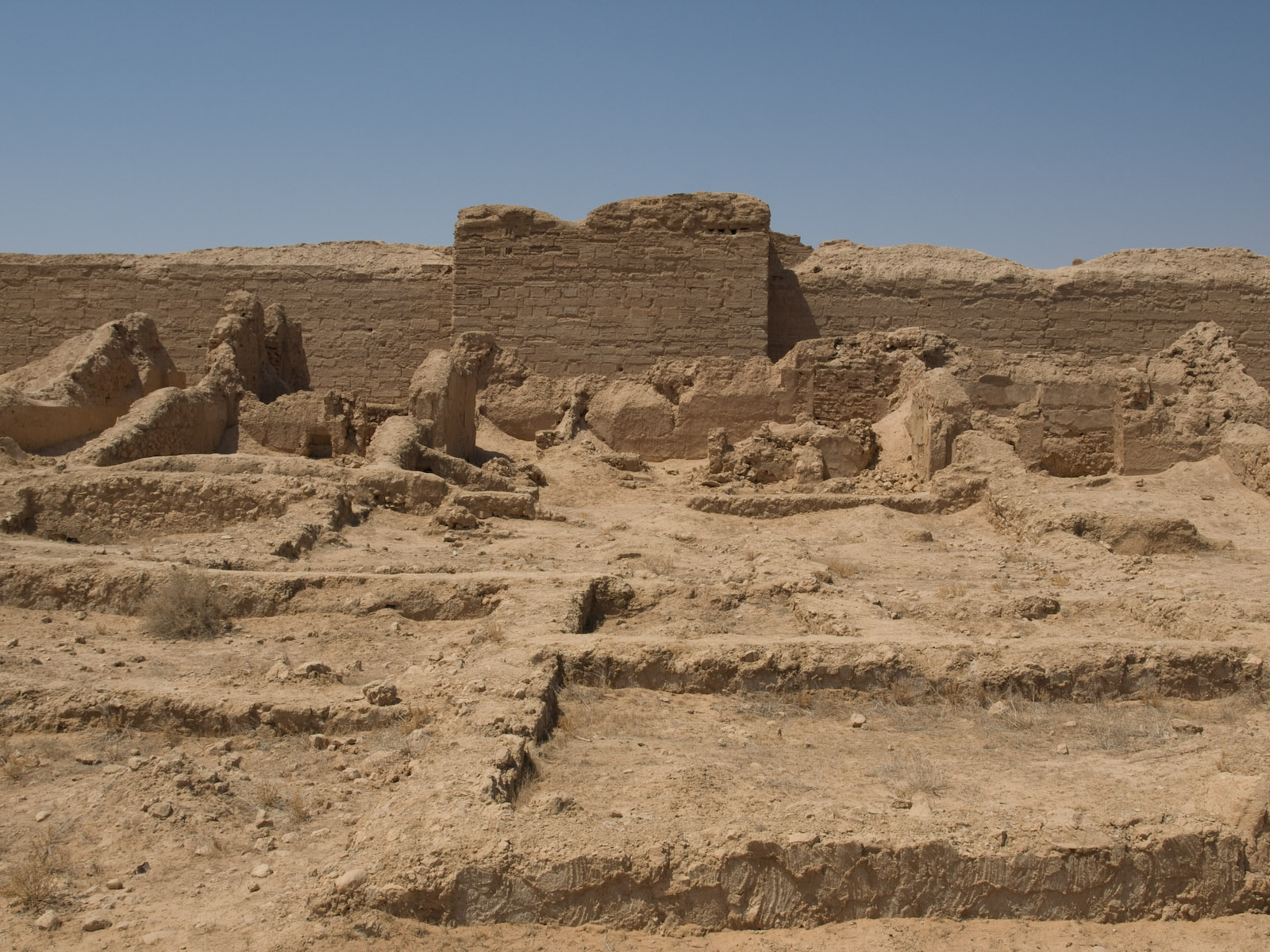
Partie sud de l'îlot L7 à Doura-Europos, à hauteur de la Tour 18, vue vers l'ouest.

La présence d'une communauté juive à Doura Europos précède de beaucoup la construction de la synagogue. De façon plus générale, les villes de Mésopotamie possèdent des communautés juives florissantes, dont les membres descendent aussi bien des exilés du temps de Nabuchodonosor II que des réfugiés des guerres judéo-romaines sous Vespasien et Hadrien. La diaspora juive possède dans le royaume parthe puis sassanide un représentant officiel, l'exilarque, nécessairement de descendance davidique. Les villes de Soura et Nehardea abritent des académies talmudiques dont la renommée peut même dépasser celles de Palestine, grâce à l'influence respective d'Abba Arika (Rav) et de Rabbi Chila. Ville caravanière importante sur l'Euphrate, Doura Europos possède très vraisemblablement une communauté juive dès le IIe siècle av. J.-C. ou le Ier siècle av. J.-C., comme en témoigne le monnayage hasmonéen retrouvé. Il n'y a néanmoins aucune trace archéologique d'une organisation cultuelle avant l'aménagement de la synagogue.

## Architecture de la synagogue: les édifices successifs

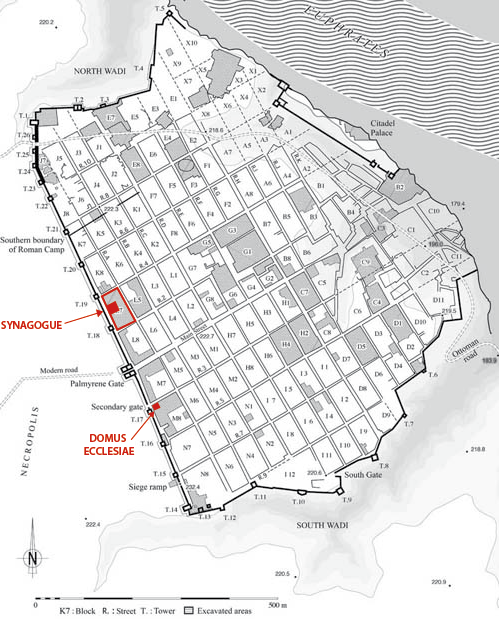
Plan de Doura Europos et localisation de la synagogue dans l'îlot L7.

La synagogue est un édifice appartenant à l'îlot L7 de Doura Europos (voir plan ci-contre) : la ville est en effet organisée depuis son développement par les Séleucides selon un plan hippodamien d'îlots rectangulaires réguliers (35 × 70 m) que les archéologues ont numérotés arbitrairement pour s'y référer plus commodément. Cet îlot L7 est situé dans la première rangée nord-sud, pour qui pénètre dans la ville, et la seconde rangée est-ouest au nord du decumanus maximus : il est donc bordé à l'ouest par la rue longeant le rempart, entre les tours 19 et 20, et sur les autres côtés respectivement par les rues A à l'est, 2 au sud et 4 au nord. 
Il s'agit, à l'origine, d'un îlot d'habitation comportant jusqu'à dix unités distinctes (désignées par les lettres A à I sur le plan ci-dessous), dont l'une fut consacrée aux besoins de la communauté juive et transformée en édifice de culte. Cette situation à la périphérie de la ville comme la modestie du premier édifice sont souvent utilisés comme argument pour souligner la petite taille de la communauté. Au gré des agrandissements et des reconstructions rendus nécessaires par son développement, la synagogue finit par devenir le noyau central et l'édifice le plus important d'un petit quartier juif. Le dernier état du bâtiment, avec ses fresques renommées, est ainsi la seconde phase de la seconde synagogue à occuper le lieu.

### De l'habitation privée au lieu de culte

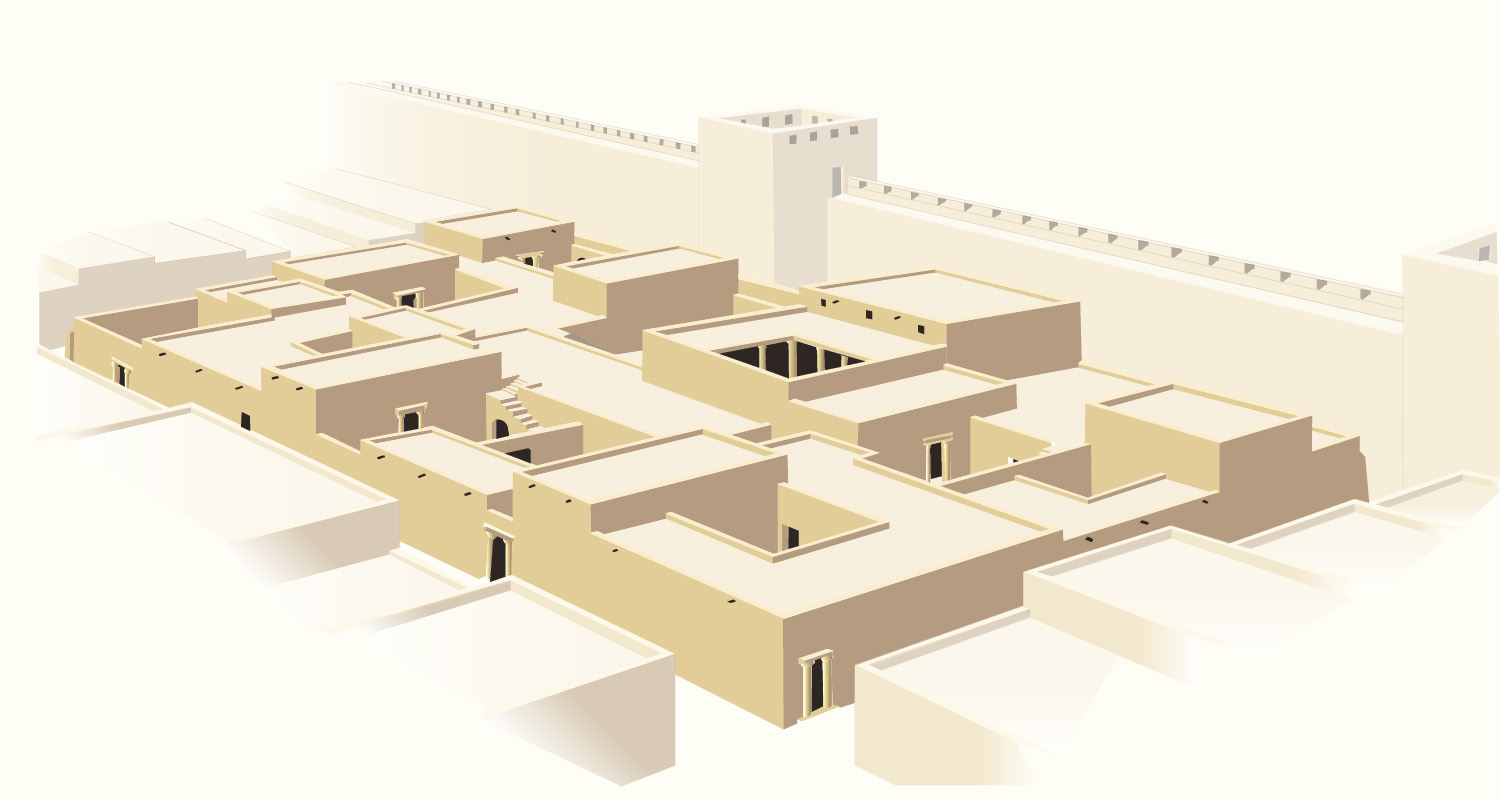
Reconstruction isométrique de l'îlot L7 à Doura-Europos.

Plan de l'îlot L7 à Doura-Europos, avec la synagogue (en rouge) et ses dépendances (en rose). D'après le plan de N. C. Andrews (1941) repris dans.

#### Maison originale
La première synagogue est au départ une demeure privée de dimensions moyennes (21,50 × 15,50 m) au centre de l'îlot L7, ouvrant sur sa façade occidentale vers la rue du rempart. La construction de cette maison est contemporaine de ses voisines A et B et remonte à la dernière période de l'occupation parthe, vers 50-150 apr. J.-C., lorsque l'urbanisation touche finalement cette partie du site : bien que le plan en damier ait été entièrement conçu au IIe siècle av. J.-C., une grande partie des îlots alors délimités restent non bâtis jusqu'à la fin de l'époque hellénistique.
Le plan original de la maison, dans la mesure où il peut être reconstitué malgré les modifications profondes apportées par les phases ultérieures de construction, est conforme au modèle architectural domestique local : les pièces sont arrangées autour d'une cour centrale à ciel ouvert, presque carrée (6,55 × 6,5 m), à laquelle aboutit le couloir d'accès (3) à la rue du rempart. Le côté oriental est occupé par deux pièces rectangulaires, 4 et 5 : la pièce 4 (6,85 × 4,15 m) possède une banquette basse continue (0,22 m de haut pour une largeur de 0,49 m) qui court tout le long de ses murs et au centre un bloc servant probablement de base à un brasero. Il s'agit probablement du diwan, la salle à manger de la maison. Elle communique par une porte à la seconde pièce orientale (5), qui en constitue vraisemblablement un espace auxiliaire. Les côtés sud et probablement aussi ouest sont occupés par deux autres pièces, de dimensions et de fonction indéterminées. À Doura, beaucoup de maisons sont pourvues d'un étage — par exemple, les vestiges d'un escalier d'accès sont visibles sur le relevé de la maison A du même bloc L27 — mais aucun élément en ce sens n'a été retrouvé pour celle-ci.

#### Première synagogue
1. Cour centrale

2. Salle d'assemblée de la communauté

3. Couloir

4. Salle de réception

5. Salle de réception

6. Pièce résidentielle

7. Local auxiliaire à la salle d'assemblée

Plan restitué de la première synagogue.
1. Cour centrale
2. Salle d'assemblée de la communauté
3. Couloir
4. Salle de réception
5. Salle de réception
6. Pièce résidentielle
7. Local auxiliaire à la salle d'assemblée
Plan d'après les notes de Henry Pearson (vers 1936) telles que mentionnées dans.

Peu après le retour de Doura Europos sous contrôle romain, entre 165 et 200 apr. J.-C. environ, cette maison assez peu remarquable est réaménagée pour répondre aux besoins du culte juif : c'est la première synagogue. Cette opération s'opère sans modification de la surface de l'unité d'habitation, dont les parois extérieures sont conservées, ainsi qu'une partie importante du plan intérieur d'origine. Pour tenir compte du rehaussement du niveau de la rue du rempart, le sol du couloir (pièce 3 sur le plan) est rehaussé sur un plancher et pourvu de marches après le seuil de la porte et d'un petit escalier à l'extrémité opposée, pour franchir le dénivelé important (1,75 m) existant entre les deux niveaux d'occupation. La cour centrale (pièce 1 sur le plan) est conservée mais pavée de carreaux et pourvue sur les côtés nord-est et nord-ouest d'un portique de cinq colonnes. Les deux stylobates se poursuivent dans l'angle nord-est du portique pour former les côtés d'un petit bassin carré qui y est aménagé. Le côté oriental de la maison n'est pas substantiellement modifié, contrairement aux pièces du sud et de l'ouest, où sont installés les espaces proprement communautaires : l'aile occidentale de l'habitation est transformée en une grande salle quadrangulaire, légèrement irrégulière (10,65-10,85 × 4,60-5,30 m), dont le sol est fait de gravier et gravats de plâtre sur un remblai de terre battue, surélevé de 0,48 m par rapport à celui de la cour. C'est la salle d'assemblée de la communauté (pièce 2 sur le plan), l'espace cultuel de la synagogue, comme en témoigne son aménagement, notamment sur le mur ouest, celui qui indique la direction de Jérusalem : la salle est donc barlongue. Un banc de briques crues revêtues d'un enduit de plâtre, d'une hauteur variant de 0,22 à 0,45 m, est installé contre les murs de la pièce sur les quatre côtés. C'est sur le côté occidental qu'il atteint sa hauteur maximale : il est alors construit en moellons et pourvu d'un repose-pieds. Au centre de la pièce, un trou comblé par du plâtre (0,82 × 0,86 m) indique la présence d'une installation supprimée par la suite.
Des fragments de colonnette de gypse et la nature différente du banc sur le côté ouest suggèrent qu'à cet endroit, probablement au centre du mur, se trouvait un édicule faisant office d'Arche sainte, de réceptacle pour les rouleaux de la Torah. Cette installation pourrait être une addition tardive, contemporaine du réaménagement attesté au centre de la salle. Par analogie avec la synagogue plus tardive, une niche semi-circulaire creusée dans le mur est souvent restituée pour compléter ce dispositif. Un doute subsiste néanmoins à ce sujet. L'installation semble trop petite pour avoir pu abriter l'intégralité des textes, voire la seule Torah. Une hypothèse avancée est que l’aedicula ou même la niche ne servaient qu'à exposer au regard des fidèles certains rouleaux et non à les conserver de façon permanente. Les rouleaux auraient été conservés dans un coffre en bois que les inscriptions de la synagogue tardive désignent comme la réelle « arche sainte » (en hébreu  ̉ārôn haqqodeš) tandis que la niche et l’aedicula étaient appelés « maison de l'arche » (bît  ̉ārônâ). Si l'Arche sainte de la première synagogue de Doura Europos est bien réelle, c'est la plus ancienne archéologiquement attestée dans la diaspora juive comme en terre d'Israël, et elle précède même les normes rabbiniques à ce sujet. C'est donc aussi la première synagogue où le mur présentant cette installation est orienté vers Jérusalem.
Les murs de la salle 2 sont ornés d'un décor peint sur trois registres horizontaux. Il s'agit, de bas en haut, d'une imitation d'une plinthe en marbre jaune veiné d'ocre et de vert (0,87 m de haut), d'un registre médian (1,38 m de haut) constitué d'une série de panneaux rectangulaires contenant des motifs géométriques (losanges avec disque en leur centre) — on retrouve un décor similaire, cette fois en marbre, sur les murs de la synagogue de Sardes — et enfin, dans la zone supérieure, d'un simple enduit blanc. Le plafond (à environ 4,90 m de haut) porte une imitation peinte d'un plafond à coffrage, décoré de panneaux bleus portant des rosettes de stuc doré en leur centre et délimités par des lignes noires, rouges et blanches.
Le mur sud de la salle 2 est percé de deux portes, l'une au centre, la principale (1,50 m de large), ouvrant sur la cour, tandis que l'autre, dans l'angle sud-est, plus étroite (1 m), conduit à la pièce 7, sur le côté sud de la maison. Mal connue, cette pièce mesure environ 3,75 × 3,90 m, et se distingue elle aussi par les banquettes basses (0,25 m de haut) qui flanquent ses parois. Elle ouvre largement sur la cour au nord par une baie surmontée d'un arc. Ses murs présentent un décor peint géométrique et floral tandis que le plafond porte une fresque imitant la treille d'un jardin. La fonction de la pièce reste conjecturale : l'hypothèse originelle qu'il s'agit là d'une salle d'assemblée pour les femmes, qui auraient ainsi été séparées des hommes dans le culte, est désormais rejetée faute de parallèles dans les autres synagogues les plus anciennes. Il pourrait s'agir d'une pièce faisant office de sacristie, de local auxiliaire à la salle d'assemblée, où étaient peut-être conservés les textes sacrés : à ce titre, plusieurs graffiti araméens ont été retrouvés dans les gravats de la pièce, portant pour certains des formules célébrant le souvenir de personnages (tous des hommes), peut-être des usagers réguliers de cet espace.
Le reste de la maison ne paraît pas avoir subi de modifications de plan substantielles, en particulier pour les pièces 4 et 5 qui conservent leur fonction de salle de réception, et appartiennent probablement à la partie résidentielle du bâtiment, à l'usage des officiels de la synagogue.
La concession par un riche individu d'une demeure privée pour être réaménagée en édifice de culte est un phénomène bien attesté dans la diaspora juive. De fait, la grande majorité des plus anciennes synagogues connues par l'archéologie, à l'exception de celles de Sardes et d'Ostie, sont au départ des édifices domestiques : c'est le cas à Priène, Délos, ou  encore de la synagogue de Stobi. Au milieu du IIIe siècle à Stobi, une inscription honorifique commémore en effet la donation faite par Claudius Tiberius Polycharmos d'une partie de sa maison pour servir de « lieu saint » (hagios topos) réservé au culte juif, tandis qu'il conserve le reste (l'étage) comme demeure familiale. Il est probable que la communauté locale se réunissait déjà chez lui auparavant, mais cet acte de donation le fait passer du rôle de simple hôte à celui de bienfaiteur et patron de la communauté, pourvu d'un titre honorifique, « père de la synagogue » (patèr tès synagôgès), alors même qu'il existe par ailleurs un chef religieux — que l'inscription nomme « patriarche ». Un acte comparable est très probablement à l'origine de la synagogue de Doura Europos, mais le nom de ce bienfaiteur est perdu.

### Seconde synagogue
Le développement de la ville en général, et de la communauté juive en particulier, peut-être grossie de réfugiés chassés du royaume sassanide par Ardachîr Ier rend la première synagogue insuffisante aux besoins du culte juif du début du IIIe siècle. L'édifice est donc reconstruit et agrandi, puis relié à la maison voisine à l'est (H) qui en devient une dépendance, avant de recevoir, en deux étapes, le décor peint qui fait sa renommée.

#### Reconstruction de la synagogue

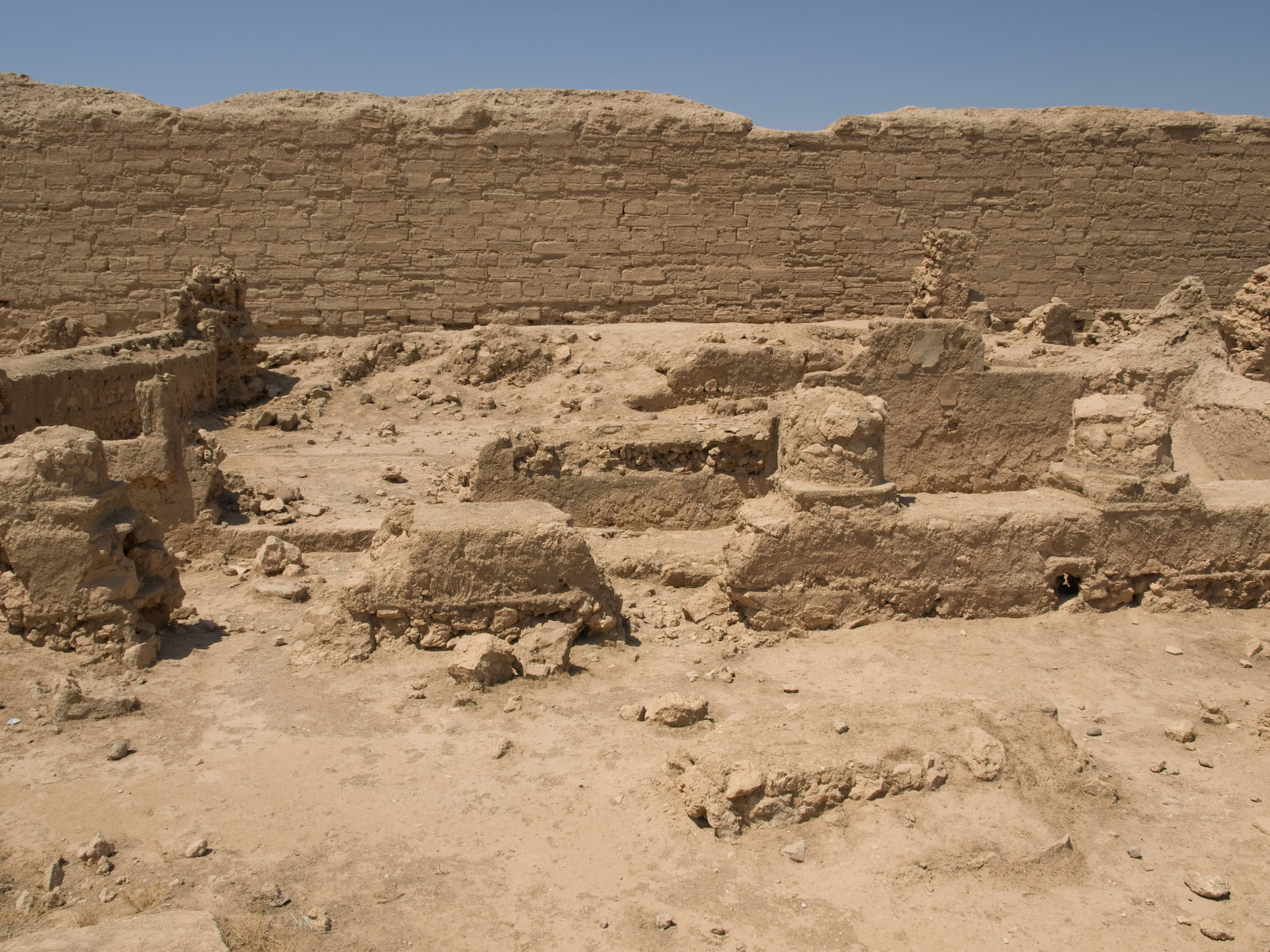
Cour et façade de la synagogue.

L'objectif principal de l'opération est la construction d'une nouvelle salle d'assemblée, à l'emplacement de l'ancienne, mais considérablement agrandie. Elle implique la destruction complète des murs intérieurs de l'édifice précédent, la disparition des espaces résidentiels qui avaient été préservés lors de la transformation de la maison originelle en synagogue, et surtout un changement des accès et de la circulation intérieure. Les murs extérieurs ouest et nord sont abattus pour laisser la place, sur le même tracé, à des murs plus épais (1,04 m) et plus hauts (jusqu'à 7 m environ) pouvant supporter le plafond à coffrage couvrant la nouvelle grande salle rectangulaire (13,65 × 7,68 m pour les dimensions intérieures, 15,47 × 9,76 m pour les dimensions extérieures),. Elle occupe désormais presque la moitié de la surface totale de l'édifice. Deux portes de bois à double battant ouvrant vers l'intérieur sont aménagées dans le mur oriental, l'une au centre, l'autre au sud, et permettent d'accéder à la salle depuis la cour.
Au milieu du mur ouest ou presque, dans l'axe de la porte principale, est creusée une niche semi-circulaire (1,51 × 0,83 m), monumentalisée par une façade de deux colonnes de maçonnerie soutenant un arc, précédée de deux marches. Les colonnes sont revêtues d'un enduit peint imitant le marbre tandis que la partie supérieure de la niche reçoit un décor de stuc en forme de conque, également peint. La niche ainsi décorée reprend la forme d'un ciborium et sert d'arche sainte pour la Torah, en conservant l'emplacement de celle qui existait déjà dans la première synagogue. Ce type d'édicule est particulièrement courant dans l'architecture religieuse du Proche-Orient : il se rencontre dans les temples pour abriter la statue cultuelle. À Doura Europos, on le retrouve dans le temple de Bêl, dans le mithræum où il abrite le relief cultuel de Mithra tauroctone, et enfin dans la domus ecclesiae chrétienne au-dessus des fonts baptismaux où il encadre une fresque du Bon Pasteur. Dans celui de la synagogue, un graffiti de deux lignes en araméen sur la façade perpétue les noms de deux artisans qui l'ont réalisé au moins en partie : « Martîn qui a fait l'ouvrage (les peintures) à la niche de l'armoire (bît  ̉ārônâ), [et] Sisa (qui a fait) la façon (ou la sculpture) de l'Armoire sainte ( ̉ārôn haqqodeš) ». Une banquette basse, de maçonnerie recouverte d'un enduit de plâtre, à deux gradins (0,40 m de largeur, 0,20-0,47 m de hauteur), fait le tour de la pièce le long des murs : Prigent estime qu'elle pouvait accueillir de 60 à 65 personnes, soit probablement plus du double de la première synagogue. Immédiatement au nord de la niche centrale, elle est réaménagée dans un deuxième temps avec la construction d'un massif de cinq marches, qui supporte le siège de l'Ancien ou plus généralement des dignitaires de la synagogue. Ce témoignage d'un remaniement de l'intérieur de la salle recoupe les observations faites sur le sol : le niveau originel de plâtre mêlé de gravier, installé sur un remblai de 0,30 m recouvrant l'intérieur de la première synagogue, est à son tour recouvert d'un lit de sable préparatoire puis d'un sol similaire au premier mais plus soigné. Plusieurs trous, de taille variée, ménagés dans ce sol, témoignent probablement de l'installation de différents accessoires mobiliers : luminaires, éléments de support peut-être d'une estrade (bêma) devant le banc au sud du ciborium.

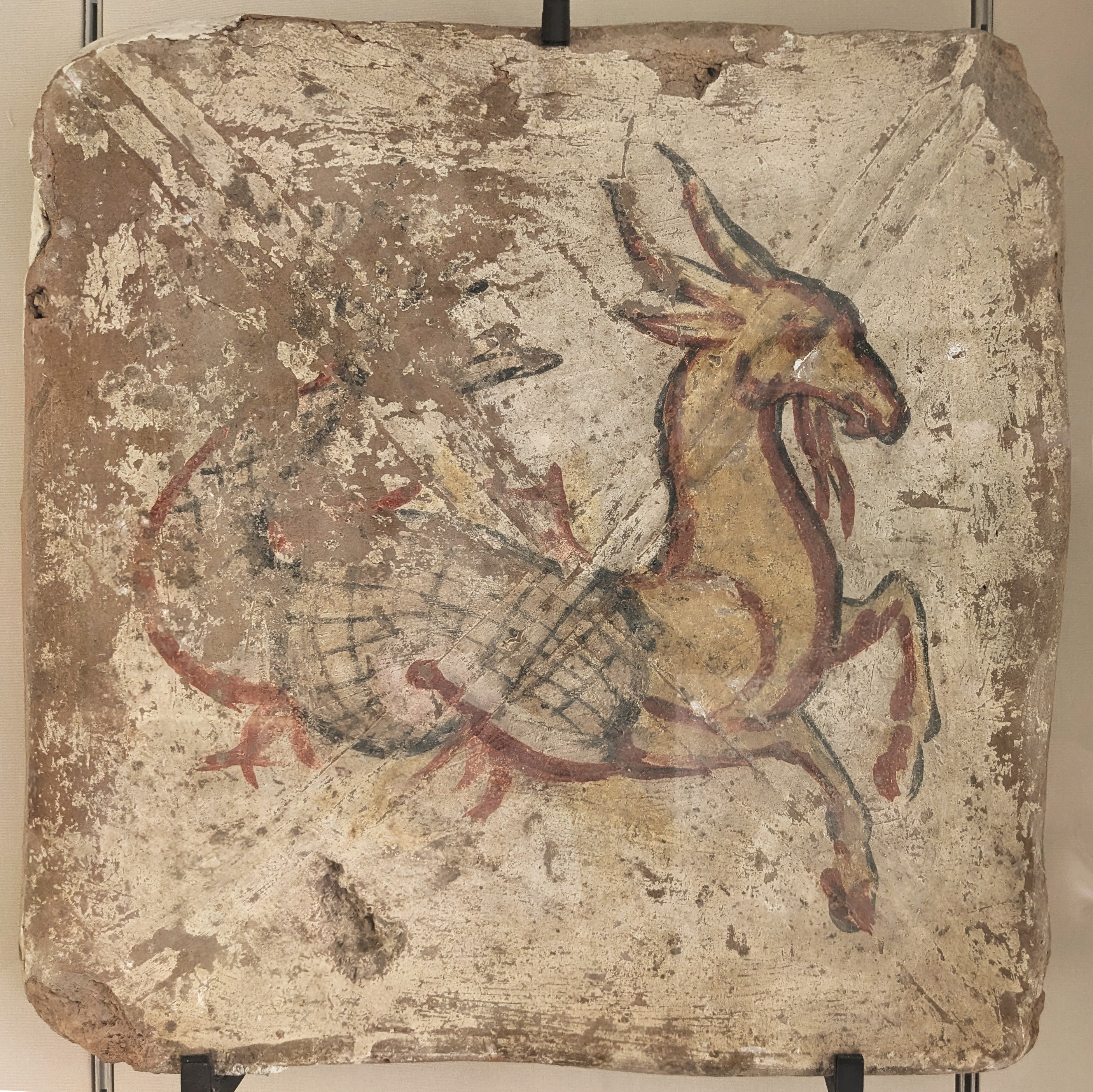
Brique avec peinture de Capricorne du plafond de la grande salle. Musée du Louvre

La grande salle est recouverte d'un plafond à coffrage, aménagé à partir de deux poutres maîtresses est-ouest sur lesquelles reposent des poutrelles sud-nord. Les intervalles sont garnies de près de 450 tuiles carrées de terre cuite (0,41 m de côté, 0,045 m d'épaisseur) jointes à l'argile, dont 234 ont été retrouvés dans les décombres du monument, soit plus de la moitié du nombre total des tuiles d'origine. Ces tuiles, produites localement, portent dans leur grande majorité un motif décoratif peint — personnage ou personnifications, animaux comme des serpents ou des dauphins, symboles astrologiques dont les signes zodiacaux du Poisson, du Capricorne ou du Sagittaire, fleurs ou fruits — mais six de ces tuiles présentent une inscription en araméen ou en grec relative à la fondation de l'édifice (voir infra). Le décor se présente ainsi comme une treille de jardin vue de l'intérieur et appartient à un type très courant à Doura-Europos : on le retrouve notamment dans la Maison des Scribes (A) du même îlot L7 que la synagogue.

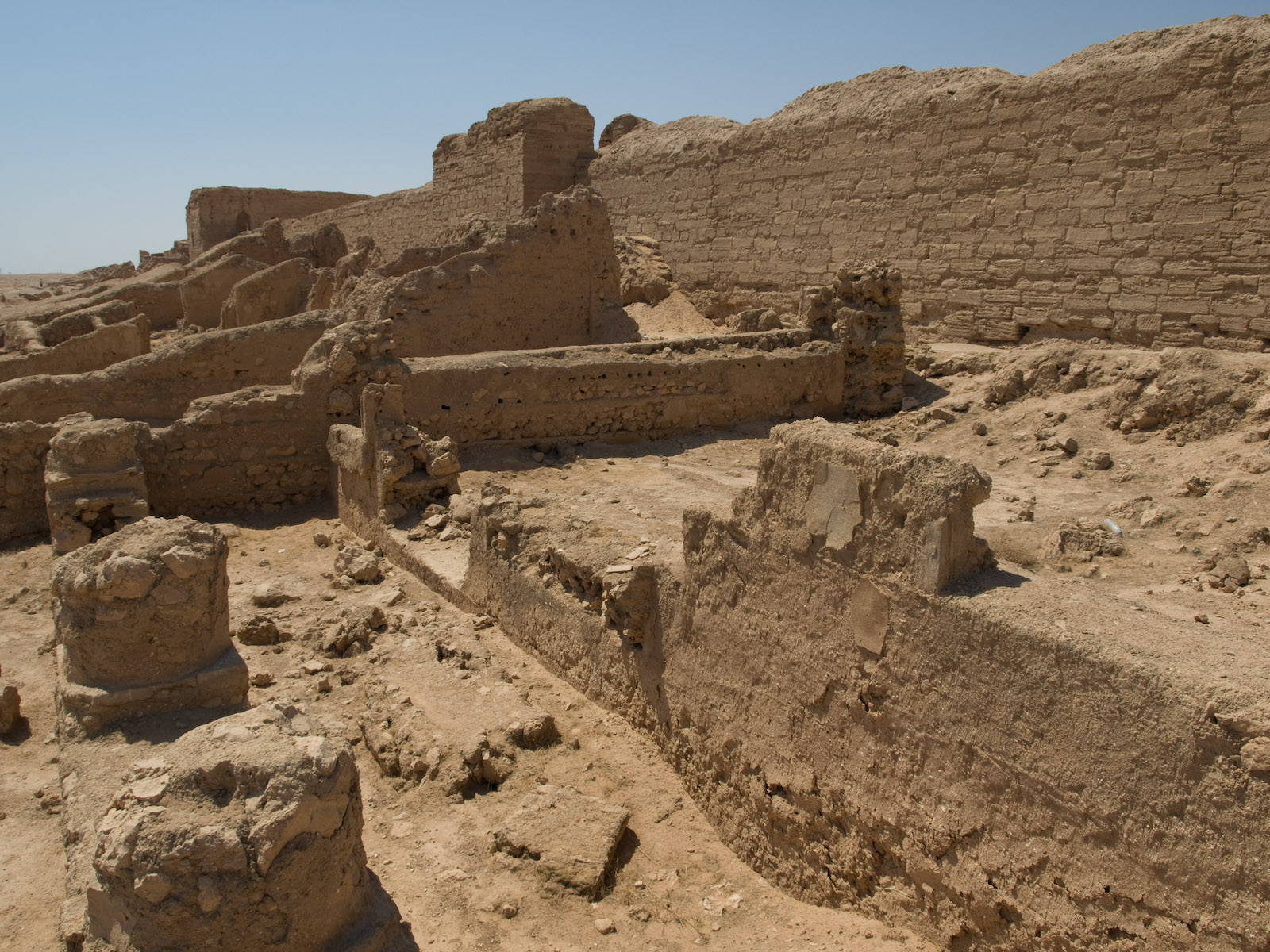
Portique ouest de la synagogue.

La cour du nouveau bâtiment est décalée vers l'est par rapport à l'édifice antérieur. Elle est également agrandie à l'intégralité de l'espace restant dans la moitié est du lot, et pourvue sur ses côtés nord, ouest et sud, d'un triple portique en pi, de six colonnes de maçonnerie en tout. Les colonnes, d'un diamètre de 0,96 m à la base, pour une hauteur estimée à 5,50-6 m, reposent sur des bases de gypse et sont couronnées de chapiteaux du même matériau. Un bassin est aménagé dans l'angle nord-ouest de la cour, probablement pour les ablutions rituelles. La cour elle-même servait de lieu de discussion, ainsi que pour l'instruction des enfants.

#### Annexion de l'habitation H et changement d'entrée

Plan de la seconde synagogue et de l'ancienne habitation H convertie en annexe, avec le cheminement (en rouge) depuis la rue pour atteindre la salle de culte. D'après un plan de N. C. Andrews (1941) repris dans.

La suppression du couloir d'accès (3) et de la seule porte d'entrée de la première synagogue rend nécessaire l'aménagement d'un nouvel accès, cette fois depuis la rue A en façade est de l'îlot. Une porte est percée au centre du mur mitoyen avec la maison H à l'est, maison qui est ainsi réaménagée et annexée. Le plan de cette habitation, grossièrement rectangulaire (25,70-27 × 17,75-18,50 m) diffère sensiblement du modèle habituel, peut-être en raison précisément de son annexion à la synagogue. La porte d'entrée sur la rue A mène à deux vestibules successifs (H1 et H2) qui ouvrent sur deux cours séparées mais reliées par une porte. La première (H3) au nord conduit à deux autres pièces (H4 et H5), dont l'une sert de vestibule à la synagogue : c'est dans l'angle sud-ouest de cette pièce qu'est aménagée la porte donnant accès à la cour à portiques de la synagogue. Un escalier de quelques marches permet de franchir le dénivelé (0,60 m) existant entre les deux unités, et un banc est installé en face de la porte, contre le mur ouest de la pièce. La seconde cour (H9) permet d'accéder aux autres pièces de la maison, dont la plus grande (H8) fait probablement office d’andrôn. L'habitation H est ainsi séparée en deux unités de fonction bien distincte : elle sert d'entrée à la synagogue à travers les pièces H1-H3-H4, et garde parallèlement une fonction résidentielle, pour les dignitaires de la synagogue, comme l'intendant, le hazzan, voire l'Ancien. Il est aussi probable que les pièces résidentielles servaient à héberger les voyageurs juifs de passage.
L'habitation H n'est pas la seule à être concernée par le développement de la synagogue. Presque tout l'îlot serait devenu un véritable quartier juif, dont les différentes unités d'habitation étaient reliées entre elles par des passages privés, de façon à faciliter l'application des restrictions religieuses sur les déplacements pendant le chabbat. Les maisons B, C et D font partie de cet ensemble, mais pas la maison A, dite « Maison des scribes romains », qui sert à loger des soldats de la garnison. Il est probable que le personnage principal mentionné par les inscriptions de fondation de la synagogue, Samuel, ait habité l'une de ces demeures — H qu'il aurait donc en partie sacrifiée à l'agrandissement de la synagogue, ou C qui est également affectée, mais dans une moindre mesure, par cette opération.

#### Datation de la seconde synagogue
La date de la construction de la seconde synagogue est connue assez précisément grâce aux inscriptions commémoratives peintes en noir sur certaines tuiles du plafond : trois de ces dipinti sont en araméen et portent la version complète de la dédicace du monument sur deux tuiles (A et B) et une version abrégée sur la troisième (C) ; trois autres dipinti, constitués chacun de cinq lignes de texte dans une couronne, sont en grec (tuiles 1 à 3) et ne présentent que le résumé de la dédicace.
- Tuile 1, en grec : « Samuel, fils d'Idaeus, prêtre (presbytéros) des Juifs, a construit [cette synagogue]. »
- Tuile 2, en grec : « Samuel, fils de Sapharas, qu'il soit en mémoire, a construit [cet édifice] ainsi. »
- Tuile 3, en grec : « Abraham et [le fils de ?] Arsaches et Silas et Salmanès ont aidé. »

Les six inscriptions se rapportent à la seconde synagogue, et donnent Samuel, fils de Yeda'ya (Idaeus dans la forme hellénisée), comme le principal initiateur du projet en même temps qu'un personnage exerçant des responsabilités de premier plan dans la communauté juive locale. Ce premier Samuel a pu être le propriétaire de la maison originale concédée pour être transformée en synagogue ou bien d'une des demeures (C ?) affectées par la reconstruction. La date de l'opération est donnée par l'inscription araméenne A comme 556 dans le comput de l'ère séleucide, soit 244-245 de l'ère chrétienne. Cette date est probablement celle de la fin de la construction de l'édifice mais non de son aménagement qui a connu ensuite plusieurs phases de décoration.

Phases successives du remblai de la rue du rempart (I, II et III) et destruction partielle de la synagogue en 256 (IV). Diagramme d'après.

Le débat a porté entre historiens sur le rôle du second Samuel, fils de Sapharas, auquel l'inscription grecque 2 paraît donner une importance équivalente — avec l'emploi du même verbe κτίζειν (ktizein), « construire » au sens de « fonder », pour décrire son action — à celle de Samuel l'Ancien dans la construction de la synagogue. La mention de ce second Samuel dans la première inscription araméenne, comme coresponsable du projet au côté de l'Ancien conduit à rejeter cette hypothèse et à relire l'inscription grecque 2 comme concernant la décoration et non la reconstruction de la synagogue. À l'instar des deux noms donnés par le graffiti araméen du ciborium (voir supra), les trois (ou quatre ?) autres personnages nommés par la troisième inscription grecque, seraient ceux de participants à la reconstruction ou à la décoration de la deuxième synagogue.
Le caractère plurilingue des inscriptions atteste la diversité d'origine des membres de la communauté, son caractère cosmopolite. L'usage du terme « prosélyte » pour qualifier un personnage important dans la reconstruction semble aussi faire référence à des pratiques de recrutement dans la composante non juive, majoritaire, de la ville. L'agrandissement de la synagogue, le transfert de son entrée sur une rue plus passante, l'adaptation pour son aménagement architectural comme pour sa décoration d'éléments de la tradition locale païenne sont autant de signes de la plus grande visibilité de la communauté juive, ou du moins de ses membres les plus éminents, dans la ville.
La destruction volontaire de la synagogue intervient dans les préparatifs romains pour résister au siège sassanide de 256 : la synagogue a donc existé une dizaine d'années pendant lesquelles elle est longtemps restée en travaux. La seconde phase du décor peint n'aurait en effet été réalisée qu'à partir de 250-251, et vu son ampleur, ne devait être achevée que depuis peu au moment du siège. Ce sont par conséquent des circonstances exceptionnelles — un décor presque neuf enterré en une seule opération de remblaiement massif — qui expliquent la préservation du décor peint dans un excellent état.

## Décor de la seconde synagogue

Diagramme 1. Organisation du décor peint de la seconde synagogue : la salle d'assemblée vue de l'est. La ligne noire irrégulière indique le faîte des murs conservés. Les zones colorées sont les seules à porter un décor peint dans la première phase. Pour faciliter l'analyse du diagramme, le mur à l'est est couché. Diagramme créé à partir de.

Contrairement au décor peint de la première synagogue, entièrement détruit dans la reconstruction de 244-245 et dont on ne peut que donner une esquisse à partir des fragments d'enduit peint retrouvé dans les gravats, les fresques de la grande salle de la seconde synagogue ont été très largement conservées par le remblai de renforcement du rempart. Le mur occidental, le plus important dans la disposition de la synagogue puisqu'il indique la direction de Jérusalem et comporte le ciborium de l'arche sainte, a vu ainsi son décor presque intégralement conservé — seul l'angle sud-ouest a souffert (voir le schéma ci-contre). Les murs nord et sud ont été démontés sur une hauteur inégale et croissante d'ouest en est, selon le profil de la pente du remblai : les fresques y sont perdues pour moitié environ. Le mur est, enfin, a été démoli sur la plus grande partie de son élévation. Il ne conserve plus que la partie inférieure du décor.

### Première phase du décor
Le projet initial de décoration de la synagogue se limite à la peinture du plafond et des éléments architecturaux que sont les pilastres d'angle et l'architrave, ainsi que le ciborium, la niche et la portion du mur occidental le surmontant.

#### Niche de l'arche sainte

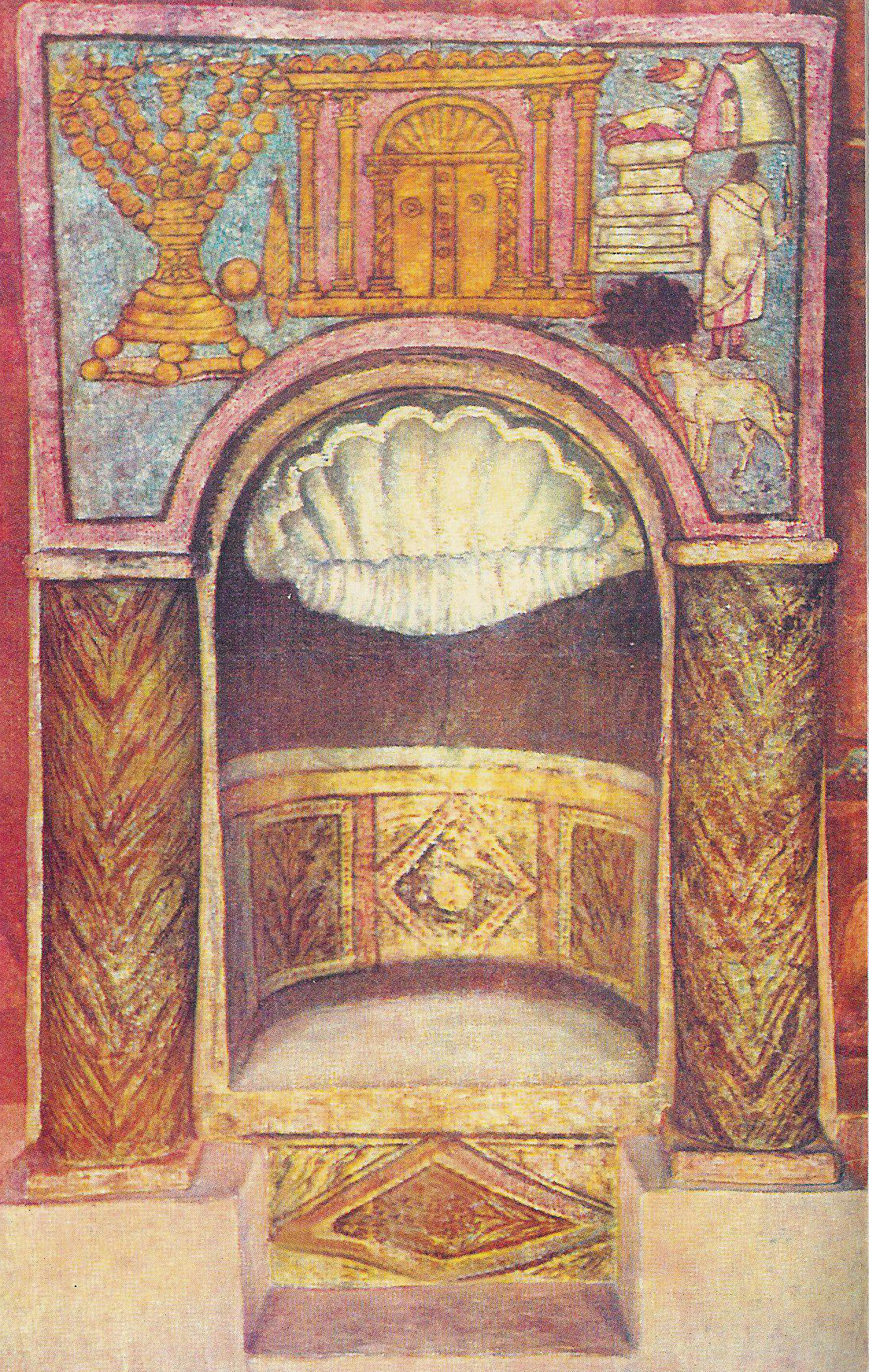
Arche sainte de la synagogue.

L'intérieur de la niche aménagée dans le mur ouest est divisé en trois registres : la conque décorant la partie supérieure voûtée est peinte en bleu et vert clair. Le registre médian est d'une couleur bleue unie, tandis que le registre inférieur est divisé en cinq panneaux rectangulaires, dont deux paires identiques, à l'imitation d'une marqueterie de marbre. L'intrados de l'arc porte une guirlande de fleurs et de fruits (grenades, raisins, pommes de pin) en rouge, noir, jaune et vert, séparée par des rubans en sept champs distincts, reprise d'un motif hellénistique courant. C'est le rapprochement avec le décor de la première synagogue qui conduit à dater ces peintures de la première phase de la seconde synagogue. Les colonnes sont décorées d'un motif en chevrons rouges et jaunes suggérant le marbre.
L'extrados de l'arc et les écoinçons ne forment qu'un champ bleu clair, mais qui est séparé en trois par le motif central, une façade de temple gréco-romain tétrastyle jaune doré, couleur devant évoquer l'or : les colonnes sont surmontées de chapiteaux égyptiens supportant une architrave moulurée, mais pas de fronton. Au centre de la façade ouvre une double-porte encadrée par deux colonnes soutenant une architrave et un arc en plein cintre décoré d'une conque. La façade est très proche de celle représentée sur le droit des tétradrachmes d'argent frappés lors de la révolte de Bar Kokhba, qui figure l'Arche d'alliance dans le Temple de Jérusalem — à Doura Europos, l'arche est remplacée par la porte. Pour cette raison, l'interprétation la plus commune est celle d'une représentation du Temple de Jérusalem, soit selon une image schématique et symbolique, soit selon une image traditionnelle du Temple d'Hérode (où l'Arche ne se trouvait plus), exprimant le désir de le voir reconstruit. Dans l'écoinçon gauche du panneau sont peints trois symboles cultuels juifs dans la même couleur dorée, une menorah, un etrog (cédrat) et un loulav (rameau vert et fermé d'un dattier). La menorah est le symbole iconographique le plus fréquent dans les synagogues de la diaspora et figure sur une grande variété de supports (fresques, mosaïques, reliefs sculptés, graffiti, etc.). La représentation sur la niche de la Torah à Doura est le plus ancien exemple sûrement daté de ces images dans la diaspora.

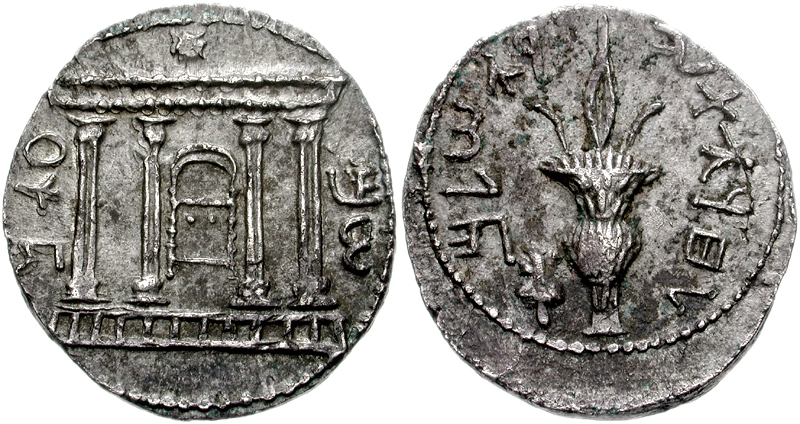
Tétradrachme d'argent de Bar Kokhba (132-135).

Elle se distingue nettement dans sa conception des deux autres menoroth présentes sur les fresques narratives de la seconde phase : les sept bras reposent sur un trépied de boules dorées reliées par une bande ornée d'une rosette ; ils sont eux-mêmes constitués de boules dorées et supportent sept lampes à huile. L'importance de ce symbole est renforcée par sa taille qui éclipse même celle du temple voisin. La menorah rappelle celle du Temple, le cédrat et le loulav évoquent la fête des Tentes (soukkot), l’étrog et le loulav faisant partie des quatre espèces du rituel de cette fête de pèlerinage où les Juifs montaient au Temple de Jérusalem. On rencontre couramment aussi le chophar, qui lui aussi rappelle les cérémonies au Temple de Jérusalem (Roch Hachana et Kippour), ainsi qu'une pelle à encens, pour compléter ces évocations générales du culte : c'est le cas par exemple sur un relief de la synagogue d'Ostie, sur la fresque de l'arcosolium IV de la villa Torlonia de Rome, ou encore sur des fonds de gobelets romains (voir ci-contre).

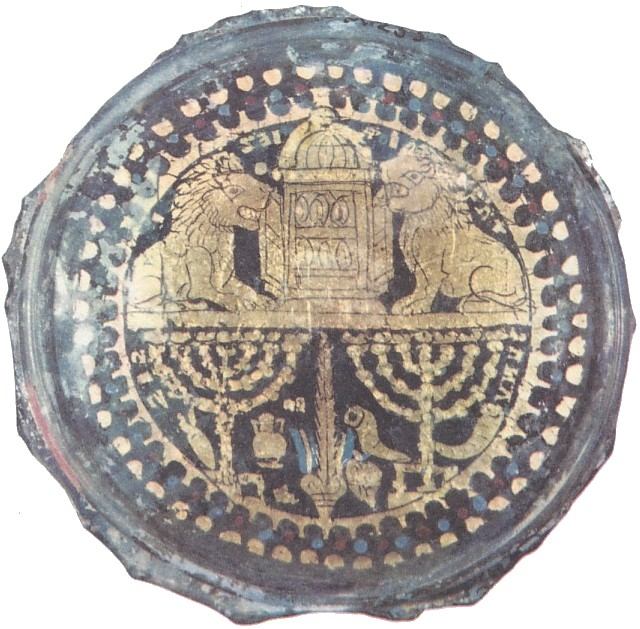
Objets de culte juifs sur un fond de gobelet romain, IIe siècle.

Ils sont ici absents, ce qui ouvre la voie à des interprétations plus précises de cette combinaison iconographique : le chophar aurait été délibérément remplacé par un équivalent « mystique », la scène du sacrifice d'Isaac, ou plus exactement la « ligature d'Isaac » (l’aqeda), dans l'écoinçon droit.

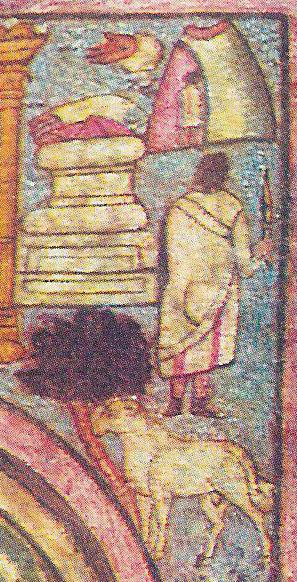
Détail du sacrifice d'Isaac.

Ce motif du sacrifice d'Isaac, promis à une grande popularité dans l'art juif comme dans l'art chrétien, connaît ici sa plus ancienne représentation, qui reste à plusieurs égards sans équivalent. Malgré une composition rendue quelque peu maladroite par le manque d'espace qui a contraint le peintre à superposer les différents éléments du récit biblique, la scène est en effet immédiatement identifiable : c'est le sacrifice par Abraham de son fils, Isaac, arrêté au dernier moment par Dieu pour lui substituer un bélier. Abraham est représenté de dos, vêtu d'un himation blanc, d'un chiton, de bottes brunes, et tenant le couteau sacrificiel dans la main droite. Il est tourné vers l'autel constitué d'une base moulurée, sur lequel est étendue la petite figure d'Isaac sur des fagots. La Main de Dieu surgit du fond au-dessus de l'autel pour arrêter Abraham. Le bélier est figuré sous ce dernier, tranquillement attaché à un arbre. Le dernier élément, dans l'angle supérieur droit, est une tente à l'entrée de laquelle se tient, également de dos, un petit personnage.
L'identification de ce dernier détail est problématique, car il n'apparaît pas dans le récit biblique, à moins d'y voir un des deux serviteurs accompagnant Abraham et laissé derrière lui au moment du sacrifice — ce qui n'a guère de sens ni de parallèle iconographique. D'autres commentateurs y ont vu Isaac après l'intervention divine, Abraham près de la tente élevée pour la fête des Tabernacles, ou encore Ismaël en référence à certains textes rabbiniques, pour ne citer que les principales propositions. Mais l'hypothèse la plus satisfaisante vient d'un rapprochement opéré par E. Goodenough avec une fresque nettement plus tardive (Ve siècle-VIe siècle) de la chapelle funéraire d'El Baghawat en Égypte : le sacrifice y est représenté avec un spectateur au second plan, une femme identifiée par une inscription comme Sarah, d'après une légende juive affirmant que Satan transporta Sarah sur le lieu du sacrifice pour la faire souffrir.

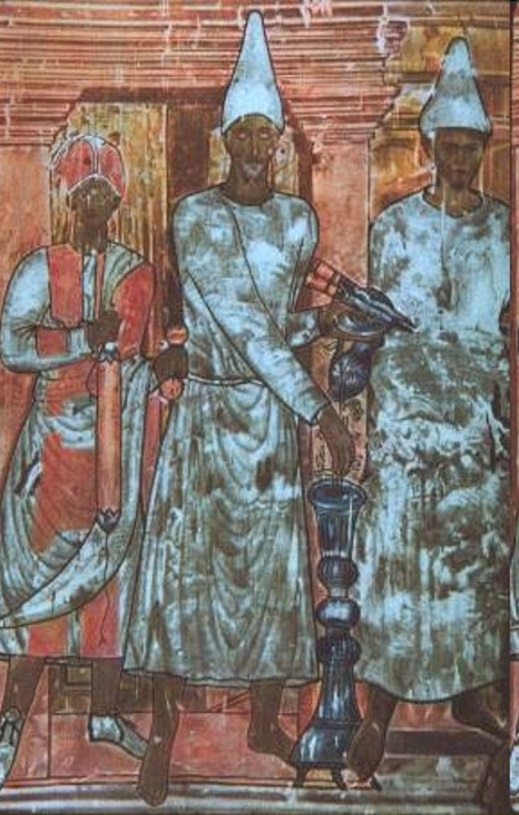
Sacrifice de Conon, Temple de Bêl de Doura Europos.

La présence de ce personnage n'est pas le seul détail par lequel la fresque diffère du récit biblique : la Main de Dieu remplace l'ange du texte pour figurer l'intervention divine ; le bélier n'a pas les cornes prises dans un buisson, mais il est attaché à un arbre. Certaines de ces modifications sont reprises dans les représentations postérieures de l'épisode, mais d'autres n'ont que peu d'équivalents : Isaac, ici libre de liens et étendu sur le bûcher de l'autel, est beaucoup plus fréquemment montré ligoté et agenouillé devant l'autel — comme sur le sarcophage de Junius Bassus (voir ci-contre). Surtout, seule la Main de Dieu et le bélier sont représentés de profil sur la fresque de Doura, les autres personnages tournant le dos au spectateur.
Cette représentation de dos des protagonistes de la scène, unique en son genre, a été interprétée de diverses façons. La plus évidente, peut-être, consiste à dire que les personnages sont tournés vers la Main de Dieu, de façon à souligner cette manifestation divine, mais ce n'est pas le cas dans les autres exemples comparables, certes plus tardifs. Cela va aussi à l'encontre des principes de composition de l'art douréen, à forte influence palmyrénienne, où domine la frontalité. L'économie du récit biblique ne suffit donc pas à expliquer cette particularité iconographique. Selon H. Kessler, cette posture pourrait d'abord témoigner de la volonté d'éviter toute dérive idolâtrique qu'auraient des figures par trop iconiques en cet espace particulièrement sacré de la synagogue. Le recours précisément à des symboles (le temple, les objets cultuels) pour décorer l’aedicula traduirait une conscience aigüe de la nature sacrée de la forme architecturale même du ciborium : elle était en effet utilisée dans les temples voisins de la synagogue pour abriter les images de culte. L'absence d'une imagerie iconique à l'endroit même où elle était la plus attendue dans l'espace cultuel serait donc significatif de la nature du Dieu des Juifs, et de la relation existant entre eux. De même la représentation du sacrifice d'Isaac pourrait se concevoir comme un écho négatif des scènes de sacrifice païen figurant dans les temples douréens proches, comme celui du Temple de Bêl où une fresque dépeint le prêtre Conon sacrifiant à ses dieux (voir ci-contre) : le geste sacrificiel interrompu d'Abraham, comme les symboles cultuels dans l'écoinçon gauche du panneau, signifieraient l'affirmation du rejet des sacrifices sanglants comme manifestation première des croyances juives.

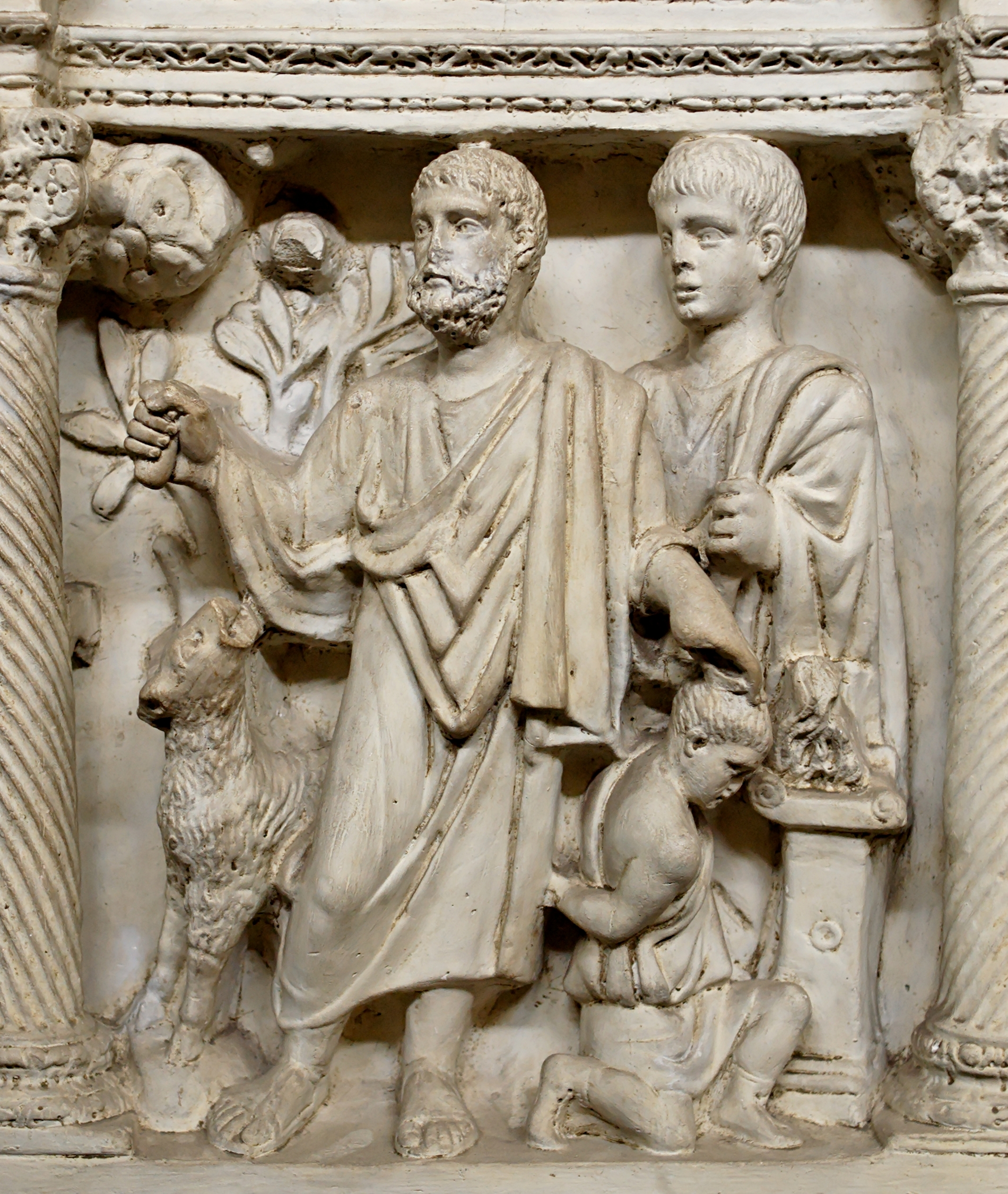
Représentation du sacrifice d'Isaac. Moulage en plâtre d'un panneau du sarcophage de Junius Bassus, portant la date 359 ap. J.-C. Ouvrage appartenant au musée de la basilique Saint-Pierre.

H. Kessler lit cependant surtout la représentation du sacrifice d'Isaac comme un remplacement pleinement développé du chophar, et une première étape vers l'adoption d'un art narratif qui trouve toute son expression dans la deuxième étape du décor. La fonction liturgique en est de rappeler à Dieu la promesse faite à Abraham par Dieu au mont Moriah : le rôle de cette figuration de l’aqeda serait donc d'affirmer l'historicité de cette promesse et de confirmer sa validité, malgré les prétentions du christianisme naissant, pour qui la venue du Christ a accompli la promesse et ainsi a rendu caduque l'Alliance entre Dieu et la descendance d'Abraham. La couleur or du Temple au-dessus de la Torah lui confère une valeur eschatologique : c'est ainsi celui de ce temps messianique et il symbolise l'accomplissement encore à venir de la promesse divine. Pour R. Hachlili, la singularité de la représentation du sacrifice d'Isaac à Doura la distingue à la fois des quelques autres occurrences juives et surtout des nombreuses représentations chrétiennes de ce thème. Elle manifeste la différence fondamentale d'interprétation symbolique de cet épisode qui sous-tend les différents modèles iconographiques : pour les Juifs, l’aqeda est un symbole de vie, de croyance en l'aide divine, et de renouvellement de l'Alliance, qui justifie la place prééminente accordée au motif dans la synagogue ; pour les chrétiens, en revanche, le sacrifice d'Isaac est avant tout la préfiguration de la crucifixion du Christ, ce qui explique la popularité de ce thème dans l'art funéraire des catacombes.
Bien que le sacrifice d'Isaac soit représenté comme une scène narrative, sa signification est donc avant tout symbolique, en raison de son association avec les deux symboles cultuels majeurs que sont la menorah et le Temple sur la façade de la niche. Ces trois éléments majeurs du décor sont de plus liés par leur localisation commune, le mont Moriah à Jérusalem, à la fois le site du sacrifice d'Isaac et celui du Temple de Salomon : dans la vision messianique créée par l'association de ces symboles, c'est sur le mont Moriah, lieu privilégié de la présence divine, qu'a lieu le grand rassemblement de la fin des temps.

#### Fresque au-dessus de la niche
Le centre du mur ouest, au-dessus de l'arche sainte, est le seul à recevoir un décor peint dans la première phase d'aménagement : recouverte ensuite lors de la redécoration de la synagogue, cette fresque n'est que très partiellement conservée. Elle est par conséquent objet de débat et son interprétation demeure parmi les plus controversées.

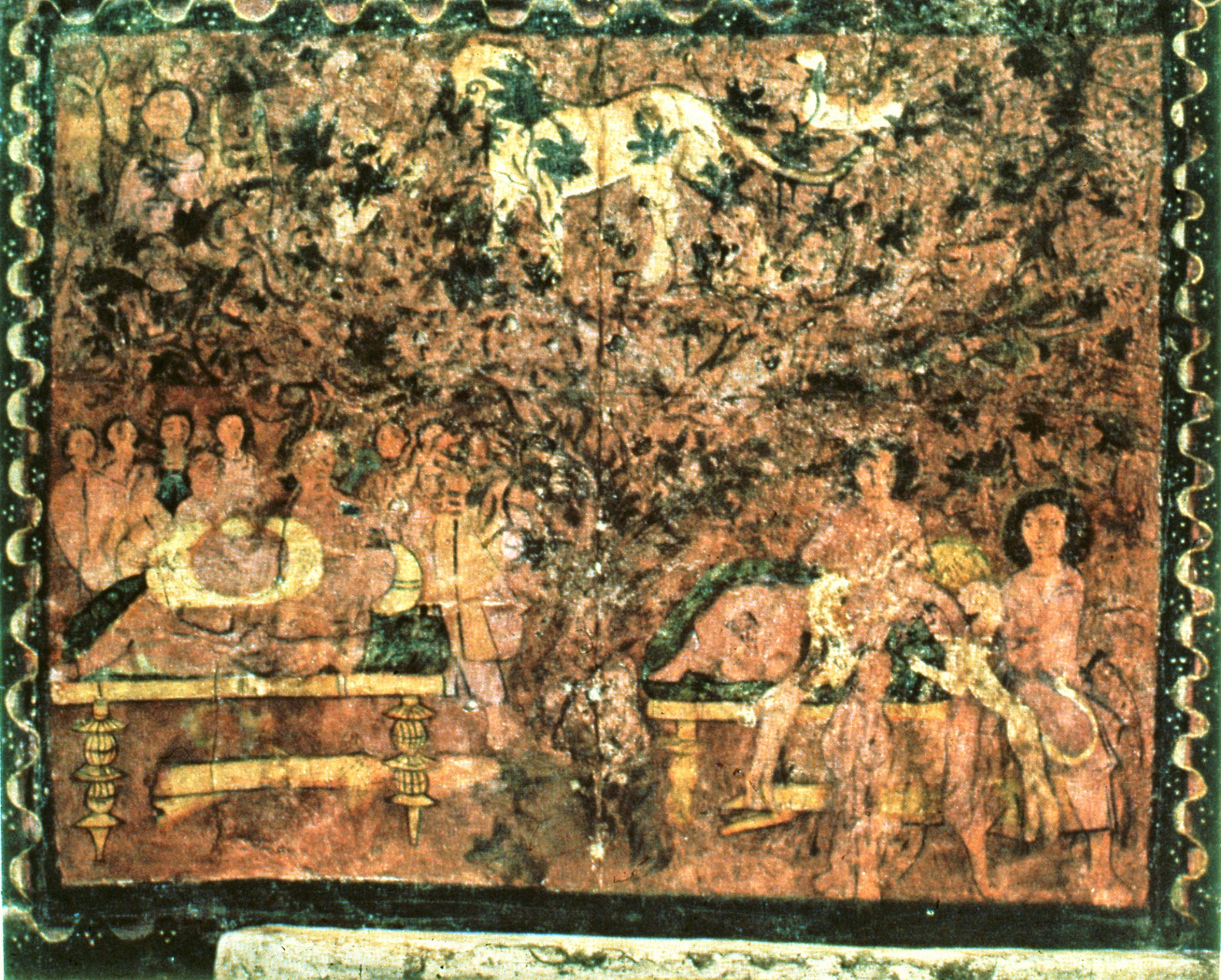
Panneau central du mur ouest avec les différentes étapes du décor superposées : la Vigne du Seigneur et les bénédictions de Jacob.

Le motif central est une grande vigne au tronc unique, d'où surgissent de nombreux rameaux pourvus de feuilles et de vrilles vertes, et peut-être rehaussés de rosettes de stuc en relief. Deux motifs secondaires sont disposés de part et d'autre du tronc : à gauche, un siège sans dossier sur lequel est placé un grand objet ovale, probablement un coussin supportant un objet sphérique, tandis qu'un autre objet rond repose par terre, peut-être un repose-pieds ; à droite, deux lions rampants jaunes d'or sont affrontés et servent de support à un plateau de table, dont des parallèles se retrouvent sur des sceaux mésopotamiens. Ces deux objets sont identifiés respectivement à un trône sans dossier et une table d'apparat.
La vigne est un motif décoratif très populaire dans l'art antique, notamment en relation avec la religion dionysiaque. Elle figure aussi sur de nombreux monuments juifs, dont le Temple de Jérusalem : selon Flavius Josèphe, le grand portail du Temple reconstruit par Hérode est orné d'une vigne d'or aux grappes pendantes, qu'on retrouve aussi sur les monnaies juives. Le motif est ensuite repris dans de nombreuses synagogues. La vigne symbolise la vie et l'extase, la fécondité et la régénération, la relation de Dieu à son Peuple. Dans Isaïe (V, 1-7), la vigne de Yahvé est le peuple d'Israël. Le grand cep de vigne de la synagogue est donc souvent interprété comme l'Arbre de vie, lui-même peut-être symbole du Jardin d'Éden : son association avec un trône et une table évoqueraient alors un banquet messianique donné par David dans le Jardin d'Éden.
Les pampres de la vigne de Doura se distinguent toutefois par leur absence de grappes. Kessler en tire l'impossibilité qu'elle puisse représenter l'Arbre de Vie habituel et il propose une autre interprétation, eschatologique celle-ci, du motif, s'appuyant sur deux passages des prophètes Isaïe (IV, 2) et Zacharie (VIII, 12) qui relient la fructification de la vigne à la venue du Messie. De surcroît, le cep massif et ses rameaux peuvent rappeler la métaphore biblique du Messie comme « branche » ou « rejeton juste » (en hébreu, tsemach) de l'arbre de David, présente chez Zacharie (VI, 12). L'absence de fruit possède donc une valeur messianique qui modifie le symbole qu'est la vigne. Il se trouve d'autre part renforcé par les deux symboles associés, le trône vide et la table.

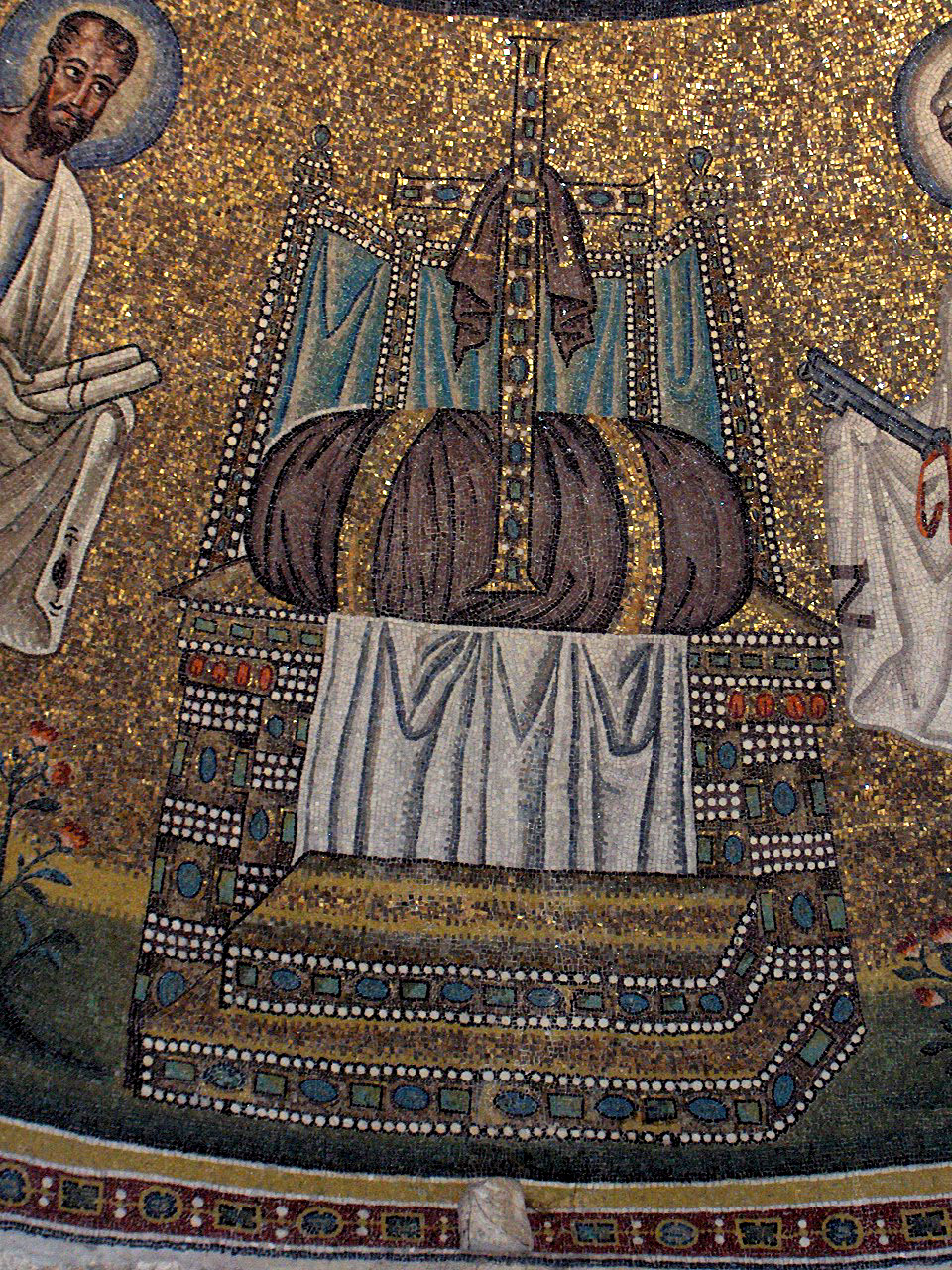
L'étimasie sur la voûte du baptistère des Ariens à Ravenne (VIe siècle).

L'image du trône vide, préparé dans l'attente d'un roi absent ou à venir, est également fréquente dans l'iconographie antique païenne, notamment pour représenter le trône vide d'Alexandre selon un passage de la Bibliothèque historique (XVIII, 60, 6). Dans le contexte juif, il s'agit du trône céleste, établi pour un « vrai juge » sous la tente du roi David, un symbole eschatologique repris ensuite dans l'art chrétien avec le motif de l'étimasie, l'attente du retour du Christ lors de la Seconde Parousie.
Selon cette interprétation, la table aux lions située à droite de la vigne serait, plutôt que la table d'un banquet messianique, le présentoir devant accueillir les rouleaux de la Torah que le Messie viendra expliquer aux fidèles, selon la Genèse Rabbah. Le décor félin de la table renforcerait cette tonalité messianique. La table vide est un autre symbole de l'attente du Messie, par opposition au présentoir supportant une Bible ouverte qu'on trouve dans l'art chrétien pour signifier que le Messie est venu et qu'il a apporté à son peuple un Nouveau Testament.
L'ensemble de cette première fresque reprend ainsi des éléments iconographiques familiers de l'art païen pour les transformer dans la perspective d'un programme eschatologique juif. Le Midrash de l'Alphabet d'Akiva ben Joseph associe dans un même commentaire le trône du Messie au Jardin d'Éden, sa prédication sur une « nouvelle Torah », soit tous les éléments présents dans la fresque de Doura qui aurait donc pu être inspirée par un texte plus ancien. De façon générale, le décor peint de la synagogue montre dès cette première étape l'influence de la littérature midrashique. Cette première composition reste pour l'essentiel non figurative, malgré la représentation de l’aqéda — les conventions utilisées pour cette dernière en font un « symbole narratif » plus qu'une scène narrative. Mais elle constitue un premier pas vers l'adoption d'un art figuratif qui trouve toute son expression dans les fresques postérieures de la synagogue.

### Fresques de la deuxième phase
| Diagramme 2. Organisation du décor peint de la seconde synagogue, deuxième phase : les panneaux narratifs. Chaque mur comprend une série de panneaux regroupés dans des registres horizontaux. Les plus élevés sur chaque mur ne sont pas numérotés car détruits (La ligne noire irrégulière indique le faîte des murs conservés). Viennent immédiatement en dessous trois registres dits médians, lesquels surmontent des registres horizontaux inférieurs. Les panneaux des trois registres médians sont numérotés à l'aide de trois caractères : - Le premier indique le point cardinal du mur : nord (N), est (E), sud (S) ou ouest (W). - Le deuxième indique la position d'un registre horizontal médian : en haut (A), au milieu (B) ou en bas (C). - Le troisième, un chiffre, est un numéro croissant de gauche à droite : 1, 2, 3, 4. Dans le diagramme, le mur à l'est, notamment composé des panneaux EC1 et EC2 et des portes de la synagogue, est couché. Sur le mur ouest, les quatre panneaux verticaux I, II, III et IV surmontent le renfoncement qui servait d'Arche sainte. Les panneaux des registres inférieurs ne sont pas numérotés et des banquettes apparaissent immédiatement sous ces panneaux. Schéma et numérotation des panneaux dérivés de Hachlili 1998. |

Le décor peint de la synagogue est entièrement repris environ six ans après sa construction, vers 250, et les quatre murs composés de briques d'argile crue de la salle d'assemblée sont entièrement couverts de fresques jusqu'à une hauteur atteignant presque sept mètres. Les peintures sont réparties en cinq registres horizontaux de hauteur inégale, dont trois sont consacrés à des épisodes narratifs bibliques : sur la surface conservée, 58 scènes différentes couvrent 28 panneaux distincts, certains combinant plusieurs scènes, ce qui correspondrait à 60 % du programme original. L'existence de fresques étendues décorant la salle de culte n'est pas en soi une innovation de la synagogue, ni même leur organisation en registres horizontaux superposés qui se retrouve dans les palais assyriens antiques : les édifices de culte païens voisins à Doura Europos possèdent de tels décors, qu'il s'agisse du temple de Zeus Théos, de celui de Mithra ou surtout du temple de Bêl. C'est la taille de l'ensemble, son état de conservation et, d'abord, sa place unique dans l'art juif, qui rendent ces fresques de la seconde phase exceptionnelles.
Le registre inférieur, immédiatement au-dessus des banquettes, est une bande de 0,70 m de haut décorée de petits panneaux rectangulaires ; le registre supérieur, sous le plafond, n'est pas conservé mais consiste en une peinture en trompe-l'œil d'architraves moulurées soutenues par les pilastres peints aux angles de la pièce. Les trois registres médians, ceux qui comportent les panneaux narratifs, ont été désignés, de haut en bas, par les lettres A, B et C et les panneaux numérotés pour faciliter leur référencement (voir Diagramme 2). Leur hauteur respective est de 1,10 m (A), 1,50 m (B) et 1,30 m (C).

#### Fresques centrales du mur ouest
C'est sur le mur ouest que les fresques sont le mieux conservées puisque le mur est parallèle au rempart, et n'en est séparé que par la largeur de la rue : il s'est donc trouvé sous la plus grande épaisseur du remblai, et a été presque intégralement recouvert. Seuls les panneaux situés dans l'angle supérieur sud-ouest ont été pour partie (WA2) voire entièrement (WA1) détruits. L'organisation des panneaux sur le mur suit une certaine symétrie — avec un léger décalage vers le sud — de part et d'autre de l'axe central que constitue la niche de la Torah.

##### Panneaux centraux: premiers remaniements
En raison même de l'existence de l'Arche sainte et de son rôle dans le culte, le décor des panneaux qui la surmontent acquiert une importance toute particulière : elle se reflète d'une certaine manière dans l'attention qui leur est portée par les commanditaires et les exécutants du décor, puisqu'elles sont repeintes par deux fois, selon une chronologie qui n'est pas toujours clairement établie. Dans un premier temps, le motif originel est conservé mais de nouveaux éléments picturaux sont ajoutés et en modifient la signification. Dans un deuxième temps, cette composition est de nouveau modifiée, et l'espace divisé en deux panneaux symétriques, eux-mêmes encadrés par quatre panneaux verticaux secondaires, qui font la transition avec les registres A et B.

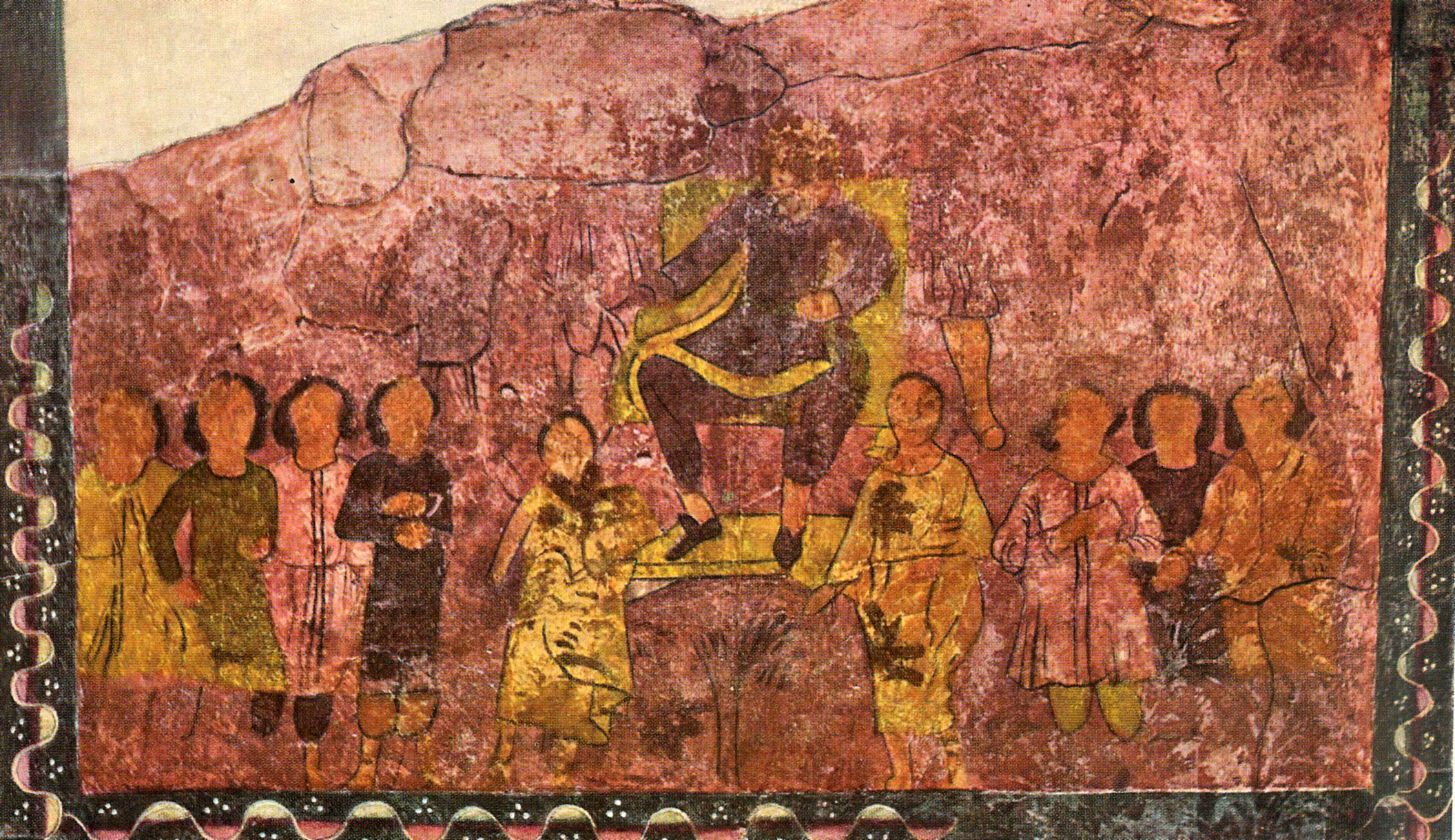
David roi d'Israël, fresque du registre supérieur au centre du mur ouest.

Le registre supérieur, au-dessus de l'arbre du décor originel, reçoit d'abord un groupe figuré, composé de trois personnages : au centre, un homme siégeant sur un trône, vêtu comme un prince iranien, avec un caftan et un pantalon brodés, et dont la tête, perdue, était probablement recouverte d'un bonnet recourbé similaire à celui des figures comparables sur d'autres panneaux (par exemple Assuérus sur le panneau WC2) ; de part et d'autre du trône, prennent place deux hommes debout, vêtus à la grecque, d'un chiton et d'un himation. Le vêtement et la pose du personnage central le désignent comme une figure royale, d'autorité, assistée par deux conseillers. Ce roi qui vient remplacer l'arbre de la Loi au-dessus de la niche se comprend comme une figure messianique, en référence à la prophétie de la bénédiction de Jacob dans la Genèse : « Le sceptre n'échappera pas à Juda, ni l'autorité à sa descendance, jusqu'à l'avènement de Shilo auquel obéiront les peuples. » Le caractère messianique de ce passage se trouve accentué dans le Targoum Onkelos :
Il est identifié soit au roi historique David, soit au Roi-Messie promis par la prophétie, interprétation retenue par le plus grand nombre de commentateurs. Les deux hypothèses s'accordent avec la seule modification apportée au registre inférieur dans cette première étape, l'ajout d'un grand lion (il occupe près d'un tiers de l'espace), représenté de profil, tourné vers la gauche : de l'avis général, il s'agit du Lion de Juda, symbole de la tribu dont sera issu le Messie d'après le même passage de la Genèse : « Tu es un jeune lion, Juda, quand tu reviens, ô mon fils, avec ta capture. »
K. Weitzmann remarque que le costume grec des deux personnages secondaires tranche avec celui des conseillers du roi, sur d'autres scènes, et correspond en fait à la tenue des prophètes. Il en déduit que si le roi évoque d'abord la figure historique de David, dans une interprétation narrative de cette scène qui a sa préférence, les deux seuls prophètes contemporains susceptibles d'être représentés sont Samuel et Nathan. H. Kessler, qui privilégie l'hypothèse eschatologique du Roi-Messie, en fait des figures liées à la reconstruction du Temple, condition nécessaire à la venue du Messie : il s'agirait soit des portraits de Josué, fils de Yehotsadak, et de Zorobabel qui reconstruisirent le Temple après le retour de Babylone, soit des prophètes Zacharie et Aggée.

##### Panneaux centraux: seconds remaniements
Cette première fresque ainsi modifiée est plus tard de nouveau remaniée : le groupe royal supérieur est conservé et augmenté, tout en étant clairement séparé de la partie inférieure. Celle-ci est largement effacée par l'application d'un badigeon rouge : l'arbre-vigne et les objets le flanquant disparaissent, seul le lion est conservé.

###### David-Orphée

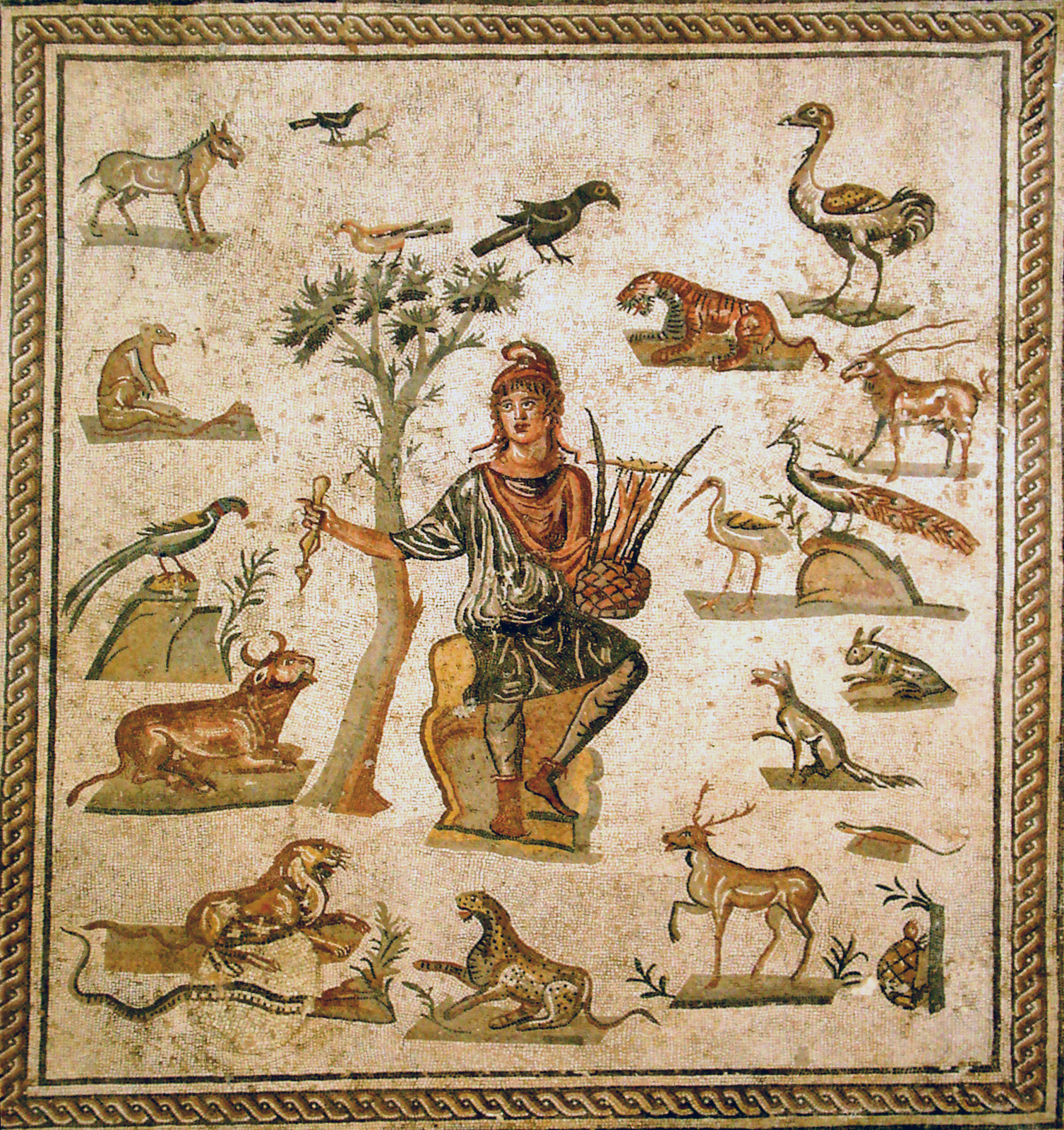
Orphée charmant les animaux, mosaïque romaine de Palerme.

Sur ce nouveau fond plus sombre, et donc mieux accordé au reste du décor de la salle, est peint dans l'angle supérieur gauche du registre inférieur un musicien assis, tenant une lyre, et vêtu du costume royal iranien habituel, avec un bonnet phrygien : il paraît jouer pour le lion devant lui et d'autres animaux que certains commentateurs ont cru déceler sur la fresque en mauvais état — un aigle derrière son épaule gauche, un singe et une colombe de part et d'autre du lion. Ce motif du jeune prince oriental charmant les animaux de sa musique est très courant dans l'art antique : c'est celui d'Orphée qui est repris par la suite dans l'art chrétien comme une préfiguration du Christ. Le musicien de Doura a donc été généralement interprété comme une adaptation du motif païen d'Orphée pour représenter le Roi David, jouant de la lyre pour s'accompagner en chantant les psaumes, peut-être en référence au psaume figurant dans II Samuel XXII,, ou bien au Psaume XVII,. Le motif n'est pas unique, on le retrouve sur un pavement de mosaïque d'une synagogue de Gaza au VIe siècle, pourvu d'une légende en hébreu qui identifie le musicien comme David.

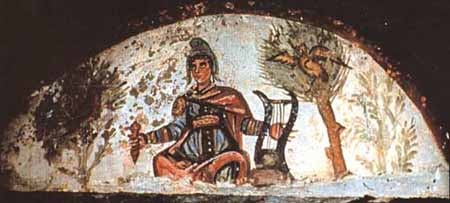
Christ-Orphée dans la catacombe romaine de saint Marcellin.

Un débat existe entre commentateurs sur la signification de cet emprunt iconographique et sur sa fidélité au modèle païen. E. Goodenough en tire en effet des conclusions importantes faisant de la figure composite de David/Orphée une citation délibérée de la mystique orphique hellénistique, comme une étape de l'ascension mystique qui doit mener jusqu'à la contemplation de la triade céleste au registre supérieur. Mais l'existence des animaux sur la fresque a été remise en cause, à part celle du lion : l'aigle serait un élément décoratif du dossier du trône ; le canard et le singe seraient des interprétations par trop inventives d'une fresque très abîmée. C. Murray a aussi souligné qu'il n'existe pas de figure assimilable à Orphée dans les légendes juives. Le contexte général du panneau ne remet pas en cause l'identification de cette figure à David, mais l'emploi du modèle iconographique d'Orphée n'aurait pas de sous-entendu religieux particulier, selon Hachlili : il s'agirait de l'adoption d'un motif répandu du musicien et charmeur d'animaux, adapté à la figure de David, roi musicien, dont la piété est ainsi soulignée.

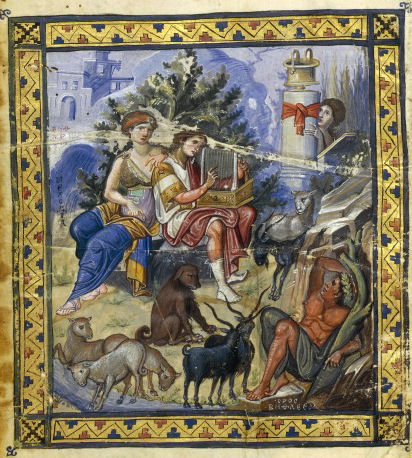
David gardant son troupeau en jouant de la harpe, Psautier de Paris, Xe siècle.

H. Kessler rappelle d'ailleurs que David comme auteur de psaumes figure dans des enluminures byzantines, comme celle du Psautier de Paris. Cela n'implique pas nécessairement que le Christ-Orphée, dont la signification est débattue, soit dérivé du David-Orphée dont la synagogue de Doura fournit le premier exemple : les plus anciennes fresques des catacombes portant ce motif lui sont contemporaines, et l'emprunt iconographique a pu se faire parallèlement. Le fait même que l'histoire d'Orphée ne soit pas dérivée de la Bible hébraïque, et donc ne puisse être en soi porteuse d'une signification judéo-chrétienne plaide en ce sens.

###### Bénédictions de Jacob
La partie inférieure du panneau reçoit deux nouvelles scènes symétriques, représentant un homme allongé sur une couche, tandis que diverses personnes se tiennent debout autour de lui. Elles sont toutes deux tirées de la Genèse (XLVIII-XLIX), et représentent Jacob bénissant respectivement ses petits-fils (à droite) et ses fils (à gauche). Selon le récit biblique, alors que Jacob avait passé dix-sept ans en Égypte, il tomba malade. Son fils Joseph, l'apprenant, vint lui rendre visite pour lui présenter ses deux fils Éphraïm et Manassé. Jacob les adopta pour leur donner un rang égal à ses propres fils. Il les bénit, en utilisant la main droite pour Éphraim, signe d'une préférence inattendue sur Manassé, qui était pourtant l'aîné des deux frères, et malgré l'opposition de Joseph (Genèse, XLVIII, 18-19). Le peintre de la fresque a respecté ce détail crucial du récit en représentant Joseph tentant de s'opposer au geste de bénédiction de son père, dont les deux bras sont croisés de façon effectivement à pouvoir bénir Éphraim de la main droite. Il a en revanche pris des libertés avec le récit sur des points mineurs pour le sens du récit : le patriarche mourant est représenté comme un homme plutôt jeune, avec une abondante chevelure noire, non pas assis mais étendu sur la couche — qui évoque un lit de banquet — et accoudé sur un coussin. Il est vêtu d'un himation grec, alors que Joseph porte un costume de cour perse. Les deux frères sont figurés comme de jeunes garçons qui tournent le dos à leur grand-père pour faire face au spectateur : cette frontalité des personnages est une caractéristique typique des fresques douréennes, et traduit une influence palmyrénienne.
En vis-à-vis de cette première bénédiction se trouve, sur le côté gauche du panneau, la seconde bénédiction accordée par Jacob, cette fois à ses fils. Le patriarche y tient la même pose ; il est entouré par ses douze fils placés derrière la couche, en deux groupes de six étroitement serrés, de part et d'autre de la tête de leur père, qui leur tourne le dos : bien que le sens de la scène ne fasse pas de doute, il faut souligner qu'il n'y a pas de communication entre les personnages, en raison de leur représentation frontale. Le même contraste vestimentaire que dans l'autre bénédiction existe aussi entre le père, vêtu à la grecque, et les fils vêtus à l'orientale. Ces deux scènes viennent renforcer le thème messianique déjà développé, car les bénédictions de Jacob sont le fondement de toutes les prophéties messianiques, à commencer par celle de Shilo.

###### David, Roi d'Israël
Le panneau central supérieur est modifié dans le même sens. Au trio composé par le roi et ses deux compagnons, sont ajoutés deux rangs de figures frontales debout de part et d'autre du groupe initial — sept sur le rang inférieur, sous le trône, et cinq ou six sur le rang supérieur, très endommagé. Ces douze (ou treize) nouveaux personnages, tous vêtus du costume perse, représentent, selon l'hypothèse la plus répandue, les douze tribus d'Israël. C. Kraeling interprète le chiffre 13 auquel il parvient comme incluant deux demi-tribus, celles des deux fils de Joseph, Éphraim et Manassé, adoptés par Jacob pour remplacer leur père, selon le récit représenté dans le registre inférieur. La prophétie de Shilo (Genèse, XLIX, 10) annoncée par ces deux scènes trouve alors sa réalisation historique dans la figure de David, roi d'Israël. La fresque dépeint donc selon K. Weitzmann un épisode historique, la proclamation de David comme roi d'Israël par les tribus rassemblées à Hébron (II Samuel, V). Le passage du Roi-Messie de la fresque initiale à une scène narrative suivrait la logique générale de la seconde phase du décor peint de la synagogue, qui voit se multiplier les scènes de ce type. D'autres interprétations ont été proposées, qui proposent de reconnaître d'autres épisodes bibliques, mais aucune ne s'est imposée.

##### Panneaux latéraux verticaux

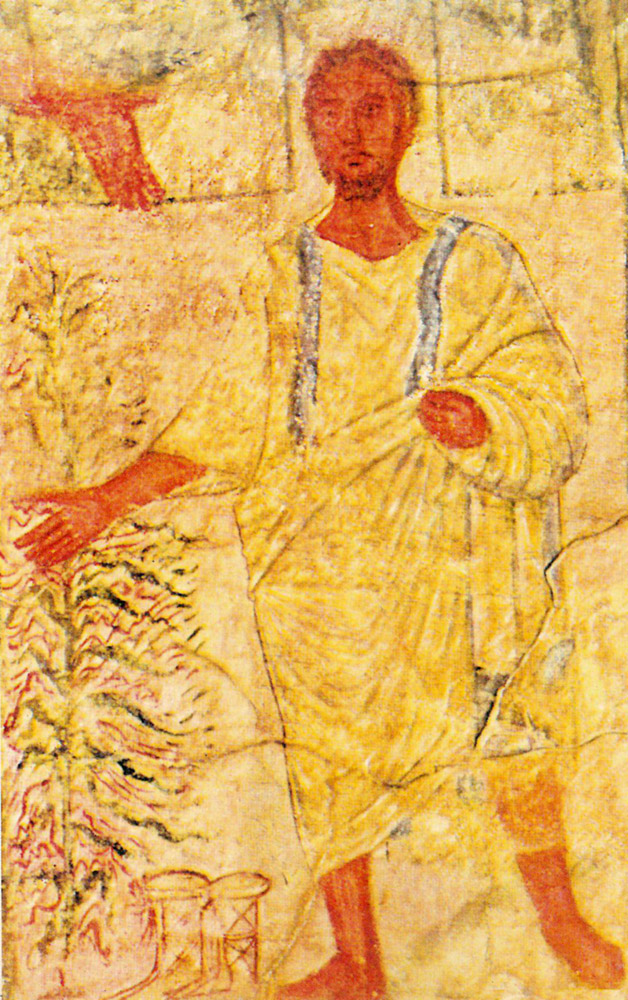
Panneau II : Moïse et le Buisson ardent.

Les panneaux centraux sont encadrés dès le premier remaniement par quatre panneaux verticaux (I, II, III et IV dans le Diagramme 2) qui contribuent à renforcer l'importance du champ central de la fresque. Il s'agit de quatre portraits en pied de personnages historiques, témoins par leur vie ou leur œuvre du message de la scène centrale. Tous les quatre sont vêtus de façon identique, d'un chiton et d'un himation blanc, selon le modèle du « philosophe » grec. Ce ne sont pas toutefois de simples portraits : dans chaque cas, quelques accessoires permettent de les relier à un épisode particulier du récit biblique. Il s'agit donc de scènes narratives abrégées. Cette disposition de panneaux étroits encadrant et contrebalançant une composition centrale est fréquente dans l'art antique, notamment dans le style pompéien tardif. Elle se retrouve par exemple dans le dernier état du mithraeum de Doura Europos avec les figures de Zarathoustra et Ostanès trônant sur les piliers de part et d'autre de la niche cultuelle.

###### Panneau I: Moïse et le Buisson ardent
Le panneau latéral supérieur droit (dans le registre A) représente sans doute possible Moïse devant le Buisson ardent (Exode, III). Alors qu'il veille sur le troupeau de son beau-père sur le mont Horeb, Moïse voit lui apparaître Dieu dans un buisson qui brûle sans se consumer. Se cachant le visage par crainte de regarder Dieu, Moïse se déchausse sur ses instructions par respect pour le sol sacré sur lequel il se tient. Dieu lui ordonne alors de conduire son peuple hors d'Égypte. Cet épisode théophanique crucial est réduit par le peintre au minimum : il n'y a pas de montagne ni de troupeau mais seulement un buisson en flammes au-dessus duquel Moïse étend la main. Ses bottes (des caligae rusticae) sont posées devant lui. Dans l'angle supérieur gauche apparaît la main de Dieu ouverte vers Moïse : c'est une main gauche, la droite devant figurer symétriquement dans le panneau II. Elle sort de la voûte céleste, un arc noir terminant l'extrémité supérieure du panneau qui accentue sa ressemblance avec une niche de statue. Le visage inexpressif de Moïse est comme encadré dans un champ rectangulaire qui produit le même effet. On peut aussi voir dans cet artifice iconographique une tentative de souligner le statut particulier du personnage d'une façon analogue aux nimbes carrés utilisés plus tard dans l'art chrétien pour distinguer les saints vivants.

###### Panneau II: Moïse recevant les Tables de la Loi
Le panneau latéral supérieur gauche (également dans le registre A) n'est conservé qu'aux deux tiers : la partie supérieure comportant la tête du personnage représenté est détruite. L'homme est représenté de trois quarts, opérant un mouvement vers la droite qui suppose l'existence d'un élément perdu dans l'angle supérieur droit de la composition. Il reçoit ou donne un objet rectangulaire blanc qu'il tient dans ses mains tendues. L'homme est pieds nus, sa paire de bottes posée devant lui. Ce dernier élément conduit certains commentateurs à identifier le sujet de la scène à la confrontation entre Josué, le successeur de Moïse, et l'ange se présentant comme le « chef de l'armée du seigneur », dont l'apparition annonce l'aide divine pour la prise de Jéricho (Josué, XIII, 13-14). C'est en effet le seul épisode du récit biblique, avec celui du Buisson ardent, où un personnage doit expressément se déchausser. De façon moins anecdotique, l'hypothèse de Josué s'appuie sur une lecture globale des quatre panneaux verticaux, soulignant la difficulté que Moïse ait pu être représenté deux fois de cette façon. Car l'interprétation la plus répandue reste celle de Moïse recevant les Tables de la Loi, un événement mentionné par trois fois dans le livre de l’Exode (XXIV, 12-18 ; XXXI, 18 et XXXIV). Par comparaison avec des enluminures byzantines qui différencient les trois épisodes, K. Weitzmann estime que la fresque de Doura représente le second, lorsque Moïse reçoit effectivement les Tables. Le détail des chaussures, pour certains incongru car absent du texte biblique, s'expliquerait par association avec l'épisode du Buisson ardent qui a lieu au même endroit. Les deux scènes sont d'ailleurs parfois représentées ensemble dans l'art chrétien, comme au monastère Sainte-Catherine du Sinaï.

###### Panneau III: prophète montrant un rouleau (Esdras ou Jérémie)
Dans le registre B, le panneau latéral droit se distingue par la grande qualité technique de son portrait d'un prophète, vu de face, en train de lire ou d'exhiber un grand volumen qu'il tient largement déroulé à hauteur de son abdomen.

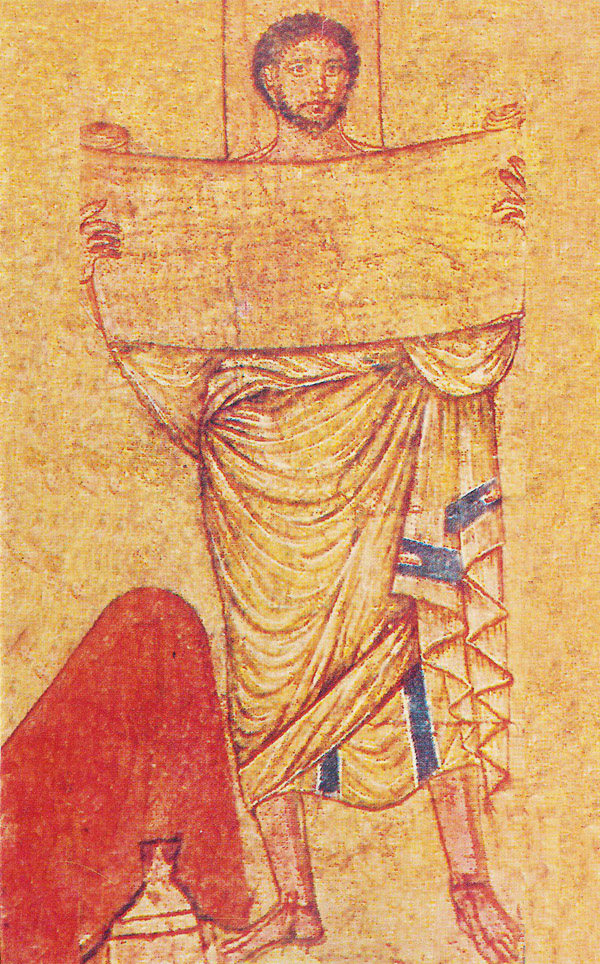
Panneau III : Esdras ou Jérémie.

La pose donnée au personnage, avec le poids du corps reposant sur la jambe droite, lui confère un léger contrapposto qui trahit l'influence d'un modèle plastique à chercher dans la statuaire classique. Bien qu'adapté au goût local par l'introduction d'une certaine rigidité dans l'expression et modifié par le motif du rouleau ouvert, le modèle est toujours reconnaissable. La tête est encadrée par un carré similaire à ceux observés dans les deux autres panneaux latéraux (I et IV) où le buste est conservé : il doit servir de signe de distinction. Aux pieds du prophète, dans l'angle gauche du panneau, est figuré un objet monté sur deux pieds, à la face supérieure arrondie et recouvert d'un voile rouge : on y reconnaît en général l'Arche d'alliance, mais C. Kraeling considère qu'il s'agit d'un simple coffre à rouleaux, en accord avec son identification du personnage.
L'interprétation de ce panneau est en effet fortement débattue. C. Kraeling, à la suite de R. du Mesnil du Buisson, considère que le prophète est représenté en train de lire la Loi — bien que le peintre ait figuré des lignes de texte sur la face du rouleau visible du spectateur — et qu'il faut chercher un épisode d'une lecture publique particulièrement importante dans le récit biblique. Il écarte le passage de l’Exode où Moïse lit le Livre de l'Alliance (Exode XXIV, 7), pour des raisons de cohérence entre les quatre panneaux, et propose de reconnaître Esdras dans cette figure : au retour des Juifs de Babylone, le scribe rassemble le peuple devant la Porte de l'Eau à Jérusalem et lui fait lecture de la Loi (Néhémie VIII) pour en rappeler les obligations. La figure du scribe Esdras était particulièrement prestigieuse dans le milieu de la diaspora babylonienne, en raison de la fierté qu'éprouvaient ses membres à ce qu'un des leurs ait joué ce rôle clef dans le renouveau de la connaissance de la Loi. La représentation en bonne place d'Esdras dans une synagogue aux frontières de la Mésopotamie ne paraîtrait pas étrange dans ce contexte.

K. Weitzmann objecte que le personnage ne lit pas mais exhibe le rouleau ouvert et que l'objet à ses pieds a la forme habituelle de l'Arche d'Alliance : c'est en fonction de cet élément, qui ne convient pas à l'histoire d'Esdras, qu'il faut chercher l'identité du prophète. Or le seul prophète associé à l'Arche est Jérémie, dans le deuxième livre des Maccabées : 

« On lisait dans les mêmes écrits comment le prophète, sur un ordre reçu de Dieu, fit transporter avec lui le tabernacle et l’arche, et qu’il se rendit ainsi à la montagne que gravit Moïse et d’où il contempla l’héritage de Dieu. Arrivé là, Jérémie trouva une habitation en forme d’antre, et il y déposa le tabernacle et l’arche, ainsi que l’autel des parfums, et en boucha l’entrée. »

— II Macchabées II, 4-5

Pour H. Kessler, le voile recouvrant l'Arche sur la fresque pourrait être une allusion à ce thème de l'arche cachée et oubliée. Quant à l'exhibition du rouleau de la Loi, elle peut selon K. Weitzmann et H. Kessler renvoyer à un autre passage concernant Jérémie : 

« Voici, des jours vont venir, dit le Seigneur, où je conclurai avec la maison d'Israël et la maison de Juda une nouvelle alliance, qui ne sera pas comme l'alliance que j'ai conclue avec leurs pères le jour où je les ai pris par la main pour les tirer du pays d'Égypte. »

— Jérémie XXXI, 31-32

Le rouleau serait donc le symbole de cette Nouvelle Alliance, et de l'idée que le Messie prêchera une nouvelle Torah, présente dans des textes messianiques tels que l’Ecclésiaste Rabbah (XI, 1) : 

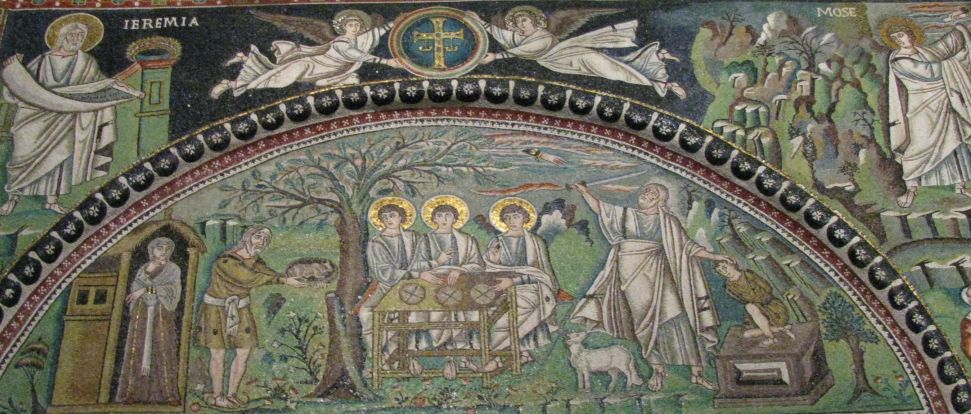
Jérémie et Moïse dans les écoinçons opposés au-dessus du sacrifice d'Isaac à la basilique Saint-Vital de Ravenne.

L'intérêt de surcroît du passage de Jérémie dans le contexte iconographique douréen est qu'il fait référence à l'Alliance conclue par Moïse, épisode déjà représenté dans la synagogue, dans le panneau II. Jérémie lisant est le pendant de Moïse recevant l'ancienne Alliance, une association présente par la suite dans l'art chrétien, comme à Saint-Vital de Ravenne. Le choix de Jérémie paraît ainsi doublement justifié dans la perspective d'un programme iconographique liant les quatre figures de prophète.

###### Panneau IV: prophète sous la voûte céleste (Abraham, Isaïe ou Moïse?)
Le quatrième panneau latéral, situé à gauche de la fresque centrale dans le registre B, est le dernier portrait de prophète, d'interprétation tout aussi controversée que le précédent. L'homme en costume grec est cette fois un vieillard chenu, debout, les mains croisées devant lui et cachées par les pans de son himation. Il se tient sous la voûte céleste figurée au-dessus de sa tête par un arc gris sur lequel se détachent les symboles astraux du Soleil, de sept étoiles et de la Lune, respectivement de gauche à droite. Un panneau rectangulaire vient encadrer la tête du prophète, comme dans les portraits I et III, à la différence qu'il est ici rempli d'un noir profond qui contraste fortement avec la chevelure blanche du portrait.

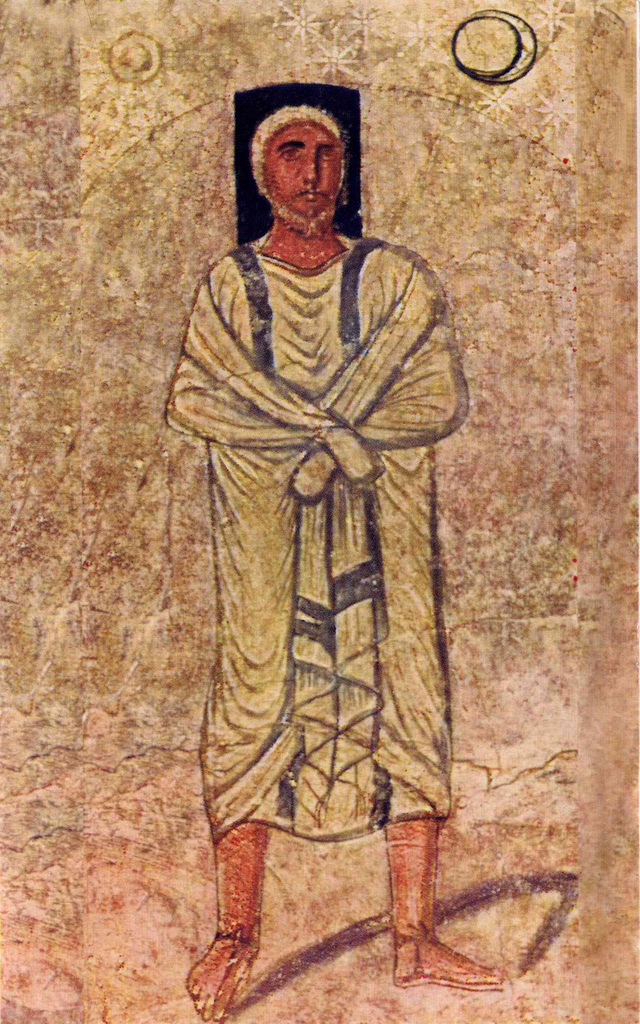
Panneau IV : Abraham, Isaïe ou Moïse.

De nombreuses hypothèses ont été avancées pour identifier ce personnage. Les principales sont : Josué parce qu'il fit s'arrêter le Soleil et la Lune avant la bataille de Gibeon (Josué, X, 12-13) ; Jacob à Béthel parce que le soleil est couché lorsqu'il s'y arrête (Genèse, XXVIII, 11) ; Abraham d'après le passage où Dieu lui demande de compter, s'il le peut, les étoiles, car telle sera sa postérité (Genèse, XV, 5). C. Kraeling tranche en faveur de cette solution parce qu'Abraham est, selon la tradition, le premier homme à avoir eu des cheveux gris, mais aussi parce que le geste des mains croisées et recouvertes accompagne la réception de la promesse (la naissance d'Isaac) et de la faveur divine (celle de l'Alliance) qu'exprime le passage de la Genèse. Une autre hypothèse très répandue est celle de Moïse, défendue notamment par E. Goodenough et P. Prigent d'après un commentaire par Philon d'un passage du Deutéronome (XXXII-XXXIII) — la bénédiction du peuple d'Israël par un Moïse à la fin de sa vie — d'où le portrait de vieillard — avant son ascension au mont Nébo : les mains couvertes de l'homme en présence du Très Saint et sa tête figurée déjà dans l'univers céleste seraient les symboles iconographiques du destin particulier de Moïse, à travers qui Dieu donne sa Loi à Israël. Pour P. Prigent comme pour R. Hachlili, cette identification doit conduire à préférer entre les différentes possibilités évoquées pour le panneau III la représentation de Moïse lisant la Loi : il serait en effet étonnant que ce seul portrait ne représente pas Moïse. Cette lecture a pour avantage de faire des quatre portraits symétriques de Moïse un programme unitaire renforçant le message d'une prophétie messianique proclamé par la fresque centrale : la Loi a été donnée à Moïse, devenu le type de l'homme fidèle auquel s'adresse la promesse divine. E. Goodenough n'hésitait pas à voir dans ces représentations de Moïse quatre étapes de son « ascension mystique ».

H. Kessler, enfin, interprète différemment le portrait IV, et insiste sur un détail iconographique quelque peu délaissé par ses prédécesseurs. Le contraste entre la figure illuminée du prophète (dont l'ombre sur le sol est soigneusement indiquée) et l'arrière-plan sombre de la voûte céleste est pour lui une référence au passage du Livre d'Isaïe LX, 1 et 19-20 : 
La prophétie utilise de façon répétée le contraste entre lumière et obscurité, jour et nuit, pour renforcer son thème central, la prédiction que Jérusalem sera reconstruite et que les Juifs y retourneront en gloire. Il rejoint les autres thèmes déjà présents sur le décor, la Nouvelle Jérusalem, le Temple reconstruit et la venue du Messie.
Cette proposition permet elle aussi d'interpréter conjointement les quatre portraits de prophète, sans toutefois y voir le seul Moïse, mais deux couples de prophètes associés, Moïse (II) et Isaïe (IV) à gauche de la fresque centrale, et Moïse (I) et Jérémie (III) à sa droite. Selon H. Kessler, les deux panneaux supérieurs mosaïques (I et II) démontrent la réalité de l'histoire des Juifs, tandis que les deux panneaux inférieurs (III et IV) mettent en avant la validité des prophéties messianiques de rédemption. La validité de cette hypothèse serait confirmée par la reprise de ces deux couples iconographiques (Isaïe/Moïse au Buisson Ardent, Jérémie lisant/Moïse recevant les Tables de la Loi) dans le programme de certaines églises chrétiennes. L'exemple le plus manifeste en est les deux mosaïques du chœur de Saint-Vital à Ravenne. La signification théologique de ce programme est nécessairement différente, le Christ venant se substituer au Roi-Messie juif, mais le parallèle reste significatif de l'existence d'une tradition iconographique et théologique dont les fresques de Doura seraient le plus ancien témoignage subsistant.

#### Peintures des parois et question d'un programme unitaire
Les fresques du centre de la paroi occidentale ne peuvent être considérées séparément du reste des peintures murales qui les entourent et qui ont été réalisées en même temps que la seconde phase de ces dernières. Cela n'implique pas pour autant nécessairement que l'ensemble de ces registres peints constituent un programme unitaire ou univoque, bien que plusieurs historiens de l'art aient tenté, avec des succès divers, de l'interpréter en ce sens. L'un des premiers obstacles que rencontre ce type de tentative est le caractère incomplet de l'ensemble, puisqu'il manque un peu moins de la moitié des fresques, celles figurant sur le mur est ainsi que sur les parties détruites des murs nord et sud.

##### Aperçu des thèmes représentés

Diagramme 3. Identification des scènes et thèmes du mur ouest de la synagogue. D'après.

Le registre A est le plus endommagé puisqu'il se trouvait le plus près du sommet des murs : il n'en reste que des fragments de scènes relatives au règne de Salomon sur la partie gauche du mur ouest, le passage de la mer Rouge par les Hébreux sous la conduite de Moïse sur la partie droite — de loin la partie la mieux conservée — et le Songe de Jacob à Béthel sur le mur nord.
Les scènes du registre B, qui est conservé pour sa part aux deux tiers, comportent des thèmes cultuels interprétés comme l'histoire de l'Arche d'alliance depuis la consécration du Tabernacle au désert jusqu'à son transfert au Temple de Salomon à Jérusalem. À droite de la niche, on trouve sur le mur nord, de droite à gauche, dans le sens de la lecture hébraïque, Anne et Samuel à Silo, la capture de l'Arche par les Philistins à la bataille d'Eben Ezer, puis sur le mur ouest, le Temple de Dagon et le départ de l'Arche pour Israël, et enfin sa destination, le Temple de Jérusalem. À gauche de la niche, figure sur le mur sud, peut-être le transport de l'Arche à Jérusalem, le don de l'eau vive à Beer, et la consécration du Tabernacle avec Aaron. Les commentateurs des fresques ont insisté sur le cycle narratif ou liturgique que représentent ces différentes scènes qui peuvent se lire comme deux séries convergentes depuis ses extrémités sud et nord vers le centre. Dans cette perspective, selon J. Gutmann, ce registre médian narratif de l'Arche biblique est à relier à l'Arche de la Torah qui occupe, au centre du mur ouest, son point de convergence. Le registre prendrait ainsi un sens général d'affirmation de l'efficacité de la Torah, comme garantie du salut dans le futur messianique qui fait l'objet des fresques centrales.
Le registre C est le seul à avoir survécu, au moins partiellement, sur les quatre parois de la salle d'assemblée. Comme pour le registre A, il est particulièrement difficile d'y déceler une composition logique d'ensemble, qu'elle soit narrative ou symbolique. Mais plusieurs panneaux successifs constituent des cycles distincts identifiables. Sur le mur sud, se succèdent quatre panneaux représentant des épisodes de la vie du prophète Élie. Ce cycle d'Élie se clôt sur le mur ouest avec un premier panneau sur la résurrection du fils de la veuve. Les scènes ouest suivantes sont sans rapport direct entre elles : de gauche à droite figurent le triomphe de Mardochée (l'institution de Pourim), l'onction de David par Samuel, et enfin sur le plus grand panneau, l'enfance de Moïse.  Le mur nord présente une grande fresque continue détaillant en plusieurs scènes la vision du prophète Ézéchiel sur la résurrection des morts et le retour des dix tribus. Enfin, le mur est, où seule subsiste la partie inférieure du registre très endommagé, comprendrait, à droite de l'entrée (donc au nord), Saül et David dans le désert de Siph, et à gauche (au sud) une scène de banquet difficilement identifiable, peut-être le festin de Balthazar avant la chute de Babylone.

##### Un thème unitaire?

Diagramme 4. Identification des scènes et thèmes des murs nord et sud de la synagogue. D'après.

Les commentateurs des fresques divergent sur la question de l'existence d'un thème unitaire qui permettrait de rendre compte de cet assemblage à première vue hétéroclite de scènes bibliques. Certains affirment que l'ensemble des fresques répond à un objectif théologique commun : pour A. Grabar, c'est la commémoration de la souveraineté de Dieu sur le modèle de l'empereur dans l'art impérial ; pour R. Wischnitzer, c'est le thème messianique qui unifie des représentations du salut, des ancêtres, des prophètes et des héros ; selon E. Goodenough, enfin, ce serait l'illustration d'un judaïsme mystique inspiré par les écrits de Philon d'Alexandrie. D'autres commentateurs, tels R. du Mesnil du Buisson ou C. Kraeling voient plusieurs idées représentées par les fresques sans distinguer un seul thème unitaire. Pour certains d'entre eux, ce sont les lectures liturgiques de la synagogue qui doivent servir de guide pour comprendre ces peintures.
Si l'idée d'un thème unitaire ne s'est donc pas imposée, en revanche, celle que les fresques relèvent d'un programme déterminé est beaucoup plus largement partagée. L'idée est qu'au minimum ces exemples en apparence disparates doivent illustrer la providence divine à l'égard du peuple juif malgré ses tribulations et réaffirmer la validité de l'Alliance conclue avec Dieu. Les scènes retenues l'auraient été en fonction de leur exemplarité particulière pour évoquer cette idée déjà présente sur le décor du baldaquin central. Les fresques serviraient à illustrer des sermons, à donner un support visuel aux récits bibliques, en réponse à la concurrence des autres religions à Doura qui usaient de telles images. J. Gutmann en particulier, développe l'hypothèse que les fresques représentent des prières liturgiques, et des concepts cérémoniels qui devaient également trouver leur expression dans le rituel se déroulant essentiellement autour de la niche de la Torah et des panneaux représentant le Temple sur le mur ouest. Cette interprétation repose en partie sur l'idée que les sources des fresques sont à chercher dans la littérature targoumique et midrashique palestinienne contemporaine. Selon lui, ce n'est pas le récit biblique mais la procession liturgique qui crée le lien entre les différentes scènes, qui doivent par ailleurs être comprises comme des avertissements théologiques, voire une propagande religieuse avec un ton messianique destiné, peut-être, à convertir des fidèles.

#### Analyse d'une sélection de panneaux

##### Panneaux du registre A
Les panneaux discutés dans cette section sont numérotés dans le Diagramme 2.

###### NA1: Songe de Jacob à Béthel
Seul un fragment triangulaire subsiste du premier panneau sur le mur nord, correspondant approximativement aux deux tiers de l'image originelle : toute la partie supérieure droite fut en effet détruite avec la synagogue lors de l'aménagement du remblai défensif. Sur un fond noir, indiquant une scène nocturne, un homme enveloppé dans un himation est allongé sur toute la largeur du panneau, visiblement endormi, la tête du côté droit et les pieds du côté gauche. Au-dessus de lui, une grande échelle est inclinée vers le coin supérieur droit. Deux personnages vêtus à l'iranienne la gravissent. Seule la partie inférieure du corps du second est conservée. L'identification générale de la fresque ne pose pas de difficultés : la Genèse rapporte comment Jacob, sur la route de Bersabée à Haran s'arrête pour la nuit et fait le rêve d'une échelle reliant la terre au ciel, sur laquelle montent et descendent des anges (Genèse XXVIII, 10-17). La fresque est fidèle dans les détails au récit biblique : la tête de Jacob repose sur une masse qui ne peut guère être que la pierre qu'il prend en guise d'oreiller dans le récit, et dont il fait plus tard un bétyle sacré, renommant par la même occasion le lieu « Béthel ».

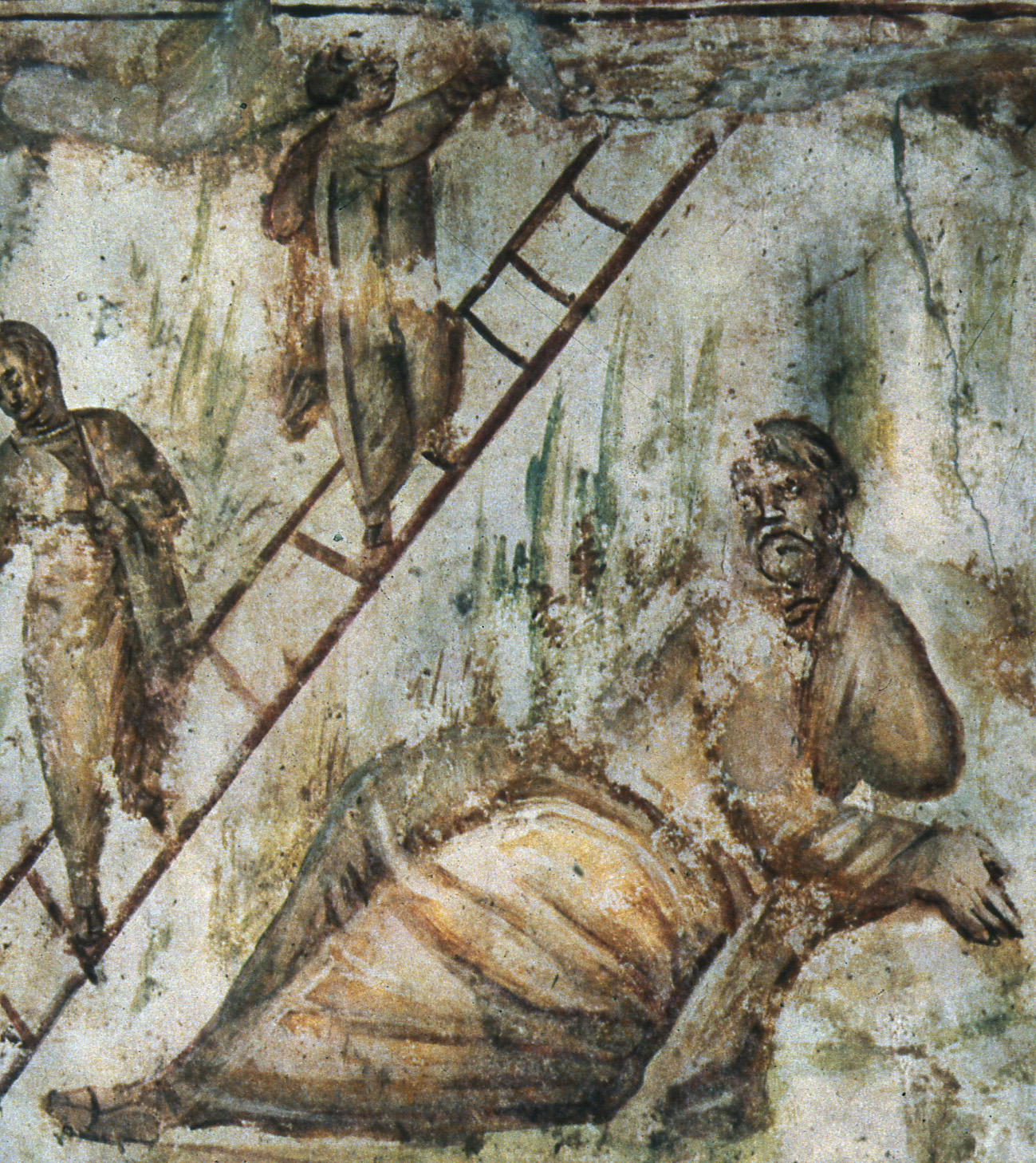
Le songe de Jacob sur une fresque de la catacombe de la Via Latina, IVe siècle

La seule incertitude concerne l'identité et le nombre des personnages gravissant l'échelle, ainsi que la présence ou non de Dieu au sommet — comme c'est le cas sur certaines reprises chrétiennes de ce thème, en accord avec le récit biblique.
Le costume royal des deux personnages sur l'échelle conduit A. Grabar à les rapprocher d'un passage des Pirke de Rabbi Eliezer où le rêve de Jacob est interprété comme une apparition des quatre rois de Babylone, de Médie, de Grèce et d'Édom (Rome), dans une métaphore de l'ascension et de la chute de leurs royaumes. Cette hypothèse ne tient pas compte de la présence avérée de deux figures seulement, et du manque d'espace disponible pour en loger d'autres, même en tenant compte de la partie détruite. Le chiffre deux correspond bien en revanche à une tradition targoumique attribuant deux anges gardiens à Jacob. Leur apparence n'est pas un obstacle : il n'y a pas d'ange ailé sur les fresques de la synagogue car les anges sont représentés aptères jusqu'assez tardivement dans l'art juif et paléochrétien. Ils sont considérés comme des princes mâles de la cour divine céleste et vêtus comme tels. La fresque du songe de Jacob dans la catacombe de la Via Latina reprend d'ailleurs le même modèle iconographique pour les anges en les représentant également dépourvus d'ailes.
Concernant la partie détruite, l'opinion la plus répandue est qu'elle devait simplement représenter l'extrémité supérieure de l'échelle, peut-être appuyée contre la voûte céleste, où aurait pu éventuellement figurer la Main de Dieu déjà présente ailleurs sur les fresques.
Le placement de cette scène à l'angle nord-ouest, tout près du mur sacré occidental, souligne son importance : Dieu promet à Jacob de lui donner terre et descendance, ce qui constitue l'acte fondateur du peuple d'Israël.

###### WA3: sortie d'Égypte
Toute la partie nord du registre A, entre les panneaux centraux et l'angle nord-ouest, est occupée par un seul panneau, le plus vaste de tout le programme. Il se décompose en trois tableaux successifs de droite à gauche, représentant le départ d'Égypte, la noyade de l'armée égyptienne dans la mer Rouge et la traversée par les Hébreux,. Dans chaque épisode du récit domine une figure monumentale, Moïse : représenté à une échelle double de celle des autres personnages, il est par deux fois surmonté par la Main de Dieu qui lui donne l'inspiration. C'est donc sur lui et sur son rôle de médiateur entre Dieu et le peuple hébreu que se concentre l'attention du peintre, à l'occasion du récit, aisément identifiable par ailleurs, de la sortie d'Égypte.

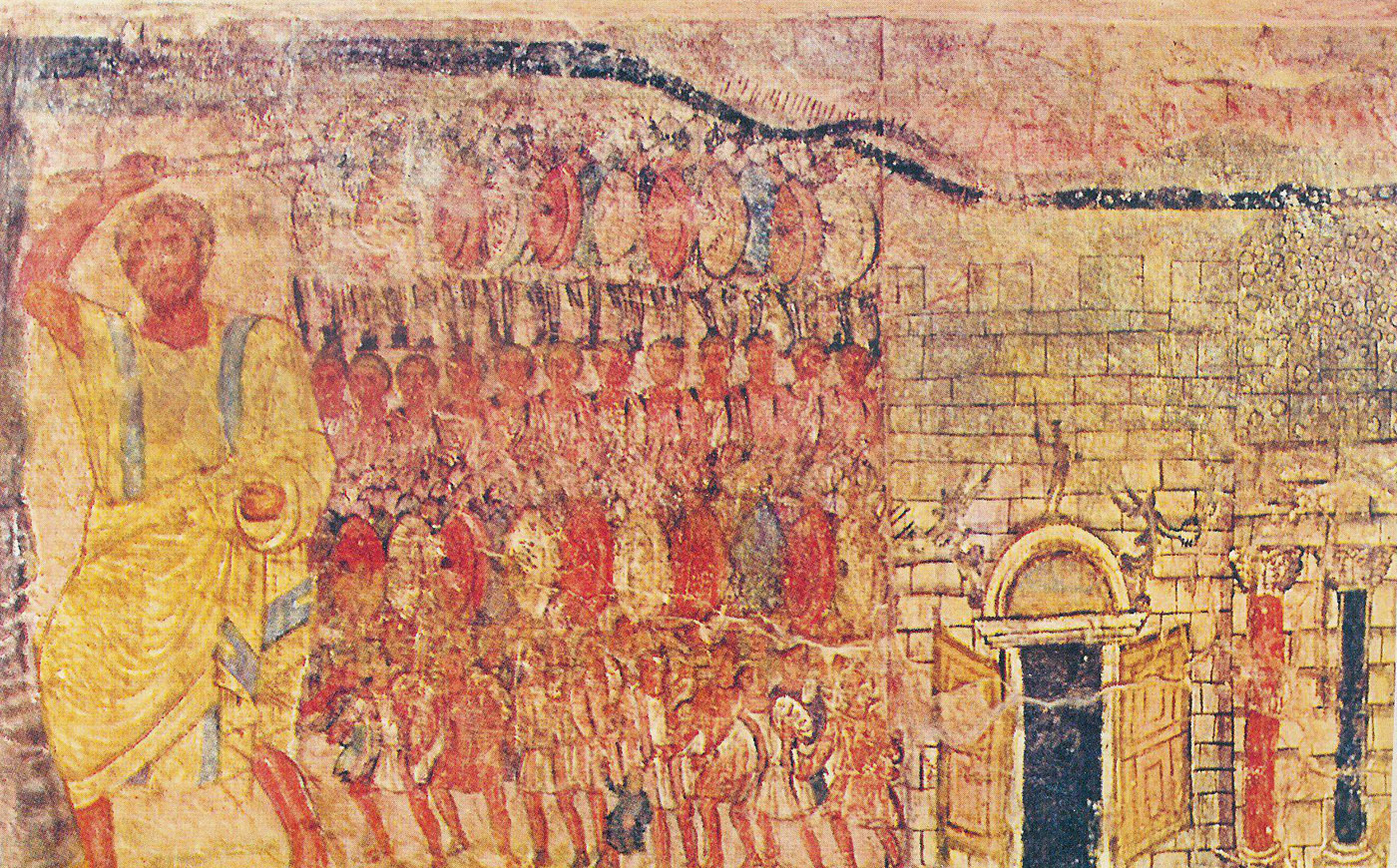
WA3, scène 1 : la fuite d'Égypte.

La première scène se déroule devant l'architecture imposante d'une ville fortifiée qui occupe toute l'extrémité droite du registre : dans une tour crénelée à l'extrémité d'un rempart monumental, s'ouvre une porte à double battant, béante, dont le linteau est surmonté d'un arc décoré de trois statues. Les deux statues latérales sont des niké ailées, juchées sur une sphère et similaires aux acrotères du Temple dans les panneaux WB2 et WB3. La statue centrale représente un homme nu, coiffé d'un casque, tenant dans la main droite un long bâton ou un sceptre et dans la main gauche un globe. Une pluie de grêlons et de flammèches s'abat sur le rempart, devant lequel sont représentées, à droite de la porte, deux hautes colonnes, une rouge et une noire, pourvue chacune d'une base moulurée et d'un chapiteau corinthien.
Pour A. Grabar, ces éléments permettent d'identifier la statue sommitale de la porte au dieu Baal-Ṯsephon : le Targoum Pseudo-Jonathan indique en effet que Dieu projette une pluie de grêlons et de charbons brûlants sur la ville d'où les Égyptiens partent à la poursuite des Hébreux. Ces derniers campaient à proximité après avoir été guidés dans le désert par Yahvé sous la forme de deux colonnes miraculeuses, de nuée (fumée) le jour, et de flamme la nuit : les colonnes architecturales noire et rouge de la fresque sont un symbole iconographique utilisé par le peintre pour y faire référence. Yahvé demanda alors aux Hébreux de faire un détour pour camper près de la mer, à Pi-Hachirot, en face de Baal-Ṯsephon. Le Targoum identifie la ville comme étant Tanis, précisant que s'y trouvait la seule idole du pays non détruite par les fléaux envoyés par Dieu, la statue de Baal-Ṯsephon (Exode XIV, 2). A. Grabar estime que le peintre de la fresque a figuré ce détail pour souligner l'incapacité de la divinité païenne à s'opposer au départ des Hébreux.

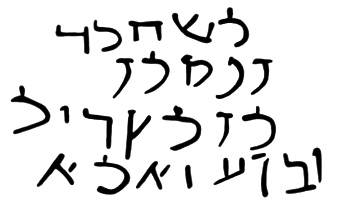
WA3, scène 1 : dipinto araméen identifiant Moïse fendant les flots. D'après Torrey dans.

Cette interprétation est rejetée par C. Kraeling, pour qui le détail iconographique est trop vague pour permettre une telle précision : il relie la statue au type de l'empereur pantocrator tenant l'orbe de domination universelle, associé à des Victoires, et y voit un symbole du caractère « royal » de la ville : c'est donc la ville de Pharaon qu'ont quittée les Hébreux et non la ville du campement à Pi-Hahirot, leur dernière étape avant de traverser la mer Rouge. Dans cette hypothèse, la plus largement acceptée, la pluie de grêlons et de charbons ardents est la septième des dix plaies d'Égypte (Exode IX, 18-26), qui précède certes le départ des Hébreux de plusieurs jours au moins, mais qui est néanmoins représentée pour l'expliquer et symboliser en même temps les autres fléaux. Pour K. Weitzmann, une autre plaie était également représentée : rapprochant un détail iconographique mal conservé — une ou plusieurs petites créatures sur le mur de la ville — des représentations postérieures de la scène dans les manuscrits byzantins, il propose d'y reconnaître la quatrième plaie, les essaims de taons (ou les multitudes de scarabées) envoyés dans les maisons des Égyptiens (Exode VIII, 20-25). Cette lecture de la fresque ne remet pas en cause, d'autre part, l'identification des colonnes-guides de Yahvé devant le rempart, bien qu'elles paraissent ainsi associées dans la composition aux deux plaies, alors qu'on les attendrait plutôt devant le peuple en marche : le désordre chronologique qui en résulte est une caractéristique de l'ensemble du panneau. Il résulte de la volonté du peintre de multiplier les détails dans un espace restreint, même au détriment de la cohésion narrative.
À gauche de la ville, le peuple hébreu est représenté en marche, comme s'il venait de la quitter. Il est représenté sous la forme de quatre colonnes de personnages : la plus basse comporte plusieurs rangées superposées d'Hébreux en tuniques courtes. Certains portent des sacs (probablement la pâte sans levain préparée comme nourriture : Exode XII, 34), un personnage porte une coupe (peut-être le symbole de l'argenterie prise aux Égyptiens : Exode XII, 35-36), un autre tient un enfant par la main (une allusion au passage de l’Exode, XIII, 14). La deuxième et la quatrième colonnes en partant du bas sont composées de soldats armés de lances et de boucliers. Ils encadrent la troisième colonne, une rangée de douze personnages vêtus à la grecque et représentés de face, contrairement aux autres figures : pour C. Kraeling, ce sont les Anciens d'Israël (Exode XII, 21), dont le nombre reflète celui des tribus. Pour K. Weitzmann, il s'agit d'une représentation des Douze Tribus en marche, mais qui est indépendante sur la fresque de la quatrième colonne au sens où elle renvoie au Livre des Nombres (X, 14) plutôt qu'à celui de l’Exode : elle est symétrique de la représentation placée à l'extrémité gauche du même panneau, qui fait référence au même passage.

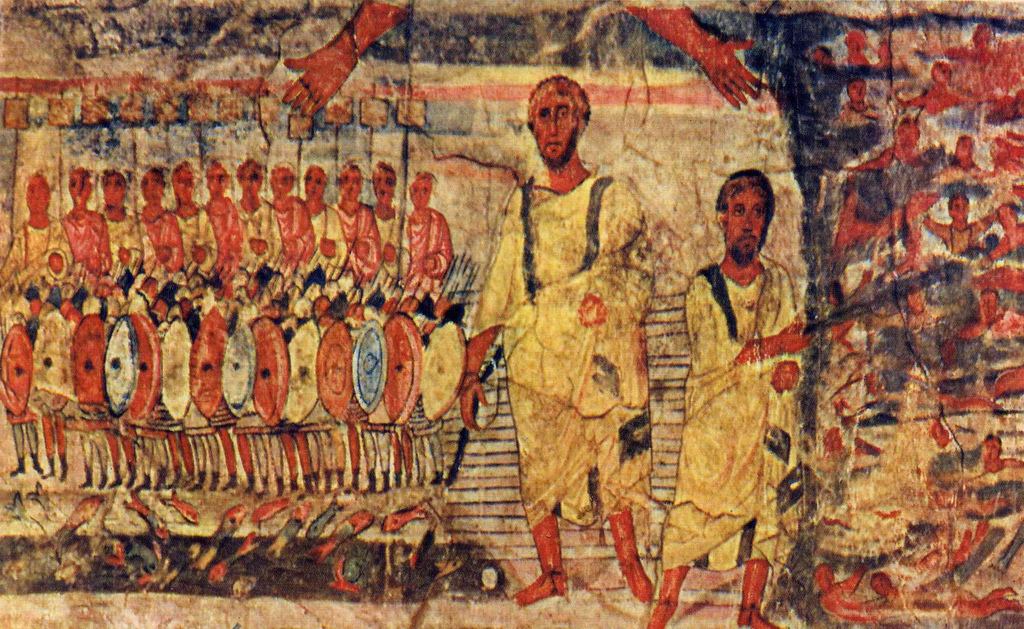
WA3, scènes 2 et 3 : la traversée de la mer Rouge et la noyade de l'armée égyptienne.

Devant le peuple qu'il s'apprête à faire traverser la mer Rouge, la figure de Moïse, représentée à une échelle « héroïque » — il occupe presque toute la hauteur du registre — brandit au-dessus de sa tête un bâton avec lequel il s'apprête à frapper les flots. Il est identifié par un titulus entre ses jambes, un dipinto araméen en lettres blanches qui donne la légende de la scène : « Moïse, quand il sortit d'Égypte et fendit la mer ». Or la mer figurée immédiatement à gauche de Moïse n'est pas en train de s'ouvrir mais vient au contraire de se refermer, car elle est remplie d'Égyptiens en train de se noyer : elle appartient au second tableau narratif du panneau. La mer ouverte est en revanche figurée au troisième tableau où Moïse est de nouveau représenté dans l'acte de fendre les flots, mais cette fois avec son bâton abaissé. Tandis que C. Kraeling met sur le compte du manque de place cette incohérence narrative, K. Weitzmann note que, malgré le texte du dipinto, le premier Moïse « frappeur » doit être distingué du Moïse « fendeur » d'un point de vue iconographique : il rapproche ce premier type des représentations de Moïse frappant un rocher dans le désert pour en faire sourdre de l'eau (Exode XVII, 6), et suggère qu'elles ont pu emprunter à l'image d'un des Travaux d'Héraclès, le nettoyage des écuries d'Augias — Héraclès y est parfois représenté frappant un rocher dans une position similaire à celle adoptée par Moïse.
Le second tableau est donc la noyade des Égyptiens. La surface de la mer Rouge est rendue dans une perspective verticale, si bien qu'elle occupe toute la hauteur du registre. Elle introduit ainsi une large rupture iconographique au centre du panneau, qu'elle divise ainsi en deux parties égales et en partie symétriques. C'est donc par souci d'obtenir une composition aussi unifiée que possible, d'après K. Weitzmann, que le peintre de la fresque a déplacé ce qui logiquement aurait dû constituer le dernier épisode de la séquence. Les Égyptiens sont représentés nus ou en chiton au milieu des eaux noires poissonneuses. Sur la rive gauche de la mer, Moïse figure de nouveau, son bâton levé simulant l'acte de laisser les flots se refermer. Un dipinto indique son seul nom et il est surmonté par la Main de Dieu, une main gauche qui fait paire avec celle de la troisième scène.

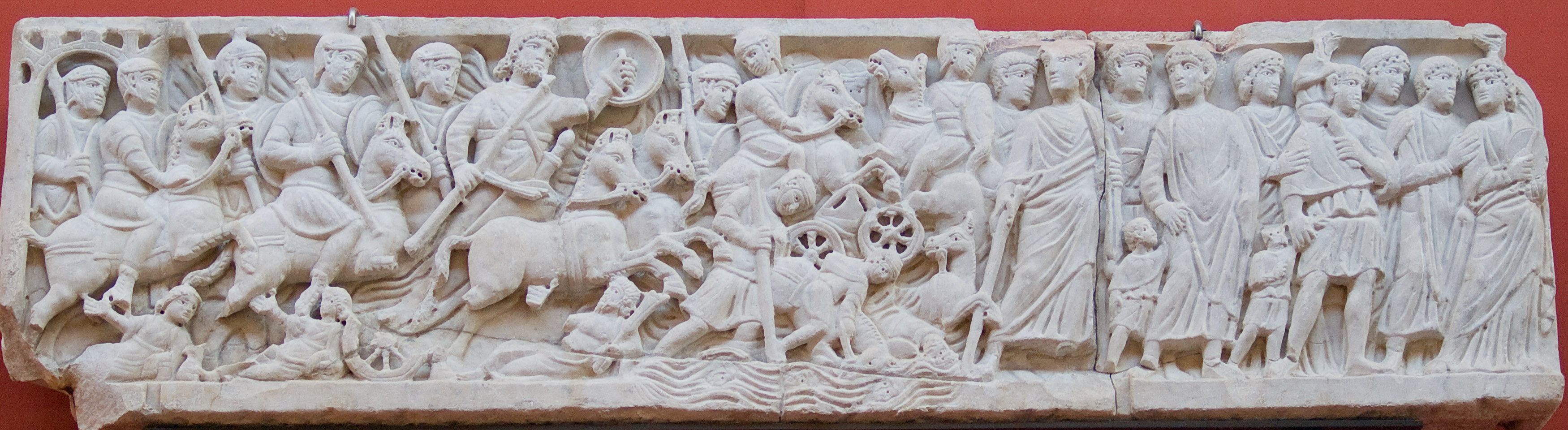
Sarcophage paléochrétien du passage de la mer Rouge, Arles, fin du IVe siècle.

La grande particularité de la scène est l'absence d'armes et de chevaux des Égyptiens, en désaccord complet avec le texte biblique (Exode XIV, 26-28), comme avec la tradition iconographique chrétienne postérieure : ce serait d'après K. Weitzmann le seul exemple connu de représentation désarmée des Égyptiens. Le fait même que le peintre ait placé la scène en position centrale rend ce détail d'autant plus incongru : on attendrait la représentation des chars et des cavaliers mentionnés dans le texte, voire, comme c'est le cas par exemple sur le sarcophage du passage de la mer Rouge d'Arles ou l'enluminure du Psautier de Paris, la figure de Pharaon ainsi vaincu. Cette singularité ne remet pas en cause l'identification des noyés, sauf pour E. Goodenough qui y voit des Hébreux qui n'auraient pas été considérés dignes d'être sauvés : cette interprétation n'a pas été suivie. C. Kraeling a proposé en revanche avec davantage de succès d'y voir une allusion au commentaire d’Esther Rabbah (III, 14) qui rapporte les propos de Rabbi Nathan selon lesquels les Égyptiens auraient été punis nus lorsqu'ils furent noyés dans la mer.
Le troisième et dernier tableau, à l'extrémité gauche du panneau, représente la traversée de la mer Rouge par les Hébreux. Il est largement symétrique dans sa composition avec le premier : on y retrouve de nombreux éléments communs, la figure héroïque de Moïse identifié par une inscription araméenne (« Moïse quand il fendit la mer »), tenant cette fois son bâton baissé, les rangées de soldats, les douze figures frontales des Anciens ou des Tribus, surmontés par la Main droite de Dieu, venant compléter la gauche du tableau précédent. À la différence de la première scène, il n'y a pas de rangée supérieure de soldats israélites, parce que l'espace correspondant est occupé par les étendards, comparables à des vexilla romains, que tiennent les figures du rang intermédiaire. La représentation du peuple en marche — la première rangée de la scène 1 — est également absente et remplacée par les flots écartés de la mer Rouge, où bondissent de nombreux poissons colorés. K. Weitzmann voit dans les deux rangées une nouvelle variante de l'image des Douze Tribus telle qu'elle figure plus tard notamment dans des manuscrits illustrés de Cosmas Indicopleustès, pour illustrer un extrait des Nombres. Ce choix illustre selon lui l'importance de ce thème des Tribus pour le peintre.
Un détail iconographique crucial de cette scène est la division du champ derrière la figure de Moïse en douze bandes horizontales parallèles blanches tranchant sur le fond bleuté de la mer : R. du Mesnil du Buisson, le premier, y a reconnu l'illustration d'un passage du Targoum Pseudo-Jonathan (Exode XIV, 21) selon lequel le vent sépara les eaux en douze sentiers correspondant aux Douze Tribus d'Israël. Ce détail, qui figure par la suite sur de nombreuses enluminures byzantines, permet de confirmer que la scène représente bien le passage effectif de la mer Rouge par les Hébreux, et non une autre scène comme l'eau de Marah (Exode XV, 22-25). Il montre aussi, avec l'apparition du thème des Douze Tribus qui est postérieur à l’Exode, que le peintre de la fresque ne donne pas une simple illustration littérale de la fresque, mais prend des libertés avec le récit biblique : il l'enrichit de détails explicatifs, voire homilétiques, d'origine midrashique. Le miracle de la mer Rouge est considéré comme un événement concernant non pas seulement la masse historique des Hébreux fuyant l'Égypte, mais les Douze Tribus du peuple élu, au nombre duquel le spectateur est invité à s'inclure. Selon P. Prigent, Moïse est désigné comme le personnage central de l'histoire du salut et constitue avec le peuple sauvé le sujet du panneau.

###### WA1: onction du roi Salomon?
Le premier panneau à l'extrémité sud (gauche) du mur occidental est perdu aux trois quarts et de nombreux commentateurs ont renoncé à tenter de l'identifier : il n'en reste que les membres inférieurs de deux groupes de personnages masculins. Cela suffit néanmoins pour donner quelques indications sur l'attitude des personnages et surtout sur leur tenue vestimentaire. En particulier, les deux figures isolées à l'extrémité droite du panneau, sont vêtues du costume traditionnellement attribué dans les fresques de la synagogue aux « prophètes » pour l'un (tunique courte laticlave et himation du costume grec), et aux rois ou hauts fonctionnaires pour l'autre (costume persan). Le voisinage immédiat du panneau WA2, à droite, avec pour thème Salomon recevant la reine de Saba, conduit C. Kraeling à faire l'hypothèse que le sujet du panneau est à chercher dans la période de la monarchie hébraïque : il propose plus précisément l'épisode de l'onction de Salomon par le grand prêtre Sadoq (I Rois I, 38-40). K. Weitzmann approuve la suggestion, mais révise l'identification précise des différents personnages qui seraient représentés, le prophète Nathan, Sadoq et Salomon.

###### WA2: Salomon et la reine de Saba
Bien qu'il soit presque aussi endommagé que le précédent et ne laisse apercevoir de nouveau que la partie inférieure de la composition originelle, le second panneau décrit un sujet beaucoup plus sûrement identifiable : plusieurs accessoires, mais surtout deux inscriptions en grec réduisent en effet considérablement le champ des interprétations. À gauche de la scène, deux femmes se tiennent debout, vêtues de longues robes ouvragées. Elles sont tournées vers la droite du panneau où l'on distingue un homme debout en costume perse, puis deux sièges pliants (du type de la sella curulis) ou un banc, de part et d'autre d'une plateforme à six degrés ornés à leur extrémité d'animaux sculptés (aigles et lions alternés). La troisième marche porte une inscription en capitales grecques, « ΣΛΗΜΩΝ », qui permet sans hésitation de faire cette installation la base du trône du roi Salomon, précisément décrit dans le Premier Livre des Rois (X, 18-20) :

« Le roi fit un grand trône d’ivoire et le revêtit d’or pur. Ce trône avait six degrés, et la partie supérieure du trône était arrondie par derrière ; il y avait des bras de chaque côté du siège ; deux lions se tenaient près des bras, et douze lions se tenaient là, sur les six degrés, six de chaque côté. »

La présence d'aigles, à la différence du texte biblique, s'explique par le Targoum Sheni d'Esther qui décrit le trône royal comme décoré de douze lions et douze aigles d'or, qui appartiennent au mécanisme légendaire d'élévation du roi sur le trône. Une représentation complète d'un trône identique figure dans les fresques de la synagogue sur le panneau WC2 (voir infra) appartenant au cycle d'Esther, en accord avec la tradition d’Esther Rabbah (I, 12) qui précise qu'Assuérus souhaitait siéger sur le trône de Salomon, mais qu'il dut se contenter d'en faire fabriquer une copie. La représentation du trône de Salomon est donc directement inspirée de la littérature rabbinique, qui précise par ailleurs qu'il n'avait que six marches pour le distinguer, par respect, du trône divin qui en comptait sept (Nombres Rabbah XII, 17) :
Un homme vêtu à la grecque est debout à droite du trône et un autre, également en costume grec, est assis sur le siège de gauche. Une inscription en capitales grecques en précise la fonction : « ΣΥΝΚΑΘΑΔΡΟ[Σ] », « assesseur ». Ces deux personnages représentent selon toute probabilité les conseillers du Grand Sanhédrin. Leur présence confirme que la scène représentée est une audience royale solennelle.
Deux épisodes de l'histoire de Salomon peuvent donc correspondre : le jugement de Salomon (I Rois III, 16-28) ou la réception de la reine de Saba (I Rois X, 1-13). Une analyse détaillée du costume des deux femmes montre que leurs robes les rapprochent des dames de la cour d'Esther et que des différences subtiles dans leur ornementation désignent celle de droite comme la maîtresse, et la femme de gauche comme sa servante ou dame de compagnie. Leur vêtement paraît donc exclure qu'il puisse s'agir des prostituées du jugement de Salomon, et permet de les identifier comme étant la reine de Saba (à droite) et une de ses suivantes (à gauche). L'homme debout entre elles et le trône serait alors, d'après le Targoum Sheni, Benaia, le chef des gardes du palais. Cette identification de la scène est celle qui convient le mieux au contexte général du panneau : il s'agit de mettre en valeur la royauté de Salomon, reflet de la majesté divine, ici reconnue par la visite d'une souveraine étrangère.

##### Panneaux du registre B
Les panneaux discutés dans cette section sont numérotés dans le Diagramme 2.

###### NB2: Hannah et Samuel enfant à Silo
Le panneau est perdu sur plus de la moitié de sa surface. Il n'en subsiste qu'un fragment triangulaire allongé, dont les deux tiers sont occupés par la représentation d'une muraille crénelée grise-jaune sur fond d'un ciel très sombre. À l'extrémité droite du tableau — la plus endommagée — on distingue les jambes de deux personnages debout côte à côte, une femme en bottes noires et robe rose et un jeune garçon, d'après sa petite stature, en pantalon rouge. L'identité de ces deux figures peut être déduite de la présence sur le panneau suivant — à gauche, dans le sens de la lecture — de la capture de l'Arche par les Philistins : il est en effet alors logique de chercher l'épisode dans les événements précédents des mêmes livres historiques, pour lesquels il servirait d'introduction. Il s'agirait donc de la scène où la pieuse Hannah emmène au sanctuaire de Silo Samuel, l'enfant que Dieu lui a donné en réponse à ses prières (I Samuel I, 21-28). Il s'agirait pour le peintre de montrer au fidèle le tout début de la carrière d'un homme qui joua un rôle crucial comme chef de guerre, juge, et faiseur de roi dans l'histoire du peuple hébreu. Le Targoum Pseudo-Jonathan affirme à propos du passage de I Samuel II, 1-10 qu'Hannah aurait prophétisé le destin de son fils et d'Israël : cette tradition explique probablement la présence de cette scène parmi les fresques de la synagogue, étant donné le sujet des panneaux suivants. Certains commentateurs ont proposé de voir dans le personnage adulte non pas Hannah mais le grand prêtre et mentor de Samuel, Eli.
C. Kraeling considère par ailleurs qu'un changement de couleur du ciel au-dessus du rempart indique que la partie supérieure du panneau était consacrée à la représentation d'une autre scène, nocturne : Samuel dormant dans le sanctuaire de Silo et réveillé par une voix qu'il croit être celle d'Eli mais qui est celle de Dieu qui lui annonce le châtiment prochain de la maison d'Eli (I Samuel III, 1-14).

###### NB1: bataille d'Eben Ezer

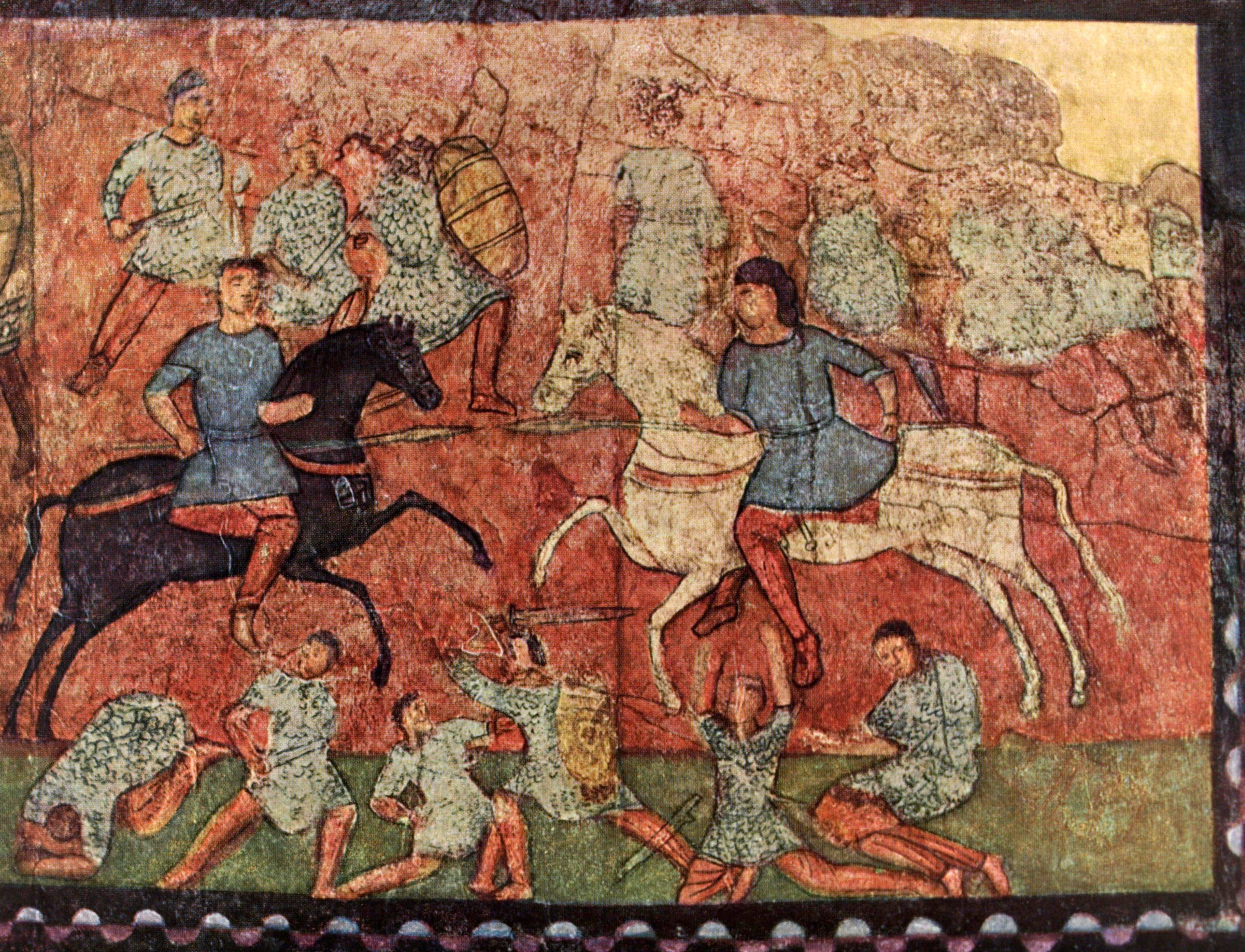
NB1, partie droite : la bataille d'Eben-Ezer.

Le panneau le plus long du registre B (3,83 m) qui ait été préservé est aussi celui dont le sujet paraît le plus provocant. Il se divise en deux tableaux. Le premier, à droite, représente une scène de bataille, avec deux cavaliers s'affrontant à la lance au centre, l'un sur un cheval blanc, l'autre sur un noir, tandis que les registres inférieurs et supérieurs sont occupés par des combats d'infanterie, en train de tourner au désavantage de l'un des participants.
Le second tableau, à gauche, représente une scène plus paisible : quatre hommes vêtus de tuniques courtes portent sur leurs épaules un brancard sur lequel repose l'Arche de l'Alliance, en s'éloignant de la bataille. L'Arche a la forme d'un haut coffre jaune avec un couvercle bombé : c'est l’aron synagogal habituel, représenté en plusieurs occasions sur les fresques, avec quelques variations de détail dans le décor. Au premier plan devant l'Arche et à l'arrière-plan, comme se trouvant en l'air selon une convention iconographique courante dans l'art de l'Antiquité tardive, sont représentées trois paires de soldats qui escortent l'Arche en brandissant épées et boucliers.

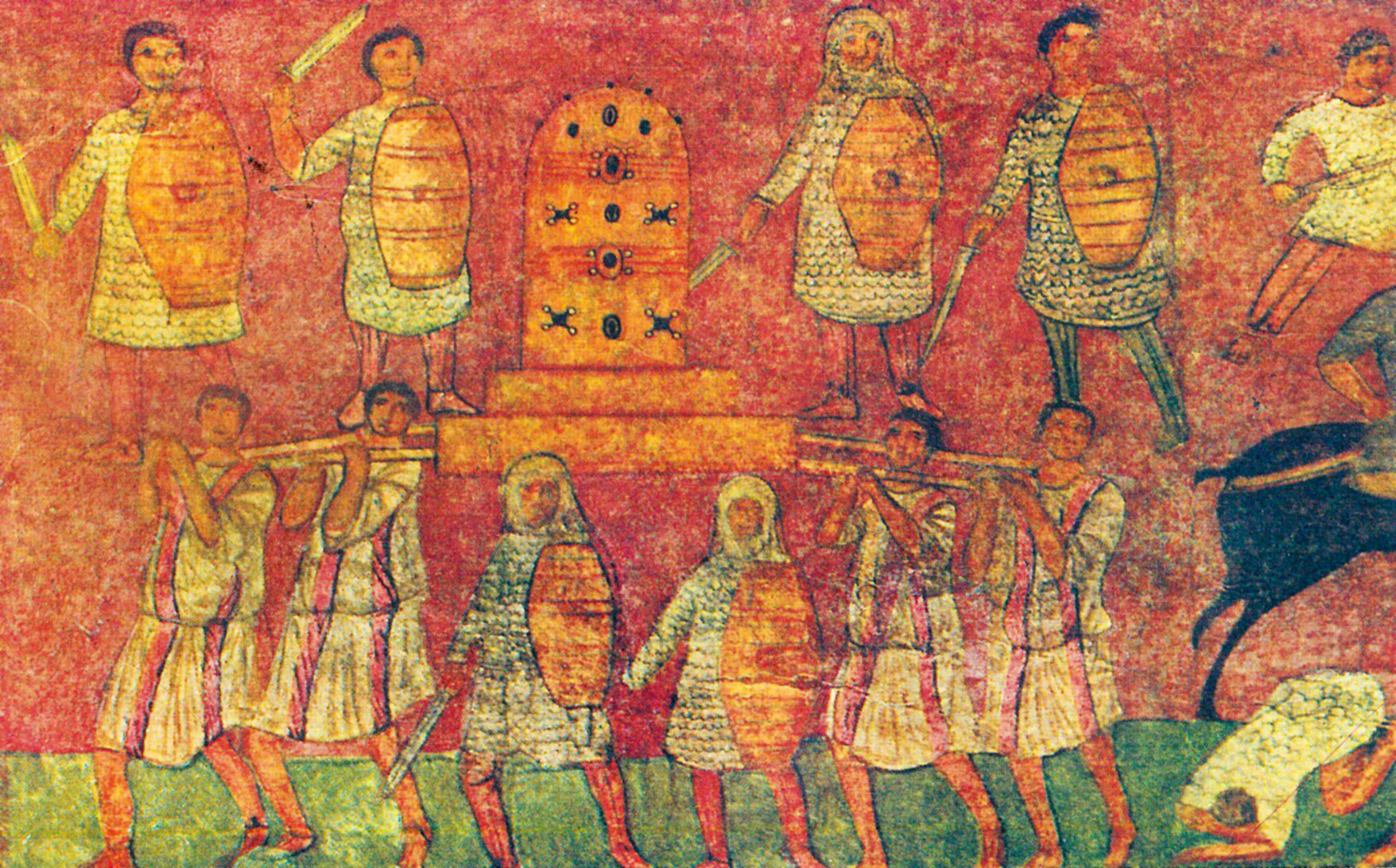
NB1, partie gauche : prise de l'Arche lors de la bataille d'Eben Ezer.

En raison de sa place dans la séquence des panneaux relatifs à l'histoire de l'Arche sur le registre B, la bataille figurée ne peut guère être que celle d'Eben Ezer, décrite dans le Premier Livre de Samuel (IV, 1-11). Elle apporte en effet la réalisation de la prophétie faite à Samuel au sanctuaire de Silo, lorsque les Philistins défont les Israélites et tuent les deux fils du grand prêtre Eli, qui meurt à cette nouvelle. Voyant que le combat tournait à leur désavantage, les Hébreux avaient apporté avec eux l'Arche qu'il considérait comme un véritable palladion : elle tombe ainsi aux mains de leurs ennemis qui l'emportent chez eux, ce qui serait le sens du tableau gauche du panneau. La perte de l'Arche était considérée comme une catastrophe, nationale et religieuse, l'une des plus grandes qu'ont subie les Israélites : il peut paraître étonnant que cet épisode humiliant a été retenu parmi les sujets des fresques de la synagogue. C. Kraeling considère que c'est précisément un témoignage crucial du rôle de ces fresques, de la profondeur de la foi juive et de sa compréhension du processus historique. P. Prigent tente de contourner le problème en proposant une lecture un peu différente du tableau de gauche : il représenterait selon lui l'arrivée de l'Arche, apportée par les Israélites sur le champ de bataille, et non le départ des Philistins vainqueurs. La scène vise moins selon lui à raconter fidèlement le récit biblique qu'à célébrer l'Arche, symbole de la présence de Dieu. L'hypothèse de C. Kraeling demeure majoritaire, le désaccord se portant le plus souvent seulement sur certains détails iconographiques, tels que l'identité des porteurs. Ainsi K. Weitzmann considère que l'identification des porteurs à des civils philistins est peu probable et qu'il faut plutôt y voir des prisonniers israélites.

###### WB4: Arche chez les Philistins

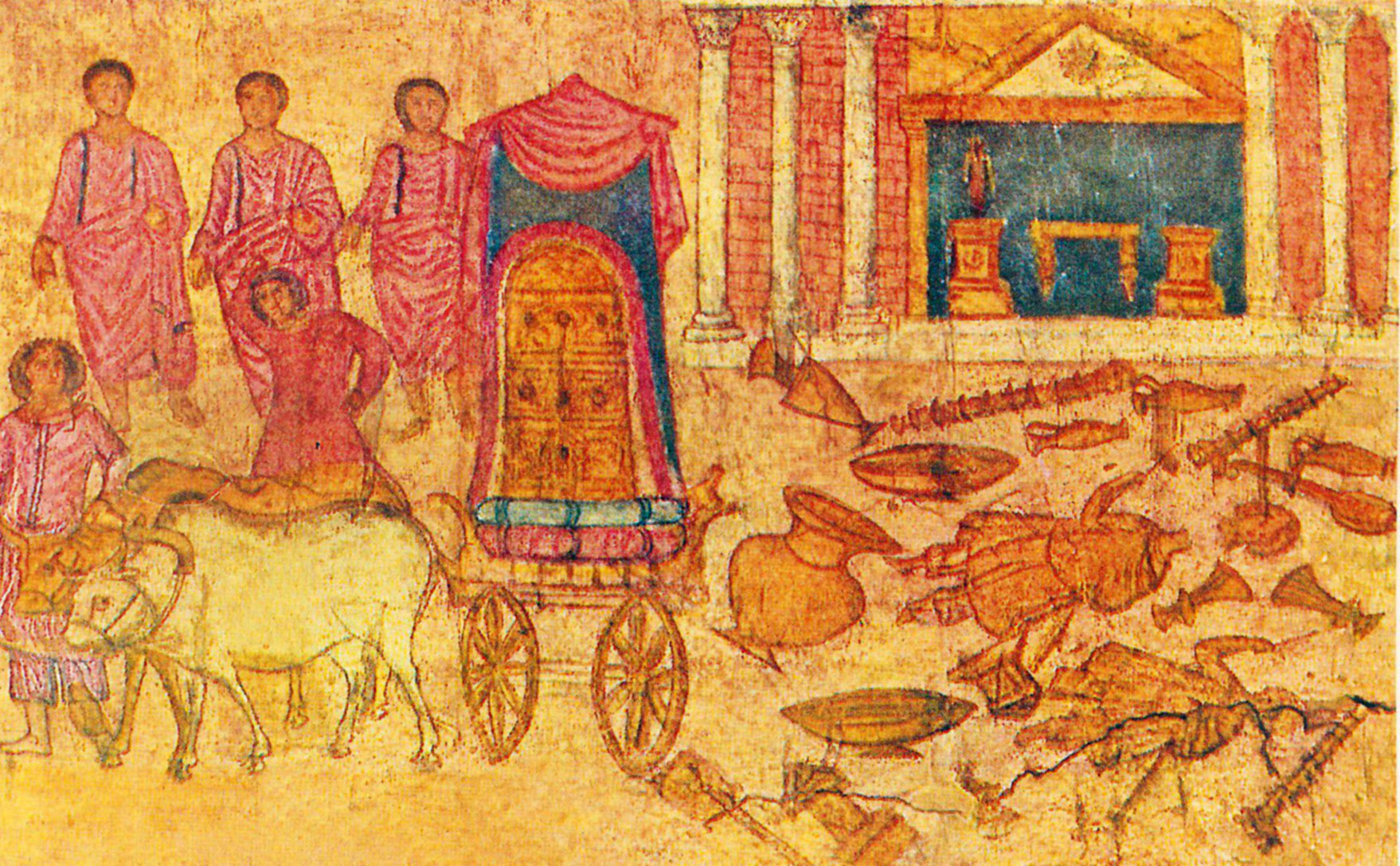
WB4 : l'Arche et le temple de Dagon.

Le panneau WB4 poursuit l'histoire de l'Arche représentée sur le même registre du mur nord. Il comporte deux tableaux juxtaposés. À droite, un temple gréco-romain péristyle est représenté avec ses colonnades corinthiennes latérales ramenées sur le même plan que le fronton de la façade. Il est ouvert et laisse voir à l'intérieur deux bases cubiques qui représentent des piédestaux de statues cultuelles plutôt que des autels, encadrant une table vide. Devant la façade du temple, le sol est jonché de nombreux objets pêle-mêle, parmi lesquels se distinguent des vases sacrés, des thymiateria, des chandeliers et deux statues du même type, l'une avec un pied brisé et l'autre décapitée. Le dieu figuré par ces statues porte un costume iranien consistant en une tunique serrée par une ceinture à la taille et lui descendant jusqu'aux genoux, des pantalons bouffants, de hautes bottes souples et une chlamyde. La main gauche repose à la taille sur le pommeau de son épée dont le fourreau se distingue nettement. La main droite tient un long bâton, similaire à un thyrse. Le portrait semble celui d'un homme jeune.
À gauche, le second tableau du panneau  montre l'Arche de l'Alliance montée sur un chariot luxueusement décoré et surmonté d'un dais qui la protège. Le chariot est tiré par une paire de bœufs menée par deux hommes en costume iranien et s'éloigne de la scène de destruction du temple. Au second plan, trois hommes vêtus à la grecque assistent au départ du chariot.
L'épisode représenté à droite est celui de la destruction apportée par l'Arche dans le temple de Dagon (I Samuel V, 2-4) : les Philistins rapportent à Azot l'Arche prise à Eben Ezer et la placent dans le temple de Dagon à côté de la statue du dieu. Le jour suivant, ils découvrent celle-ci gisant par terre, intacte, devant l'Arche et la remettent en place. Le lendemain, la statue est de nouveau tombée mais cette fois sa tête et ses mains sont brisées. Les Philistins décident alors de déplacer l'Arche dans une autre ville, mais quel que soit l'endroit où ils l'envoient, elle n'apporte que désolation. Le peintre de la synagogue a réuni les deux épisodes sur la même fresque et dédoublé pour ce faire l'image de la statue ainsi que la base sur laquelle elle reposait dans le temple.

### Style et technique des fresques

#### Technique
Les fresques sont réalisées dans la technique a secco (sur un enduit sec), avec un liant qui n'a pas été reconnu (œuf ou gomme arabique). La surface d'application est un plâtre de gypse (une roche très commune dans la région) assez grossier contenant beaucoup d'impuretés. Le peintre commençait par esquisser sur cet enduit un dessin au charbon ou au pinceau : les reprises de ce dessin sont visibles par exemple sur le panneau de Moïse où la peinture écaillée a laissé apparaître cette surface de préparation. Peut-être après approbation de ce dessin préparatoire par le commanditaire, les couleurs étaient-elles appliquées en partant du fond pour ensuite arriver aux surfaces majeures composant les différents motifs. Les détails du dessin étaient ensuite ajoutés par des tracés dans des couleurs plus foncées. La gamme chromatique utilisée reste relativement restreinte : rouge brique, jaune, rose, marron, vert et noir. La dilution ou la concentration de ces tons de base permettent d'obtenir des nuances supplémentaires. Cette technique ne diffère en rien de celle observée dans les fresques des autres édifices de Doura Europos.

#### Composition
Du point de vue de la composition, l'impression générale est que les fresques obéissent à une conception d'ensemble, avec une organisation assez fortement symétrique de part et d'autre d'un axe central correspondant à la niche de la Torah et aux fresques la surmontant. Les épisodes des différents récits se déploient de part et d'autre de cet axe, soit en convergeant vers lui, soit en s'en écartant. Il est par ailleurs probable que le mur ouest, le plus important symboliquement et liturgiquement, reçut le premier un décor en trois registres, et que ces derniers furent ensuite étendus sur les murs latéraux jusqu'à faire le tour de la pièce. L'existence d'un décor peint sur le seul mur ouest dans la première phase de la seconde synagogue, l'unité thématique du registre B (l'histoire de l'Arche), la continuité de certains cycles d'un mur à l'autre (le cycle d'Élie depuis WC1 jusqu'à SC4), sont autant d'arguments en faveur de cette hypothèse.

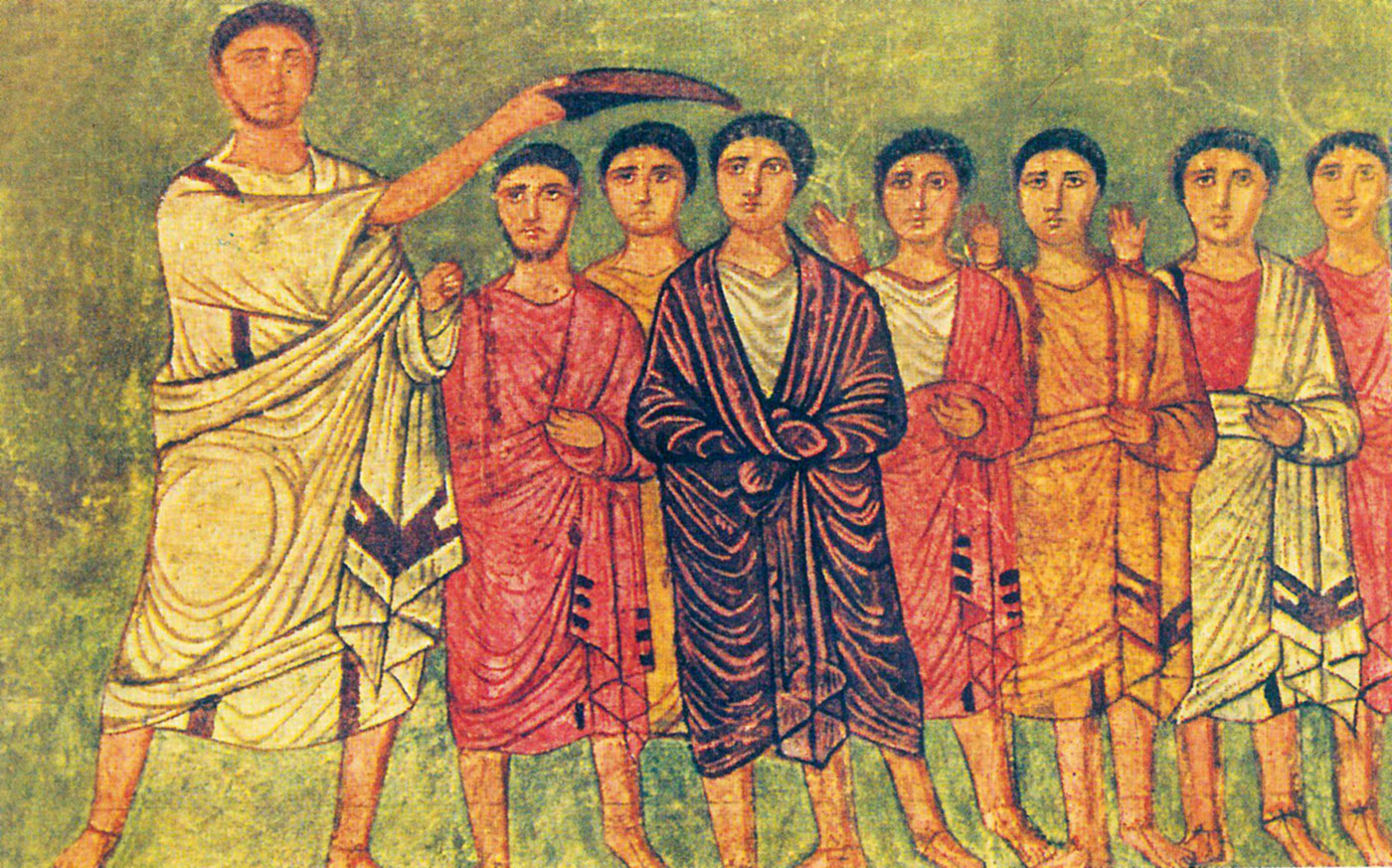
Onction de David par Samuel (WC3) : exemple du hiératisme frontal des personnages des fresques.

La division des parois en registres horizontaux distincts est un principe commun dans l'art antique, mais la synagogue se distingue dans la façon de les séparer. D'autres ensembles peints de Doura qui possèdent des fresques de composition générale comparable ont recours à des éléments architecturaux, peints ou non, pour distinguer les différents registres. Les artistes de la synagogue en utilisant de larges bandes peintes noires comme cadres des registres et des panneaux ont rejeté tout effet illusionniste dans l'organisation générale des fresques, qui sont ainsi strictement compartimentalisées. Cette forte séparation introduite par les cadres est aussi renforcée par les variations de la couleur du fond des panneaux : chaque panneau possède en effet son propre fond coloré qui contribue à la fois à le distinguer des panneaux voisins et à renforcer son unité narrative lorsqu'il comprend plusieurs scènes. Par exemple, le fond des scènes de l'Exode (WA3) est uniformément jaune, celui du cycle d'Esther et Mardochée (WC2) uniformément vert.
Si les 28 panneaux préservés représentent environ 59 épisodes du récit biblique — le compte varie selon les identifications retenues par les commentateurs — 11 constituent, selon la terminologie de K. Weitzmann, une « monoscène » tandis que les autres combinent deux scènes ou davantage. Les scènes sont composées de façon stéréotypée. Elles comprennent le ou les personnages nécessaires pour la représentation du récit ainsi que les accessoires et les objets essentiels à leur identification ainsi qu'à celle de l'action correspondante. Des conventions rigides gouvernent la représentation des différentes catégories de personnages et d'éléments du décor dans lequel ils sont placés : rois, courtisans, fantassins et cavaliers, mais aussi édifices (temples, autels, remparts ou tentes) et objets (menoroth, thymiateria, etc.) sont figurés de façon répétitive en utilisant des formules génériques probablement empruntées à des catalogues de motifs.Chaque épisode est rendu de façon hiératique, statique. Les figures et les objets sont juxtaposés et ne se fondent pas dans une composition unifiée.

#### Style
Le style des peintures est très éloigné à la fois du naturalisme de l'art hellénistique que du réalisme descriptif des bas-reliefs historiques romains. Il se caractérise avant tout par le hiératisme et la frontalité des personnages, destinés à impressionner le spectateur et à affirmer l'importance des événements représentés. Ces caractéristiques dominantes placent stylistiquement l'ensemble dans la tradition de l'art proche-oriental.
Les personnages sont ainsi représentés de façon statique, frontale, avec un minimum de véracité anatomique : le corps est rendu de façon schématique, sans respect strict pour les proportions. Les traits du visage sont simplement dessinés et manquent de plasticité, les yeux exagérément larges et grand ouverts, les figures sans expression ni signe d'âge. Les différentes positions données à ces personnages sont également stéréotypées et représentées de façon mécanique, sans que le geste ou le mouvement éventuellement donné soit réellement en rapport avec l'anatomie. Ce détachement de l'artiste vis-à-vis de l'anatomie humaine se reflète également dans le traitement du drapé des vêtements, purement linéaire, voire calligraphique, sans relation avec les corps qu'ils enveloppent.
Dans ce style marqué par la répétition et le schématisme, l'artiste doit avoir recours à des artifices particuliers pour marquer l'importance d'un protagoniste : c'est donc l'isolement ou surtout une taille démesurée qui permettent d'introduire une hiérarchie entre les personnages — ainsi Samuel procédant à l'onction de David (WC2). Les figures semblent flotter dans un espace plat, sans rapport direct avec leur entourage ou les accessoires voisins.
Ces différentes caractéristiques ne sont pas propres aux peintures de la synagogue : elles se retrouvent non seulement dans les autres grands ensembles peints de Doura Europos, mais aussi plus généralement encore dans l'art palmyrénien, et même plus largement proche-oriental. Elles tendent même, à partir du milieu du IIIe siècle, à gagner de l'influence dans l'art officiel romain et constituent quelques-uns des traits principaux de l'art de l'Antiquité tardive.

### Sources des fresques narratives bibliques

#### Manuscrits enluminés

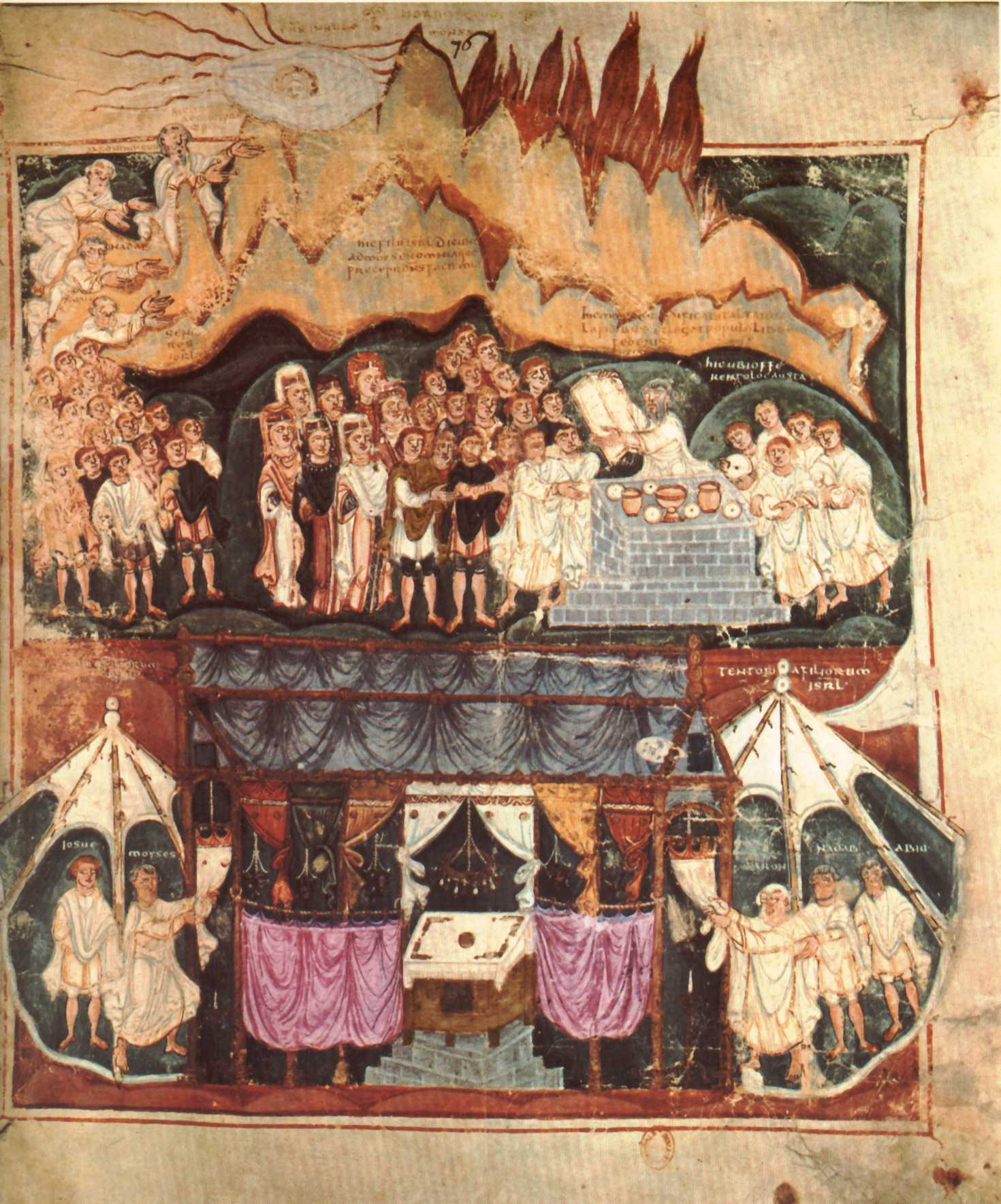
Moïse recevant la Loi, Folio 76r du Pentateuque d'Ashburnham, VIe siècle.

L'une des hypothèses les plus répandues sur l'origine des fresques de la synagogue est l'existence de manuscrits juifs enluminés, auxquels les peintres de Doura Europos auraient eu recours comme modèles. Les Juifs auraient illustré les cycles narratifs de rouleaux de la Septante et d'autres textes, de la même façon qu'existaient des cycles narratifs illustrés des textes grecs classiques, en particulier d'Homère. C'est dans la diaspora, en particulier à Alexandrie, que les Juifs hellénisés auraient réalisé ces manuscrits enluminés, pour rendre le judaïsme plus attirant aux Gentils en transformant le récit biblique en poèmes épiques comparables aux cycles mythologiques grecs et illustrés sur leur modèle. C. Kraeling soutient ainsi que la relation étroite entre le récit biblique et l'iconographie des scènes narratives de la synagogue suppose l'utilisation de manuscrits enluminés pour plusieurs raisons : les fresques dépeignent des sujets tirés de livres bibliques spécifiques ; elles suivent le fil de la narration biblique épisode par épisode ; dans deux cas en particulier (Exode et I Samuel) le récit commence avec une scène représentant le premier chapitre du livre biblique. Il s'ensuit pour C. Kraeling que la plus grande partie des images existaient déjà sous la forme de miniatures dans des manuscrits illustrés de certaines parties de la Bible. Elles auraient ensuite été transposées sur les fresques qui constituent donc, en raison des hasards de l'histoire, la forme la plus ancienne sous laquelle elles sont conservées.

##### Théorie de K. Weitzmann
Cette hypothèse connaît un développement érudit avec les travaux de K. Weitzmann. Il reprend les travaux d'André Grabar et E. Kitzinger montrant comment les peintres et les mosaïstes décorant les églises médiévales utilisaient les manuscrits enluminés comme modèles pour leurs compositions. Deux exemples sont bien documentés : le Pentateuque d'Ashburnham, daté du VIIe siècle, et connu à Tours depuis le IXe siècle, servit de modèle pour les fresques de l'église Saint-Julien de Tours au XIe siècle ; la Genèse de Cotton, un manuscrit enluminé du Ve siècle fut utilisée par les mosaïstes de la basilique Saint-Marc de Venise qui puisèrent dans ses quelque 359 miniatures les sujets de 100 scènes de mosaïque. Le processus de transposition des scènes narratives des miniatures à l'échelle monumentale des fresques entraîne de nombreuses modifications que K. Weitzmann réduit à une série de dix principes : (1) la sélection des scènes par impossibilité de transférer l'intégralité du cycle narratif des miniatures ; (2) la modification du format due aux plus grandes contraintes du médium ; (3) la compression des figures pour les faire tenir sur la même portion du support ; (4) l'omission de certains éléments pour gagner de l'espace ; (5) l'addition au contraire de détails ; (6) la fusion de plusieurs scènes de nouveau par économie d'espace ; (7) le changement dans la composition d'une scène ; (8) la modification iconographique par emprunt à une autre tradition ; (9) le changement stylistique par adaptation au goût local ou contemporain et (10) la modification apportée par le processus même du transfert qui suppose un médium intermédiaire.

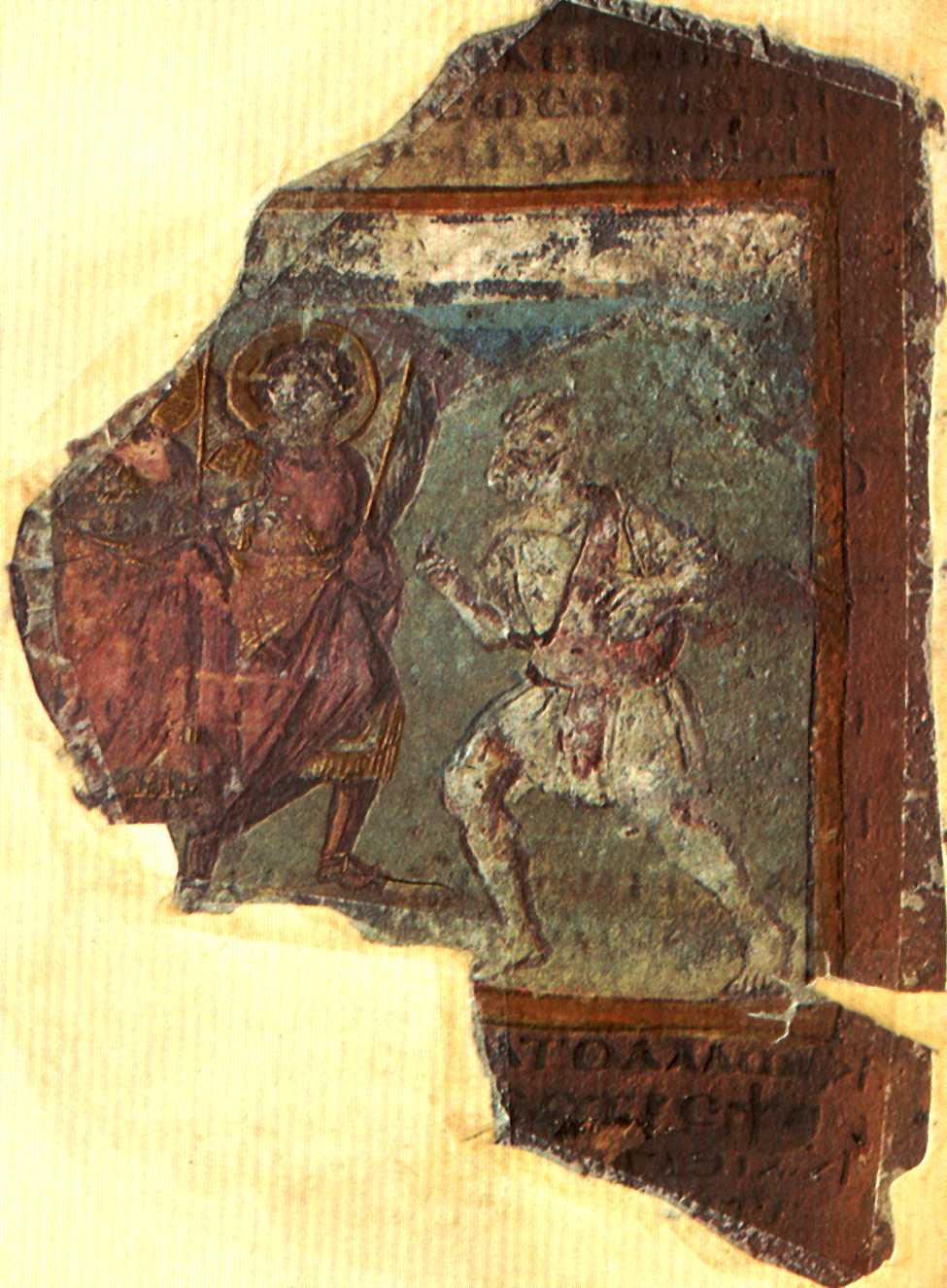
Folio 26v de la Genèse de Cotton avec une miniature d'Abraham rencontrant des anges.

En comparant les fresques de la synagogue aux fresques chrétiennes postérieures, et surtout aux enluminures byzantines, K. Weitzmann souligne leur grande similitude et entreprend de démontrer, panneau par panneau, que leurs différences ne sont pas fortuites mais relèvent de l'application logique de ses dix principes de transposition de l'enluminure à l'art pictural monumental. Par exemple, le panneau de Moïse et du Buisson ardent est de caractère narratif, malgré sa ressemblance superficielle avec un simple portrait : comparé au traitement de l'épisode dans l’Octateuque du Vatican (gr. 746, fol. 157r) avec deux miniatures correspondant aux deux temps du récit (embrasement du buisson puis déchaussement pour obéir aux instructions divines), le panneau de Doura applique au modèle les procédés de fusion, d'omission et de rétrécissement du thème iconographique, essentiellement pour le réduire à l'espace étroit qui lui est alloué sur le mur.
Ces différentes images relèvent selon K. Weitzmann de la même tradition iconographique et supposent l'existence d'un ou de plusieurs modèles communs, antérieurs donc à la construction de la synagogue au milieu du IIIe siècle. Il reconnaît que l'existence d'une Bible totalement illustrée serait impossible en pratique, étant donné le grand nombre de miniatures que possèdent déjà les livres individuels dont des manuscrits illustrés ont survécu (la Genèse de Cotton, la Genèse de Vienne, le Pentateuque d'Ashburnham et le Quedlinburg Itala) : il y aurait donc plusieurs modèles ou un modèle se limitant à quelques livres bibliques. Il pourrait s'agir d'un Octateuque, au vu des similitudes des fresques de Doura avec les miniatures des Octateuques du Vatican, mais ce n'est pas certain puisque le décor, tel qu'il est conservé, ne comprend pas de scènes des livres de Josué, des Juges ni de Ruth. D'autres manuscrits enluminés ont pu être mis à contribution : par exemple, le panneau d'Ézéchiel qui constitue le meilleur exemple d'une illustration purement narrative, où un épisode est représenté par plusieurs phases se succédant rapidement selon un procédé propre aux miniatures, pourrait avoir été inspiré par un recueil illustré des Homélies de Grégoire de Nazianze (BNF, Grec 510), daté du IXe siècle, pourrait en être une lointaine copie.
Quels que soient les hypothétiques manuscrits bibliques illustrés en cause, K. Weitzmann estime que l'art narratif pleinement développé des fresques de Doura suffit à démontrer leur existence. Les copies accessibles aux peintres de Doura proviendraient d'une bibliothèque d'Antioche, la métropole la plus proche, où les enluminures auraient été recopiées ou consultées.

##### Critiques de la théorie de K. Weitzmann

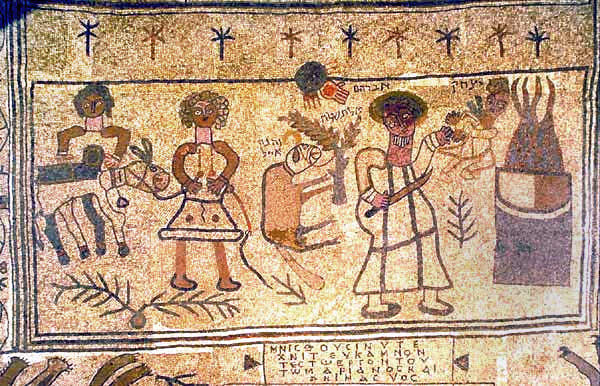
Sacrifice d'Isaac, mosaïque de pavement de la synagogue de Beth Alpha, VIe siècle.

La théorie de K. Weitzmann a fait l'objet de critiques détaillées, en raison de sa méthode même. R. Hachlili résume les principaux points de désaccord. Il n'existe pas de manuscrits enluminés datés du IIIe siècle, ni même de preuves de leur hypothétique existence. Les plus anciens manuscrits tels que les manuscrits de la mer Morte, datés entre le IIe siècle av. J.-C. et le IIe siècle sont ainsi dépourvus d'illustrations. Cela oblige donc K. Weitzmann, ce qu'il reconnaît volontiers, à n'utiliser que des rapprochements avec des manuscrits enluminés beaucoup plus tardifs. Le principe du manuscrit enluminé comme modèle d'une fresque monumentale est également attaqué comme peu pratique, en raison de la nature et du prix de ces manuscrits. L'existence de cycles narratifs juifs illustrés à l'origine d'une tradition iconographique se poursuivant jusqu'à l'époque médiévale est démentie par ce qu'on sait du développement ultérieur de l'art pictural juif : les thèmes présents dans la synagogue de Doura sont traités très différemment lorsqu'ils réapparaissent sur les mosaïques de pavement des synagogues — ainsi le sacrifice d'Isaac dans la synagogue de Beth Alpha ou le David/Orphée de la synagogue de Gaza. Mais surtout, la plupart des épisodes narratifs douréens n'ont pas d'équivalents dans cet art synagogal de l'Antiquité tardive. À l'inverse, le cycle de Samson développé sur la mosaïque de la synagogue de Mopsueste est absent à Doura.

#### L'art monumental comme modèle
Source alternative d'inspiration pour les peintres de la synagogue souvent envisagée, les programmes décoratifs monumentaux d'autres édifices juifs ou non ont pu leur servir de modèles. C. Kraeling rappelle ainsi l'importance des contacts, attestés par la numismatique, entre la communauté juive de Doura Europos et les régions du nord de la Mésopotamie et de l'est de la Syrie, à savoir la Commagène, l'Osroène et l'Adiabène, dont les potentats locaux sont souvent favorables à la dynastie hérodienne et aux Juifs en général : par exemple, la reine Hélène d'Adiabène et son fils Izatès II se convertissent au judaïsme vers l'an 30. Il évoque donc la possibilité que ces dynastes aient financé la construction et la décoration de synagogues dans ces régions, qui auraient pu servir de prototypes pour les fresques bibliques de Doura. Quant aux masques et animaux de la frise inférieure, C. Kraeling les rapporte à une autre tradition de décor monumental, domestique cette fois, dont de nombreux exemples ont été trouvés à Doura mais également dans l'ensemble du monde méditerranéen.
L'existence hypothétique d'autres synagogues peintes ne remet pas en cause, pour C. Kraeling, l'idée que des manuscrits enluminés ont pu servir également, et même prioritairement, de modèles iconographiques. M. L. Thompson, en revanche, développe cette hypothèse alternative en renversant complètement le paradigme interprétatif de K. Weitzmann : à partir de ses recherches sur les fresques pompéiennes, elle reconnaît que la répétition de certains motifs implique l'existence de modèles, mais soutient qu'ils sont d'ampleur plus limitée que des scènes narratives entières, ce qui permet de les recombiner à volonté pour composer des fresques originales. Elle repousse donc l'idée des miniatures comme modèles, qui lui paraît de surcroît aller à l'encontre du mouvement naturel de transmission des motifs depuis l'art « majeur » qu'est la peinture monumentale au IIIe siècle vers l'art « mineur » qu'est alors l'enluminure : ce sont donc, selon elle, les manuscrits enluminés qui s'inspireraient des fresques monumentales, et non l'inverse.
Qu'il y ait eu d'autres synagogues aux murs peints est partiellement confirmé par l'archéologie : à Rehov (IVe siècle), des fragments de fresques portent des motifs floraux et géométriques, ainsi qu'une menorah en forme d'arbre. D'autres sites synagogaux ont fourni des fragments d'enduits peints, à Huseifa, Ma'oz Hayyim, Hammath-Tibériade, Beth Alpha et Hammath Rimmon. Il est donc avéré que la fresque était une forme de décor fréquente dans les synagogues antiques. Mais pour autant, aucun exemple de cycle ni même de scène narrative peinte n'a encore été retrouvé.

#### Cartons et carnets de croquis
Quelles que soient les sources iconographiques qui ont servi de modèles (miniatures ou fresques), le consensus entre historiens est que les fresques de la synagogue sont des copies, au moins partielles, d'autres œuvres d'art. La question se pose dès lors des modalités pratiques de la copie : même si les originaux étaient des œuvres transportables telles que les manuscrits enluminés, l'existence de modèles intermédiaires est quasi inévitable. R. du Mesnil du Buisson, le premier, suppose que les peintres ont utilisé des carnets de croquis, et C. Kraeling les considère comme une des sources employées en plus des fresques monumentales et d'un manuscrit enluminé perdu.
Un peu différente est l'hypothèse de M. L. Thompson qui propose de voir dans ces cartons des répertoires de formes simples susceptibles d'être réutilisées dans des scènes différentes, comme c'est le cas, selon elle, dans la peinture pompéienne. R. Hachlili, dont l'étude des fresques de la synagogue se démarque des précédentes en étudiant précisément l'iconographie des motifs employés à l'intérieur des scènes plutôt que leur interprétation générale, insiste par conséquent sur les formules picturales, l'iconographie répétitive qui suggèrent l'emploi de cartons et de livres de croquis. Les peintres de Doura auraient eu à leur disposition des ensembles de conventions iconographiques qu'ils utilisaient pour les scènes choisies, et des cycles étendus de scènes bibliques dans lesquels ils pouvaient puiser leurs sujets, en les modifiant à volonté, selon les désirs des commanditaires et les contraintes techniques, telles que l'espace disponible. Cette reprise de conventions et l'utilisation de stéréotypes iconographiques permettaient d'éclaircir la signification des scènes peintes. D'un point de vue technique, cela permettait aussi au peintre de réaliser rapidement un grand nombre de scènes.

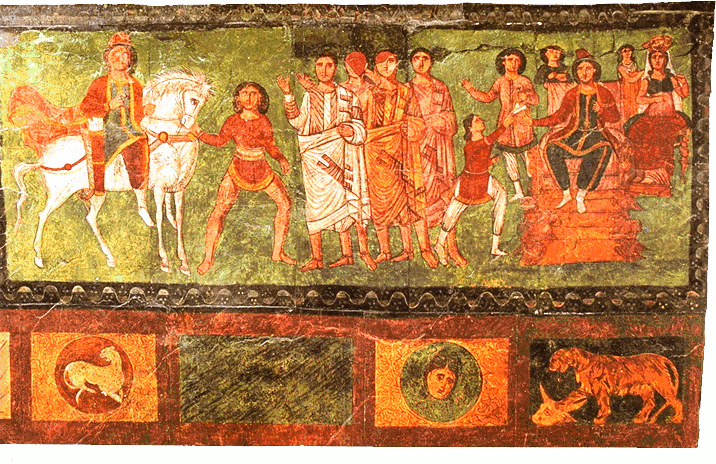
WC2 : une scène d'audience stéréotypée, le triomphe de Mardochée (décrit dans le Livre d'Esther). Image extraite de.

R. Hachlili trouve dans l'existence des courtes inscriptions araméennes (neuf dipinti) et grecques (trois dipinti) placées sur certaines scènes du mur ouest un argument en faveur de cette théorie. Seules trois de ces inscriptions ne se réduisent pas à un simple nom identifiant la figure auprès de laquelle il se trouve, mais viennent commenter l'action : c'est le cas des deux dipinti du passage de la Mer rouge (panneau WA3) et de l'inscription désignant l'onction de David par Samuel (WC3). Ces inscriptions paraissent dans l'ensemble avoir été rajoutées après la réalisation du motif et n'appartenaient ainsi peut-être pas au projet initial : elles sont conçues pour aider le spectateur à identifier les figures peintes. C'est pour R. Hachlili un indice que les fresques ne sont pas fondées sur un texte biblique écrit et illustré. On attendrait en effet dans ce cas que les inscriptions citent le texte biblique — ce qui n'est pas le cas. L'incertitude des commentateurs des fresques sur les textes bibliques précis qu'ils illustreraient montre selon elle que la Bible n'en est pas la source d'inspiration directe. En revanche, l'usage des inscriptions nominatives s'explique mieux si l'origine des peintures est un vaste répertoire de motifs ou de scènes prêtes au remploi dans lequel les artistes sont venus puiser : d'un panneau à l'autre le même motif est ainsi fréquemment utilisé pour représenter des personnages ou des objets différents — par exemple, la forme du trône, la posture et l'habit du roi sont identiques dans les scènes d'audience de Pharaon (WC4), du roi perse Ahasuerus (WC2) et du roi David (panneau central) — ce qui implique une source iconographique aisément reproductible, et peut nécessiter pour l'identification l'aide d'une inscription — de fait, Ahasuerus est nommé par une inscription.

### Traditions midrashiques et targoumiques
Un point d'accord important entre les interprètes de ces fresques est le rôle joué par des traditions para-bibliques. De nombreux détails iconographiques montrent que le récit biblique n'est pas la seule source d'inspiration des sujets des fresques mais que celles-ci incorporent notamment des éléments de l'Aggada. Il est très probable que ces embellissements targoumiques et midrashiques reflètent des traditions préexistantes, qui proviendraient du milieu palestino-babylonien plutôt que de la diaspora égyptienne. Les éléments midrashiques utilisés étaient déjà bien connus au IIIe siècle et représentent un héritage populaire vivant, dont la base était bien le texte, mais qui avait subi des transformations propres aux traditions populaires de transmission orale et de modification des récits. C. Kraeling identifie ainsi pas moins de 40 emprunts targoumiques et midrashiques. Pour certains commentateurs comme R. Hachlili et A. Wharton, ces emprunts sont la clef de l'interprétation des fresques qu'il faudrait donc comprendre comme des illustrations de légendes populaires plutôt que comme la mise en image d'un ensemble de textes.

## Redécouverte de la synagogue

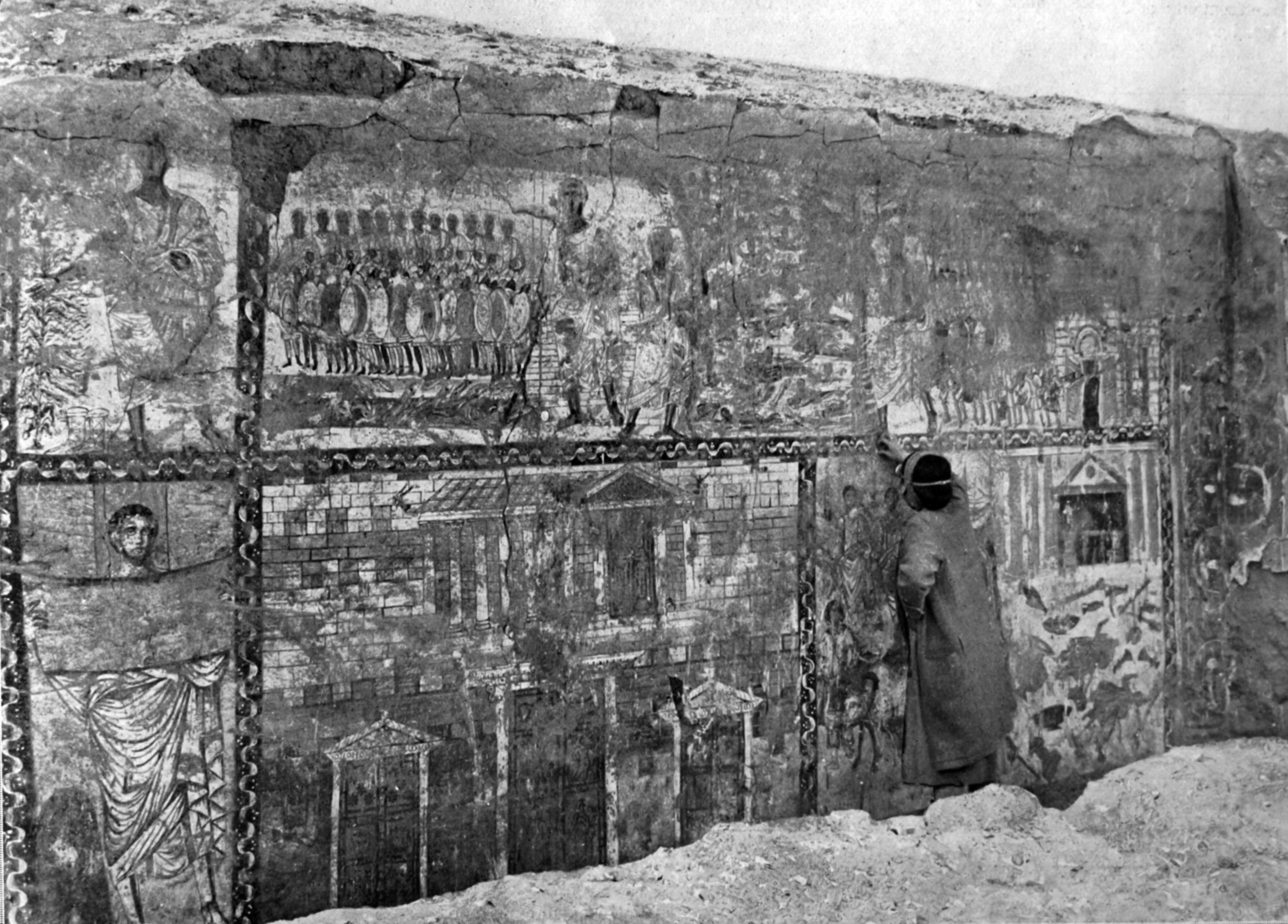
Les fresques du mur ouest en cours de dégagement durant la campagne de 1932-1933. Photo de Maurice Le Palud publiée le 29 juillet 1933 par L'Illustration.

Parrainées par l’Académie des inscriptions et belles-lettres, les premières fouilles de Doura Europos commencent en 1922, peu après la découverte fortuite de fresques, préservées sous un grand remblai de terre, par des soldats britanniques en 1920, mais doivent s'interrompre, après deux saisons sur le site, en raison de l'instabilité politique et de l'insécurité de cette région. 
Après la révolte druze de 1925-1926, un projet de fouilles est monté conjointement par l'Académie des inscriptions et belles-lettres et par l'université Yale : la première campagne débute le 15 janvier 1928 et est suivie de neuf autres s'étendant sur dix années, si grand est l'intérêt des résultats obtenus.

### Découverte
La découverte de la synagogue a lieu le 22 novembre 1932, lors de la sixième saison des fouilles franco-américaines : dans une campagne pourtant particulièrement fructueuse, cette découverte est de loin la plus importante.

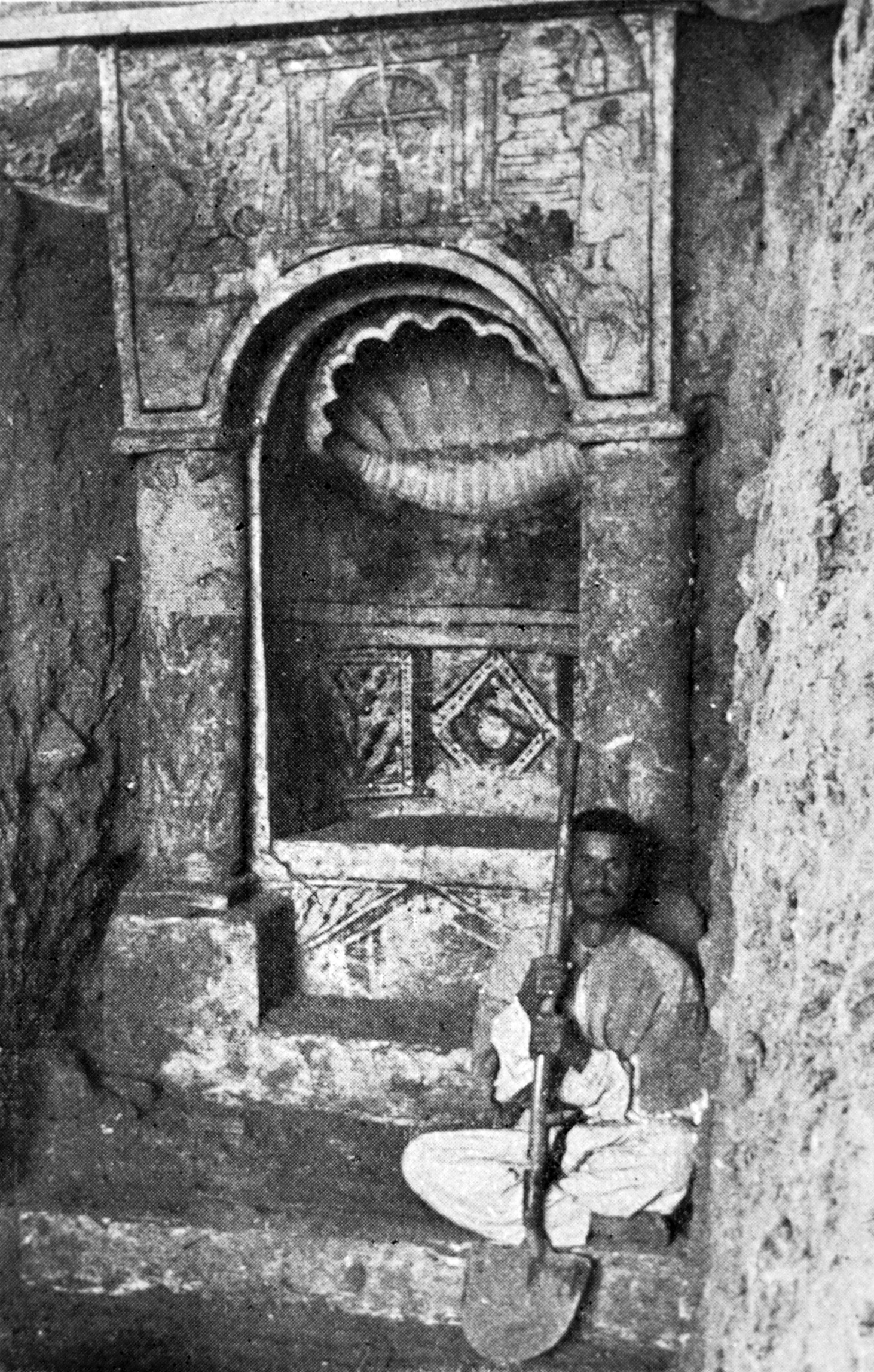
La niche de l'Arche peu après sa découverte durant la campagne de 1932-1933. Les bermes de part et d'autre indiquent les parties encore non dégagées. Photo de Maurice Le Palud publiée le 29 juillet 1933 par L'Illustration.

Dirigée sur le terrain par Clark Hopkins, la mission comprend cette année-là Robert du Mesnil du Buisson, le vice-directeur français, deux archéologues de Yale, F. Brown et M. Crosby, et un architecte, Van V. Knox. Ils sont rejoints après la découverte des fresques par trois spécialistes, Émile Bacquet, chargé de leur dépose, Maurice Le Palud, qui les photographie, et L. Cavro, qui exécute des copies de certaines d'entre elles et participe également à la réalisation des plans et du catalogue des trouvailles. Cette équipe travaille sur le site de la dernière semaine d'octobre 1932 jusqu'à la fin du mois de mars 1933. Elle dispose de 360 ouvriers, hommes et jeunes garçons confondus, divisés en trois équipes : il s'agit d'un nombre sensiblement plus élevé que les autres années, bien que la masse salariale reste inchangée, parce qu'à la demande des cheikhs et du représentant de l'autorité militaire française, le colonel Goudouneix, décision a été prise d'abaisser le salaire des ouvriers pour pouvoir en embaucher un plus grand nombre. La région souffre en effet de la famine à la suite de deux années de pluie insuffisante.
La découverte lors de la cinquième saison de la chapelle chrétienne dans un des îlots voisins du rempart décide les archéologues à concentrer leur attention sur le grand monticule d'une dizaine de mètres de hauteur qui s'étire tout le long de la fortification, sur le côté ouest de la ville. Un premier décapage de surface révèle le plan de deux grandes pièces dont les murs affleurant laissent voir un enduit de plâtre peint. Les découvertes des fouilles précédentes, notamment les grandes fresques du temple de Bêl et celles plus modestes, mais d'une importance historique beaucoup plus grande, de la chapelle chrétienne, permettent de supposer l'existence d'un édifice majeur.
Robert du Mesnil du Buisson, qui avait commencé à travailler au sud de la citadelle, y transfère aussitôt son équipe pour s'y consacrer totalement : il commence à faire creuser à mi-pente, environ trois mètres en contrebas du faîte des murs reconnus. L'expérience des saisons précédentes avait montré que les fresques a tempera de Doura pouvaient être facilement endommagées si elles étaient dégagées trop imprudemment : la fouille n'est donc pas poursuivie jusqu'aux parois, devant lesquelles est laissée une berme d'un pied d'épaisseur environ, protégeant ainsi le décor éventuel. Il faut ainsi plusieurs jours de travail pour évider la pièce de son remblai, pendant lesquels les archéologues n'ont pas le moindre indice de l'ampleur de la surprise qui les attend. Finalement, la dernière semaine de novembre, le jour arrive du démontage de la berme. Clark Hopkins a laissé un récit circonstancié de l'instant de la découverte, lorsque les fresques surgirent du sable :
Les responsables de la fouille comprennent rapidement le caractère improbable et unique de leur découverte, grâce notamment aux dipinti araméens qui leur confirment qu'il s'agit d'un cycle narratif décorant la salle d'assemblée d'une synagogue. Ils procèdent donc avec une prudence renforcée au dégagement des murs : la première saison, ils ne poursuivent toutefois pas la fouille plus en profondeur, bien que les fresques leur démontrent qu'ils sont encore loin du sol. Ils craignent en effet que le mur ouest ne s'effondre sous la pression du remblai de la rue du rempart. Ils effectuent néanmoins une tranchée exploratoire au centre de la pièce le long du mur ouest qui leur permet de mettre au jour la niche de la Torah (voir photo ci-contre), qu'ils prennent d'abord pour un siège honorifique : ce n'est qu'après avoir déchiffré les inscriptions qu'ils réalisent que l'édifice est une synagogue. La tranchée exploratoire livre aussi des tuiles peintes du plafond, dont celles qui portent les inscriptions araméennes indiquant les responsables et la date de la construction.

### Fouille et dépose des fresques

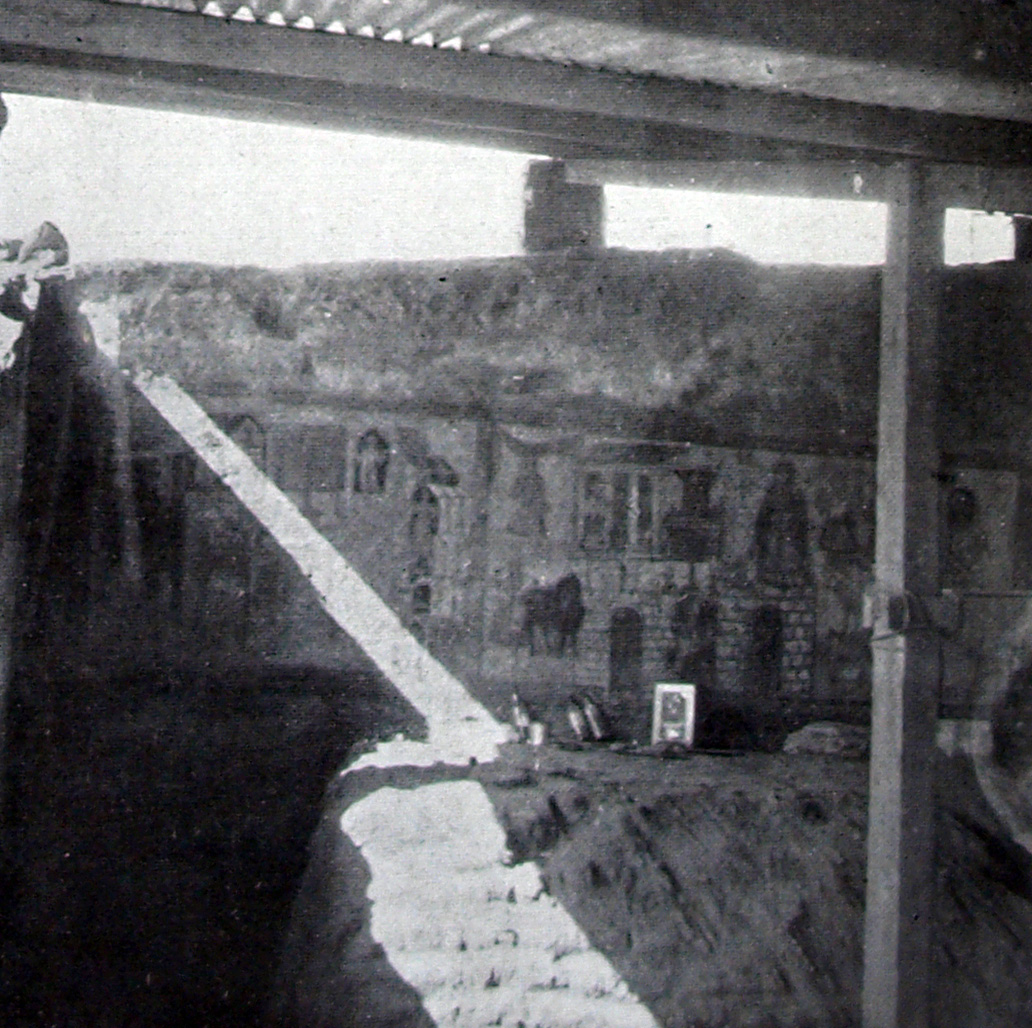
L'abri de tôle protégeant les fresques durant la campagne de 1932-1933. Seuls les registres A et B sont dégagés. Photo de Maurice Le Palud publiée le 29 juillet 1933 par L'Illustration.

Devant l'ampleur de la découverte, l'aide des autorités archéologiques et militaires françaises est sollicitée, et rendue d'autant plus facile que R. du Mesnil du Buisson est capitaine de réserve : c'est lui qui entre en contact avec le colonel Goudouneix au quartier général français de Deir ez-Zor, grâce auquel un toit de tôle ondulée est installé sur la synagogue pour protéger les fresques. Cette protection est nécessaire mais trop tardive : à peine plus de deux heures après le dégagement de la partie centrale des fresques, l'exposition au Soleil les avait déjà endommagées, et les couleurs avaient déjà considérablement pâli, avant même que des photographies aient pu en être prises. Les couches précédentes des panneaux centraux étaient également devenues visibles par transparence ; brouillant les détails des dernières fresques, et rendant d'autant plus difficile leur interprétation. L'abri de tôle permet néanmoins de sauver l'essentiel des fresques, malgré un incident qui voit des fragments sortis pour un assemblage sous une meilleure lumière être délavés par une pluie aussi soudaine qu'imprévue.
Suivant l'expérience acquise au temple de Bêl, un vernis protecteur est immédiatement appliqué aux fresques, leur rendant pour quelque temps leurs couleurs éclatantes : mais l'effet n'est que temporaire, comme de l'eau jetée sur une mosaïque pour la rafraîchir. R. du Mesnil du Buisson entreprend de son côté de dessiner des croquis des fresques au fur et à mesure de leur dégagement, et constitue ainsi une documentation précieuse pour la première saison. 
Les fouilles de la synagogue reprennent en octobre 1933, la septième saison des fouilles franco-américaines, avec une équipe largement identique à l'année précédente. Un dessinateur de l'université Yale, Herbert Jacob Gute, s'est joint à l'équipe pour réaliser une copie des fresques avant qu'elles ne soient déposées. Cette tâche se révèle particulièrement difficile en raison des dommages et de l'usure des fresques en certains endroits : C. Hopkins et R. du Mesnil du Buisson sont même en désaccord sur certains détails des motifs. Les copies d'H. Gute sont donc aussi cruciales pour l'étude de l'œuvre que difficiles à réaliser. Or, pour C. Hopkins, le résultat est à la hauteur du défi :
Une fois copiées, les fresques peuvent être déposées. L'architecte de l'expédition, Henry Pearson, se charge de cette tâche délicate, à la place du restaurateur du musée du Louvre, Émile Bacquet, qui n'a pu se joindre à l'expédition cette saison-là. H. Pearson démonte progressivement les assises de briques crues du mur par la face arrière (ouest) pour renforcer le plâtre de gypse sur lequel ont été réalisées les fresques par un mortier de chaux armé par un lattis de bois. Les panneaux de fresques ainsi consolidés sont ensuite découpés et déposés. Ils sont immédiatement posés à plat sous un échauffadage et photographiés tous dans la même position de façon à pouvoir constituer une mosaïque photographique de l'ensemble. Les panneaux des registres supérieurs doivent en effet être déposés avant même la poursuite de la fouille, de sorte que les fouilleurs n'auront jamais vu la synagogue dans toute sa splendeur, avec l'ensemble du décor peint encore en place.

### Damas ou Yale?
La question se pose ensuite du devenir de cet ensemble. L'autorisation de fouilles prévoyait que les découvertes devaient être partagées à parts égales entre le gouvernement syrien et l'université Yale. Les deux parties s'accordaient néanmoins sur la nécessité de conserver ensemble les peintures de chaque édifice fouillé, et donc de ne pas séparer les peintures de la synagogue. La découverte, l'année suivante, du mithræum lui aussi richement décoré, avait en partie débloqué la situation en permettant un partage équitable des fresques de Doura, l'ensemble composé par le mithraeum et la chapelle constituant une contrepartie acceptable à la synagogue. Dans un premier temps, le directeur général des Antiquités de Syrie et du Liban, Henri Seyrig, admettant que des fresques juives ne seraient pas populaires en Syrie et que leur installation demanderait un musée à la hauteur de leur importance, tombe d'accord avec Michael Rostovtzeff, le directeur général du projet à Yale pour qu'elles soient accordées à l'université américaine, tandis que la Syrie garderait les autres fresques et trouvailles de la septième saison.
Alors que les caisses contenant les fresques sont envoyées par camion à Beyrouth pour y être embarquées à destination des États-Unis, l'arrangement est remis en question en mars 1934 par les autorités syriennes qui refusent de signer les autorisations nécessaires. L'affaire prend un tour politique, alors que la rumeur attribue une valeur financière exorbitante aux fresques : les partisans du partage initial sont accusés de brader un trésor national. Le sénat syrien finit donc par voter le renversement de l'accord : la Syrie conserve la synagogue et Yale hérite des fresques de la chapelle et du mithraeum. Les inquiétudes de C. Hopkins sur le devenir des fresques se révèlent infondées à court terme puisque le nouveau musée archéologique de Damas est rapidement mis en construction : la synagogue y est intégralement reconstruite, avec la cour à péristyle et la salle d'assemblée complète, plafond à tuiles peintes compris, et devenant l’aile est du musée, elle est inaugurée en 1936.
Alors que cette reconstruction est indubitablement la pièce maîtresse des collections du musée, elle est, pour des raisons politiques, presque cachée aux visiteurs depuis les années 1950 : fermée à clef, elle nécessite l'intervention d'un gardien pour être ouverte, et son existence est à peine mentionnée dans les guides touristiques officiels. Même les professionnels n'obtiennent que rarement la permission de les photographier, ce qui explique le manque de bonnes reproductions photographiques des fresques, qui a pu selon A. J. Wharton contribuer à modifier la perception de cette œuvre. Elle note à ce propos :
A. J. Wharton ajoute toutefois que cette même inaccessibilité des fresques a pu contribuer à leur préservation : les fresques de la chapelle chrétienne installées à Yale peuvent y être photographiées mais pas vues, au sens où elles ne conservent plus rien des pigments originaux.
En 2014, les conquêtes de l'État islamique font peser de graves menaces sur ces vestiges.